# Krimkrieg
Oltenița – Achalziche – Başgedikler – Sinope – Cetate – Silistra – Nigojeti – Tscholok – Odessa – Kurekdere – Petropawlowsk-Kamtschatski – Alma – Sewastopol – Bomarsund – Balaklawa – Inkerman – Jewpatorija – Taganrog – Çorğun – Kars – Tschernaja – Malakow – Kinburn – Pariser Frieden
Der Krimkrieg (auch Orientkrieg; russisch Восточная война, Крымская война Wostotschnaja woina, Krymskaja woina) war ein von 1853 bis 1856 dauernder militärischer Konflikt zwischen dem Russischen Reich einerseits und dem Osmanischen Reich sowie dessen Verbündeten Frankreich, Großbritannien und seit 1855 auch Sardinien-Piemont andererseits. Er begann als zehnter Russisch-Türkischer Krieg, in den die westeuropäischen Mächte eingriffen, um eine Gebietserweiterung Russlands auf Kosten des geschwächten Osmanischen Reichs zu verhindern. An Verlusten werden auf Seiten der Alliierten rund 220.000, auf russischer Seite 450.000 angegeben.

## Bedeutung

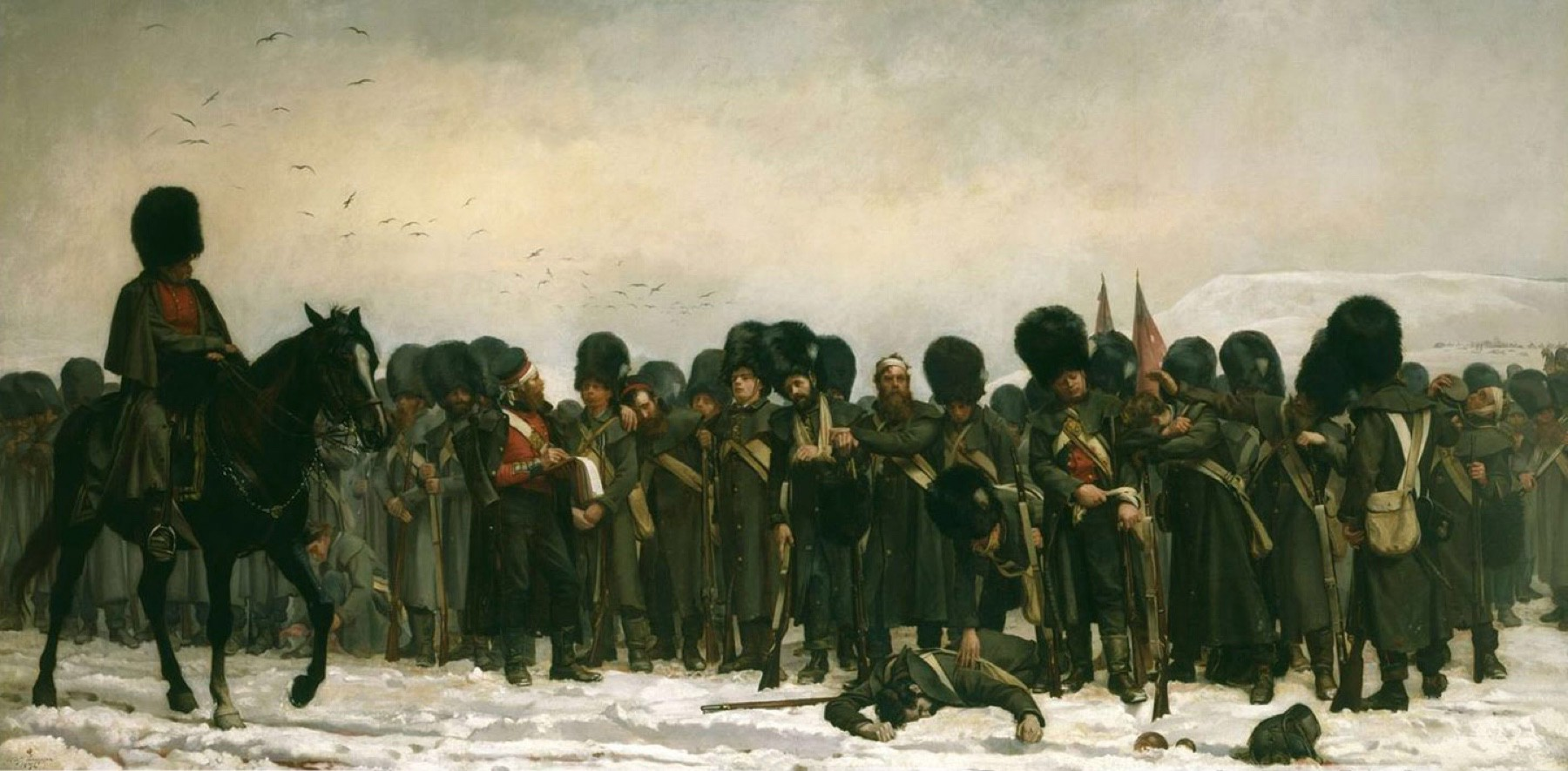
„Calling the Roll After An Engagement, Crimea“, bekannt als „The Roll Call“, 1874, Öl auf Leinwand von Elizabeth Thompson. Es wurde zu einem der berühmtesten britischen Gemälde des 19. Jahrhunderts, nie zuvor war die Not gewöhnlicher Soldaten so realistisch dargestellt worden. Gemälde Teil der Royal Collection.

Der Krimkrieg wird als der erste „moderne“ und der erste „industrielle“ Krieg angesehen. Bei der Belagerung Sewastopols kam es zum ersten Stellungskrieg der Moderne und zum ersten Grabenkrieg in großem Stil. Es war mehr ein Krieg der Maschinen, Logistik und Industriepotentiale und weniger der Feldherrnkunst. Vor Sewastopol lieferten sich die Beteiligten die erste Materialschlacht der Geschichte. Mitbedingt durch neue technische Entwicklungen war dieser militärisch ausgetragene Konflikt besonders verlustreich, wobei die meisten Opfer einerseits vor allem an Hunger, Durst, Seuchen, Krankheiten und infolge unsachgemäßer Wundbehandlung starben, andererseits durch Technisierung und modernisierte Waffensysteme. Der Krimkrieg ist, bedingt durch die damals offensichtlich schlechte Versorgung, eng verknüpft mit der einsetzenden Reform des britischen Lazarettwesens und in diesem Zusammenhang mit der weltberühmt gewordenen Krankenschwester Florence Nightingale. Da die Telegrafie es erstmals ermöglichte, Nachrichten innerhalb weniger Stunden von entlegenen Kriegsschauplätzen in die Hauptstädte Westeuropas zu übermitteln, und weil schon durch die neuen Bildmedien wie die neu aufgekommene Drucktechnik (Lithographie) und Presseillustration vom Kriegsgeschehen zeitnah bebildert berichtet werden konnte, gilt der Krimkrieg als Geburtsstunde der modernen Kriegsberichterstattung. Die noch in den Kinderschuhen befindliche Fotografie war für das Militär und das obere Bürgertum der damaligen Zeit erstmals eine nutzbare Informationsquelle. Der Nachrichtenverkehr erfolgte trotz der neuen Telegrafietechnik zum allergrößten Teil weiterhin in Papierform.
Der Krieg wurde nicht mit Riesenheeren und Beteiligung von Massen geführt, wie es in den Kriegen nach der Französischen Revolution üblich geworden war, sondern eher im Stil des Ancien Régime mit begrenzten Militär-Expeditionen in überschaubaren Größenordnungen, vergleichbar mit einem Kabinettskrieg des 18. Jahrhunderts. Allerdings fiel das für Kabinettskriege typische Merkmal der Nichtbeteiligung der Öffentlichkeit weg, da der Krimkrieg der erste europäische „Medienkrieg“ war und auch Elemente eines Nationalkriegs mit nationaler Begeisterung vorhanden waren. Schlachten wurden weiterhin von Feldherrenhügeln überblickt und gelenkt. Der Krieg hatte den für die Schlachtenmalerei bedeutenden Charakter des Schauspiels mit herausgehobenen Akteuren noch nicht verloren. Die Bildungsschichten des Zarenreiches empfanden die Niederlage als „nationale Schmach“, und bei den Bevölkerungen der Alliierten wurde eine durch die Medienberichterstattung befeuerte, starke Identifikation der Heimat mit den kämpfenden Truppen empfunden. Mit der Eroberung Sewastopols im September 1855 war der Krieg faktisch schon entschieden. Alle beteiligten Mächte, das Königreich Sardinien ausgenommen, hatten nur geringe Teile ihrer Militärmacht direkt eingesetzt.
Der Krieg war in Europa zwischen den Napoleonischen Kriegen (bis 1815) und dem Ersten Weltkrieg (ab 1914) von herausragender Bedeutung und störte das europäische Gleichgewicht der Pentarchie erheblich, obwohl er oberflächlich den Status quo bestätigte. Russland war weitgehend isoliert, während Frankreich sich wieder eindeutig als gleichrangige Großmacht neben den anderen sehen konnte. Die auf Existenzsicherung bedachte Haltung und undurchsichtige Diplomatie der Habsburgermonarchie Österreich-Ungarn führte zu deren politischer Isolation und schädigte ihre zuvor guten Beziehungen zu Russland nachhaltig.
Alle für diesen Krieg gefundenen Benennungen erscheinen bei genauerer Betrachtung zu kurz gegriffen: Die westliche Bezeichnung „Krimkrieg“ – mit der Verortung nach seinem Haupt-Kriegsschauplatz der Halbinsel Krim – wird seiner weltumspannenden Ausmaße und seiner großen Bedeutung für Europa, Russland und Orient nicht gerecht. Der in Russland verwendete Name „Orientalischer Krieg“ verknüpft ihn zumindest mit der Orientalischen Frage, welche sich auf die Bereiche Balkan bis Jerusalem und Konstantinopel bis Kaukasus lokalisieren lässt. Der Zerfall des Osmanen-Reiches schuf internationale Probleme. Die Betitelung als ein weiterer „Türkisch-Russischer Krieg“, wie sie sich in vielen türkischen Quellen findet, berücksichtigt die massive Beteiligung des Westens nicht. Der Krimkrieg kann als Vorform des Ersten Weltkrieges angesehen werden. Ein dazu vergleichbarer Flächenbrand als Folge einer aktiveren Beteiligung von Preußen und Österreich war im Bereich des Möglichen. Die dazu benötigten, vergleichbaren Voraussetzungen in Waffentechnik, Industrialisierung und Motivationen existierten bereits. Globale Dimensionen der Kämpfe waren ebenfalls vorhanden. Diese begannen auf dem Balkan, verlagerten sich in den Kaukasus und von dort auf die anderen Schwarzmeergebiete. Als Russland ein feindliches Bündnis von Österreich mit Großbritannien und Frankreich drohte, verlagerten sich die Kampfhandlungen auf die Krim. Dazu kommen aber von Beginn an noch Krieg in der Ostsee, bis hin zu Planungen der Royal Navy, die Hauptstadt Sankt Petersburg zu bombardieren, das Weiße Meer als Kriegsgebiet, an dessen Küste das Solowezki-Kloster beschossen wurde, und die Pazifikküste Sibiriens als weiterer Schauplatz. Mehr oder weniger indirekt beteiligt am Krieg waren, im Gegensatz zu den fünf Hauptparteien, die Länder Österreich und Preußen, dazu neutral gebliebene Staaten wie Schweden, Griechenland, Spanien, Portugal und der Deutsche Bund.
Die Art der Kriegsführung nahm bereits eine teilweise industrialisierte Form an und beutete erstmals alle gesellschaftlichen Ressourcen umfassend aus. Sprenggranaten, Dampfschiffe, Unterwasserminen mit Fernzündung, Gewehre mit gezogenem Lauf kamen zum Einsatz. Die Briten bauten eine Eisenbahn für rein militärische Zwecke. Die Kämpfe im Kaukasus, auf dem Balkan und der Krim wurden außerdem von organisierten ethnischen Verfolgungen und Massakern an der Zivilbevölkerung begleitet. Vor diesem Hintergrund wird von einem ersten „Totalen Krieg“ gesprochen. Dieser Krieg war bei allem Massensterben nicht blutiger als andere davor, aber er hat in seinem Verlauf erstmals alle Zweige menschlichen und staatlichen Seins an sich gerissen, durch immer planvolleren und totalen Einsatz aller geistigen, wirtschaftlichen und technischen Machtmittel.

## Hintergrund

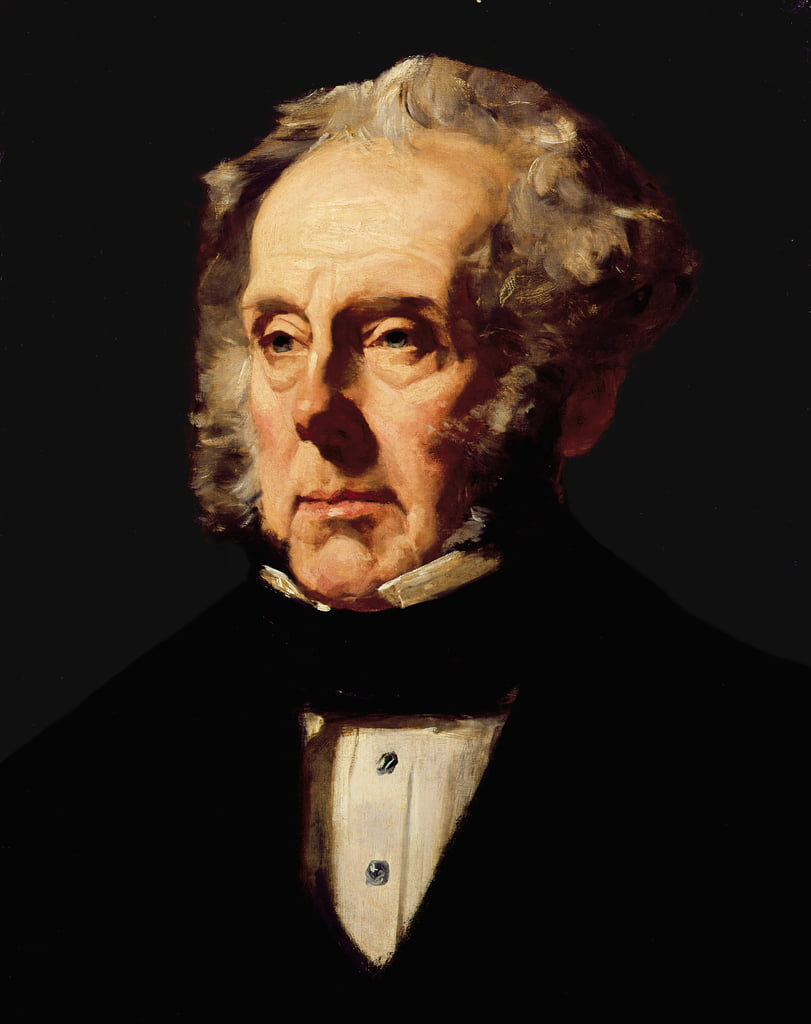
Lord Palmerston, 1855

Zwischen dem Wiener Kongress 1815 und dem Ausbruch des Krimkriegs 1853 gab es eine längere Periode, in der die Großmächte Russland, Großbritannien, Frankreich, Österreich und Preußen es vermieden, gegeneinander Krieg zu führen. Sie bildeten vielmehr einen als „Europäisches Mächtekonzert“ beschriebenen Verbund.
Der Krimkrieg entstand, so der Historiker Jürgen Osterhammel, weniger zielstrebig als später der Sardinische Krieg oder die deutschen Einigungskriege nach einer Kette von diplomatischen Fehlern, Missverständnissen und Feindvorstellungen. In den unterschiedlichsten Systemen, sowohl im autokratischen Russland wie im liberaleren Großbritannien, seien Kriegsförderer am Werk gewesen, in Russland zum Beispiel ein „schlecht informierter“ Zar und in Frankreich „ein politischer Hasardeur“. Allerdings gab es auch „eine Logik geopolitischer und wirtschaftlicher Interessen“. Im Kern war es ein Konflikt der beiden Mächte Großbritannien und Russland, die in Asien Interessen hatten, und er offenbarte die militärische Schwäche beider. „Erstmals seit 1815 wurde Krieg soweit in Kauf genommen, dass er tatsächlich geschah.“
Mehrere Unabhängigkeitsbewegungen, darunter in Ägypten unter Muhammad Ali Pascha, schwächten in den 1830er Jahren das Osmanische Reich. Im Jahre 1833 hatten ägyptische Truppen unter Ali Pascha Syrien erobert und bedrohten Konstantinopel. Daraufhin bildete der russische Zar eine Allianz mit dem türkischen Sultan und entsandte Truppen, was Großbritannien alarmierte, da dies aus ihrer Sicht einen Versuch der Landmacht Russland darstellte, militärstrategischen Zugang zum Mittelmeer zu erlangen.
Die ägyptischen Truppen mussten sich nach Syrien zurückziehen. Im Jahre 1839 wurde das Nahostproblem wieder akut, als der Sultan seine Ansprüche in Syrien geltend machte und die ägyptischen Truppen dort angriff. Frankreich stellte sich auf die Seite Ägyptens, während der damalige britische Außenminister Palmerston ein Eingreifen Österreichs, Russlands und Preußens zu Gunsten des Sultans veranlasste. Es kam zur Orientkrise, in der sich 1839–1841 europäische Mächte in den Konflikt zwischen dem Osmanischen Reich und dem formal zum Osmanischen Reich gehörenden Ägypten einmischten. Der ägyptische Heerführer gab Syrien auf, was Frankreichs Ambitionen im Orient einschränkte. Mit dem Dardanellen-Vertrag von 1841 verpflichtete sich das Osmanische Reich, die Meerengen zu Friedenszeiten für Kriegsschiffe zu sperren. Damit war der Einfluss Russlands, das vormals den britischen Zugang vom Nahen Osten bis nach Indien gefährden konnte, zurückgedrängt.

### Protektorat des Zaren über das Heilige Land

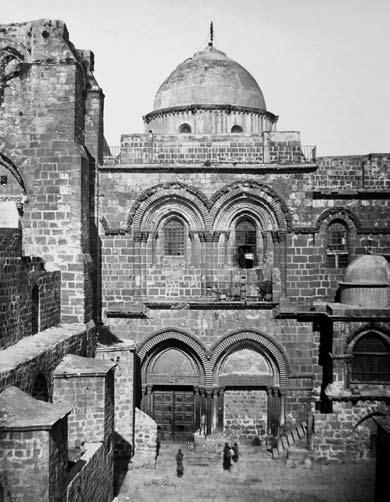
Grabeskirche 1864

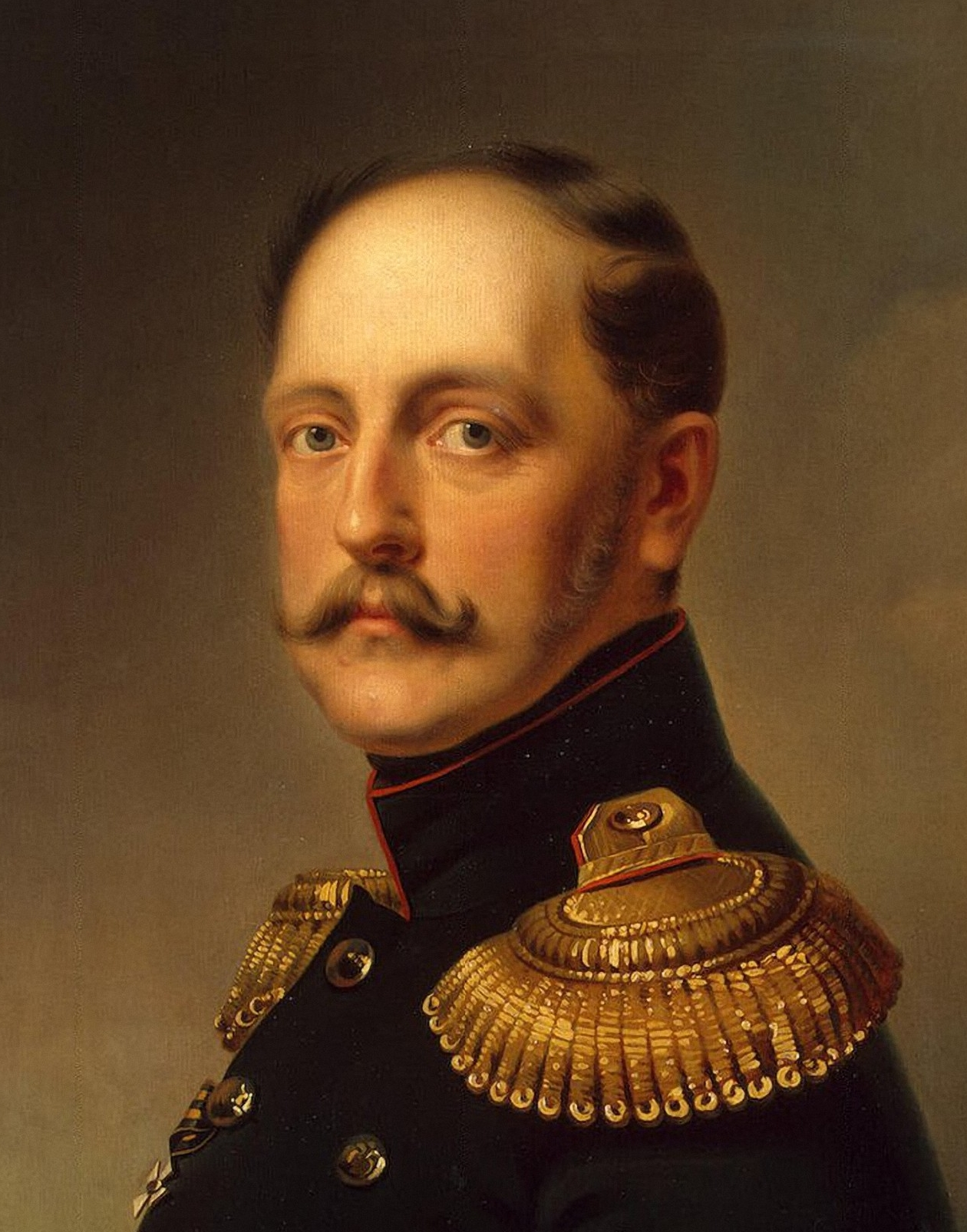
Nikolaus I. (1796–1855)

Ein bedeutender Anlass des Krieges waren religiöse Konflikte um die Nutzung der Kirche zum Heiligen Grab in Jerusalem. Den Besitzanspruch auf diese für das Christentum als heilig geltende Stätte teilten sich bis dahin die Anhänger der verschiedenen christlichen Konfessionen. Seit Beginn des 19. Jahrhunderts hatten die griechisch-orthodoxen Christen aber ihre Stellung bei der Nutzung der Kirche ausgeweitet. Die Katholiken versuchten nun, mit Unterstützung des im Dezember 1852 zum Kaiser Frankreichs ausgerufenen Napoleon III., diese Situation zu verändern.
Ausschlaggebender Vorfall war 1847 die Entfernung des silbernen Sterns in der Geburtskirche in Bethlehem. Die Hohe Pforte unter Sultan Abdülmecid I. ersetzte zwar 1852 den Stern, konnte jedoch nicht verhindern, dass der russische Zar Nikolaus I. zum Schutz der orthodoxen Christen im Osmanischen Reich aus diesem Anlass das Protektorat über alle Christen im Heiligen Land (der Region Palästina) verlangte, also die alleinige Schirmherrschaft. Der osmanische Sultan als politischer Interessenvertreter des Islam und der französische Kaiser – stellvertretend für die Interessen des Katholizismus – wollten sich mit einer russischen Vorherrschaft über die Christen in Palästina keinesfalls einverstanden erklären.
Frankreich zeigte sich stark entschlossen, einer weiteren russischen Expansion entgegenzutreten. Konfliktstoff mit der Regierung in St. Petersburg boten aber nur vordergründig die heiligen Stätten. Jerusalem und weitere Städte des Heiligen Landes waren überwiegend von Muslimen und Juden bewohnt, die damals noch friedlich koexistierten. Stark zerstritten waren dort ausgerechnet die christlichen Minderheiten. Insbesondere zu Ostern gab es handgreifliche Auseinandersetzungen der griechisch-orthodoxen Mönche mit den katholischen Franziskanern. Damals schon wurde dafür der Begriff „Mönchsgezänk“ verwandt. Es ging um Dinge wie, wer die Grabeskirche instand setzen oder wer den Schlüssel zur Geburtskirche und -grotte bewahren dürfe. Hinter die Ansprüche der Orthodoxen stellte sich Russland, als Anwalt der Katholiken profilierte sich Frankreich, und Napoleon III. versuchte, sich und sein schwaches Regime weiterhin auf seinen Rückhalt bei den Katholiken im eigenen Lande zu stützen. Die Mobilisierung der Gesellschaft für den Krimkrieg sollte den französischen Revolutionsanhängern helfen, sich mit ihren in der Bevölkerung genauso vertretenen katholischen Verächtern zu versöhnen.
Für Großbritanniens Eliten gab es neben vorgeschobener religiöser Motivation keinen Zweifel daran, dass ein Krieg gegen den Zaren allgemein ein Krieg für die englischen Werte des Fair Play und die Werte der freien Welt sei, wie etwa Gewaltenteilung und freier Handel.
Im späteren Kriegsverlauf gab es in der öffentlichen Wahrnehmung die verbreitet vorzufindende Meinung, dass sich die beiden christlichen Nationen Frankreich und Großbritannien, angeblich aus Sorge um die heiligen Stätten, mit einem muslimischen Staat gegen das christliche Russland verbündet hätten.
Der Russlandkenner Orlando Figes betitelt diesen Krieg als den „letzten Kreuzzug“ im Zusammenhang mit der langen Folge militärischer Auseinandersetzungen dieser Art, welche durchaus Parallelen zu diesem aufweisen. Alle Kreuzzüge zwischen 1095/99 und dem 13. Jahrhundert waren seitens des „christlichen Abendlandes“ ausnahmslos strategisch, religiös und wirtschaftlich motivierte Kriege. Im engeren Sinne werden aber unter den Kreuzzügen nur die in dieser Zeit geführten Orientkreuzzüge als solche angesehen, die sich gegen die muslimischen Staaten im Nahen Osten richteten. Schon nach dem Ersten Kreuzzug wurde der Begriff „Kreuzzug“ bereits auf andere militärische Auseinandersetzungen ausgeweitet, deren Ziel nicht das Heilige Land war, und bis in die Neuzeit hinein auf ganz unterschiedliche Militär-Aktionen angewandt.

### Der „kranke Mann am Bosporus“
Eine der eigentlichen und tiefer liegenden Ursachen des Krieges war jedoch der innere Zerfall des Osmanischen Reiches, das von vielen Medien der Zeit als „Kranker Mann am Bosporus“ umschrieben wurde. Russland sah darin eine Chance, seine Macht in Europa auszubauen und insbesondere einen Zugang zum Mittelmeer und zum Balkan zu bekommen. Die osmanische Herrschaft auf dem Balkan schien gefährdet, und Russland drängte darauf, die Kontrolle über die wichtigen Meerengen des Bosporus und der Dardanellen zu erhalten. Schon früher hatte der russische Zar vergeblich versucht, die Regierungen Österreichs und Großbritanniens für eine Aufteilung des Osmanischen Reiches zu gewinnen. Großbritannien und Frankreich sperrten sich gegen diese russische Expansion. Sie wollten nicht, dass die Schlüsselpositionen in russische Hände fielen, und unterstützten die Osmanen, um den Status quo zu erhalten und damit ihre eigene Macht in Südosteuropa an den osmanischen Grenzen zu sichern. In der sogenannten Orientalischen Frage über das Fortbestehen des Reiches waren sie der Meinung, dass das Osmanische Reich, das in jener Zeit noch immer eine gewaltige Ausdehnung besaß und sich vom Balkan bis zum Fuß der Arabischen Halbinsel, von Mesopotamien im Osten bis Tunesien im Westen erstreckte, grundsätzlich erhalten werden müsse. Sein Zusammenbruch hätte ein Machtvakuum verursacht. Für Großbritannien, den zur damaligen Zeit wichtigsten Handelspartner des Osmanischen Reiches, ging es außerdem darum, die Verbindungswege nach Indien zu sichern und russische Vormachtbestrebungen in Asien zu unterbinden (The Great Game). Wirtschaftlich sank das Osmanische Reich auf den Stand eines halbkolonialen Rohstofflieferanten herab und geriet in immer stärkere Abhängigkeit von den ökonomisch hochentwickelten Ländern Westeuropas. Der britische Export in die Türkei hatte 1825–1852 um das Achtfache zugenommen. Mittlerweile war das Großreich der Hauptimporteur britischer Industrieprodukte. Das Zarenreich hingegen hatte sich zum gefährlichsten Gegner des Osmanischen Reiches entwickelt.
Napoleons III. Kriegs- und Friedensziel war ein Umsturz der auf dem Wiener Kongress geschaffenen – als benachteiligend empfundenen – Ordnung Europas. Ein günstiger Augenblick, den Hebel am Bau dieser Ordnung von 1815 anzusetzen, bot sich Napoleon III. im Orient in der explosiven Lage des Jahres 1853. Seine spätere Politik im Krimkrieg und besonders seine Haltung nach dem Fall Sewastopols hingen stark mit dem übergeordneten Aspekt seines großen Grundplanes zusammen. Die orientalische Krise und das Schicksal des Osmanischen Reiches interessierten ihn nur im Rahmen ihrer Nützlichkeit für die Verwirklichung seiner Idee zur Wiederetablierung Frankreichs als europäische Großmacht. Es war jedoch nicht der einzige Versuch, seine Ideen umzusetzen, und für die Verwirklichung war der Krimkrieg nur ein wünschenswerter, jedoch kein notwendiger Krieg. Er zögerte lange und bedachte die Risiken und Opfer eines Krieges.
Im 19. Jahrhundert geriet die orientalische Frage auf eine internationale Bühne. Die kriegerische Auseinandersetzung zwischen dem erstarkten russischen und dem geschwächten osmanischen Großreich bedeutete aber nicht automatisch den Kriegseintritt der anderen europäischen Großmächte, obwohl durch den überall unterschiedlich ausgeprägt aufkeimenden Nationalismus zusätzlicher Druck dahingehend entstand. Im Gefolge der Französischen Revolution regten sich auch auf dem Balkan unter den dortigen Völkerschaften des osmanischen Reiches Nationalgefühle, die in dem Komplex der Frage ein Faktor von eigenem Gewicht wurden. Die Zuspitzung der Frage hat den Krimkrieg allein nicht verursacht, denn der russisch-türkische Krieg von 1827/28 und der von 1877 haben sich nicht wie dieser Krieg zu einem europäischen ausgeweitet. Die hier vorhandene Rolle des Elementes der öffentlichen Meinung deutet auf andere Mitursachen hin.

### Ideologien und Feindbilder
Russlands Motiv, das Osmanische Reich zu zerschlagen, lag jedoch nicht allein in geopolitischen Interessen begründet. Es basierte zudem auf dem in Teilen der russischen Gesellschaft seit Beginn des 19. Jahrhunderts verbreiteten Panslawismus und dem Wunsch, die orthodoxen slawischen Völker des Balkan von der osmanischen Herrschaft zu befreien. Meldungen über blutige Niederschlagungen regelmäßig aufflackernder Freiheitskämpfe der Balkanslawen empörten die russische Öffentlichkeit und ließen dort Rufe nach einem Eingreifen laut werden. Russland sah sich als Schutzmacht der orthodoxen Christen und beanspruchte für sich, sowohl die im eigenen Land lebenden Orthodoxen als auch jene des Osmanischen Reiches zu repräsentieren. Zugleich ging es darum, eine sich ankündigende islamische und nationalistische Revolution im Osmanen-Reich zu verhindern.
In Großbritannien, Frankreich und in anderen Ländern Westeuropas gab es andererseits russophobe und turkophile Ideen, die teilweise größere Bevölkerungskreise ergriffen. So war Russland bei vielen als Gendarm Europas verhasst, der nicht nur in Russland die Völker unterdrücke, sondern auch im Rest Europas Freiheitsbewegungen bekämpfe. Als Beispiele galten ihnen die Niederschlagung des polnischen Aufstandes 1830/1831 und der Einmarsch in Ungarn 1849.
Manche Intellektuelle waren dagegen – in Bezug auf das Osmanische Reich – der Meinung, dass dieses sich durchaus in einem liberalen Sinne reformieren könne. Aus den vielen ideologischen Ressentiments des Westens entstanden Aggressionen, diese richteten sich aber in dieser zeitlichen Periode nicht gegen den Islam, sondern gegen die russische Orthodoxie. Klerikale und Zeitungsmacher in England fürchteten deren Ausbreitung auf dem Balkan mehr als die zuvor jahrhundertelang bekämpfte religiöse Vorherrschaft der Muslime in dieser Region. Anglikanische Geistliche in Großbritannien, das sich damals gern als so etwas wie die moralische Speerspitze der Menschheit betrachtete, scheuten sich nicht, von ihren Kanzeln herab den Islam als eine segensreiche Vormacht für das orientalische Christentum zu preisen und seine angebliche Toleranz im Gegensatz zum orthodoxen Despotismus zu loben. Liberale Politiker wie Anthony Cooper, der siebte Earl of Shaftesbury, zum Beispiel bewerteten die im Osmanischen Reich umstrittenen Tanzimat-Reformen als Aufbruch der Türkei in ein Zeitalter des Fortschritts und der Toleranz. Das von osmanischer Seite ausgeführte Massaker von Chios (1822) etwa, das Eugène Delacroix in einem Gemälde dargestellt hat, wurde ausgeblendet. Damals wurden jährlich noch Hunderte von Apostaten im Osmanischen Reich nach islamischem Recht hingerichtet. Großbritannien, das zu der Zeit modernste und technologisch fortschrittlichste Reich der Welt, zog an der Seite eines muslimischen Reiches auf europäischem Boden in den Krieg gegen seinen ehemaligen christlichen Verbündeten Russland.

### Menschikows Mission

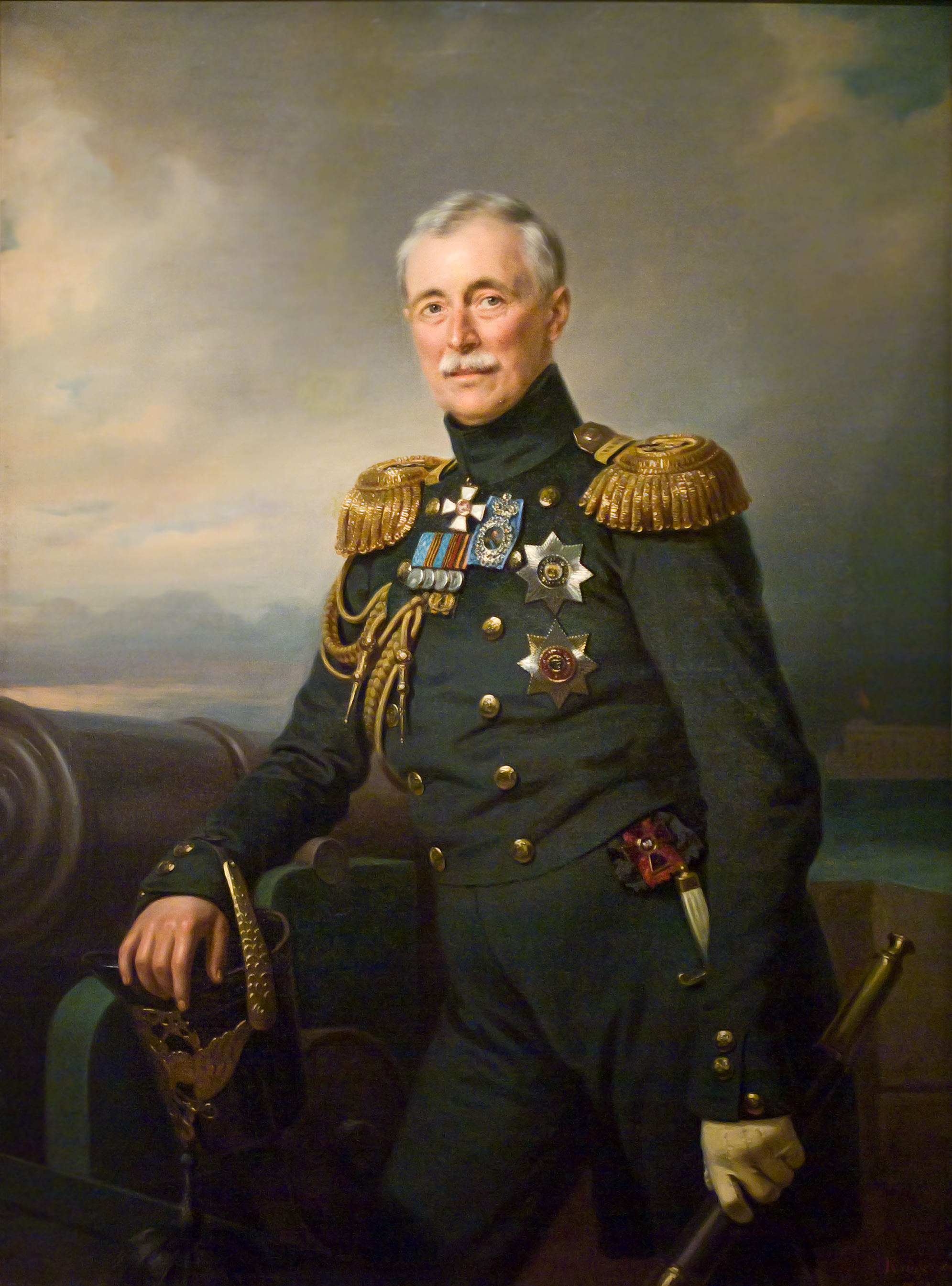
Fürst Menschikow (1787–1869)

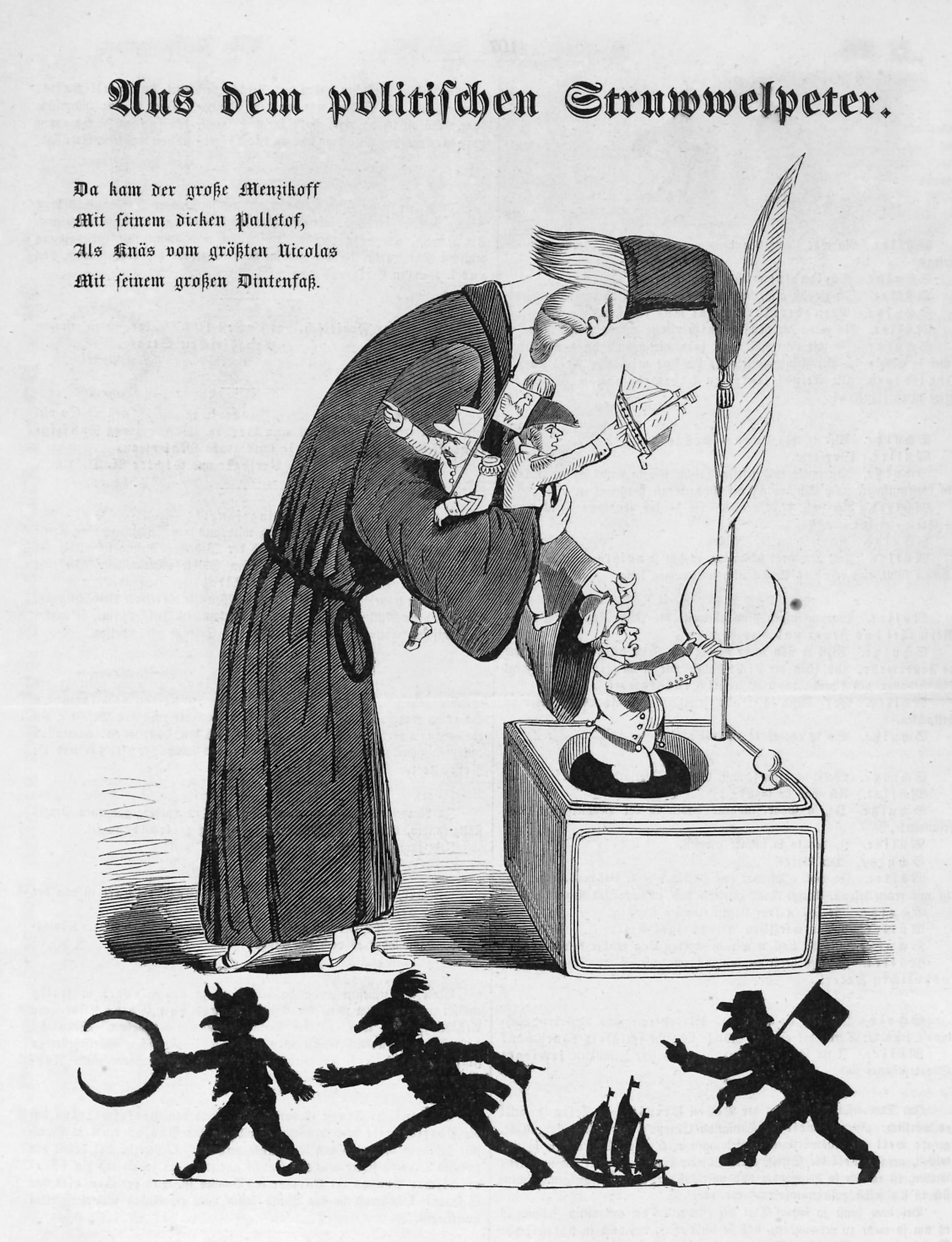
Kladderadatsch, Karikatur über die Diplomatie Menschikows, 1853

Zum Auslöser des Krieges wurde das Auftreten von Fürst Menschikow Ende Februar und März 1853. Der Zar hatte den Militär nach Konstantinopel entsandt, um eine Reihe von Forderungen an das Osmanische Reich zu überbringen. So wurde die Fortführung des Vorrechts orthodoxer Christen an den heiligen Stätten des Christentums und die Ausbesserung der Kuppel über dem Christusgrab verlangt, ohne Mitwirkung der Katholiken. Der Sultan war zunächst bereit, einen Teil dieser Forderungen zu erfüllen. Doch Menschikow hatte noch eine zweite, sehr weitreichende Forderung überbracht: Das Osmanische Reich solle durch einen Vertrag Russlands Schirmherrschaft über die orthodoxen Christen im Osmanischen Reich anerkennen, die ein Drittel seiner Bevölkerung darstellten. Menschikow bewirkte durch sein Auftreten den Abbruch der Verhandlungen. Es half ihm nicht, sein Ultimatum mehrmals um einige Tage zu verlängern: Der Sultan lehnte, unterstützt durch den britischen Botschafter Stratford Canning, die russischen Forderungen ab. Dadurch hatte Russland einen Vorwand für die militärische Eskalation des Konflikts. Menschikow reiste am 21. Mai 1853 unter großem Eklat ab. Russland brach die diplomatischen Beziehungen zum Osmanischen Reich ab.
Bereits drei Wochen später setzten Frankreich und Großbritannien ein deutliches Zeichen: Ihre Mittelmeerflotten gingen in der Besika-Bucht nahe der Dardanellen-Einfahrt vor Anker. Charles John Napier wurde zum Oberbefehlshaber der britischen Flotte in der Ostsee ernannt. Er lief mit seinen Kriegsschiffen bereits am 11. März 1854, 17 Tage vor der britischen Kriegserklärung, in die Ostsee aus, um russische Häfen zu blockieren. Da die russische Flotte sich daraufhin nicht zum Kampf stellte, wurden in den folgenden Wochen russische Werften und Häfen in Finnland angegriffen.
Der russische Zar war daraufhin bereit, gegen das Osmanische Reich und seine möglichen Verbündeten Frankreich und Großbritannien in den Krieg zu ziehen. Iwan Fjodorowitsch Paskewitsch, der wichtigste militärische Berater des Zaren, war sich aber der österreichischen Unterstützung in einem solchen Krieg nicht sicher. Er empfahl dem Zaren deshalb, die Donaufürstentümer, notfalls für mehrere Jahre, zu besetzen. Dies und die russische Propaganda würden dazu führen, dass 50.000 Balkanchristen sich dem Zaren als Soldaten zur Verfügung stellen. Dadurch würden die Westmächte von einem Eingreifen abgeschreckt und Österreich zur Neutralität gezwungen werden.
Der Autokrat Nikolaus I. strebte an der militärischen Spitze der „Dampfwalze Russland“ die Vorherrschaft in Europa durch Sprengung des strategisch wichtigen Dardanellenriegels an. Der Zar fühlte sich den Regeln und Verhaltensnormen, wie sie das „europäische Konzert“, eingebettet in das Vertragssystem des Wiener Kongresses, seinen Teilnehmern abverlangte, durchaus verpflichtet. In der Darstellung Winfried Baumgarts wurde er wider seinen ursprünglichen Willen in den späteren Krieg mit Frankreich und Großbritannien hineingedrängt. Andrej Subow schrieb, er selber hätte einen sinnlosen Krieg entfesselt.

## Verlauf

### Russisch-türkischer Konflikt

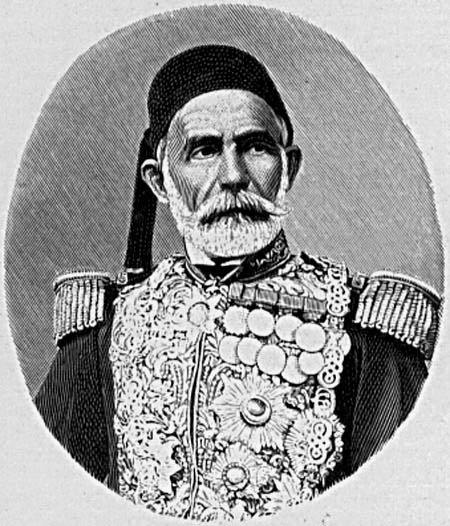
Omar Pascha (1806–1871)

Ende Juni 1853 befahl der Zar seinen beiden Armeen in Bessarabien, in das benachbarte Fürstentum Moldau und das Fürstentum Walachei einzumarschieren. Fürst Michail Dmitrijewitsch Gortschakow überschritt mit 80.000 Mann den Pruth und errichtete sein Hauptquartier in Bukarest. Der Bevölkerung wurde gesagt, es gehe dem Zaren nur um ein Pfand, um die Hohe Pforte zur Achtung religiöser Rechte zu zwingen.
Das Osmanische Reich erklärte Russland – wiederum von den Briten ermutigt – am 16. Oktober 1853 den Krieg, nachdem mehrere diplomatische Versuche zur Beilegung des Konflikts gescheitert waren. Der osmanische General Omar Pascha rückte daraufhin gegen die Kaiserlich Russische Armee an der Donau vor und errang in der Schlacht von Oltenița am 4. November den ersten Sieg. Der russische Feldzug kann zu diesem Zeitpunkt bereits als gescheitert angesehen werden, da mehr als zwei Drittel der zaristischen Soldaten durch Seuchen, Epidemien und Verwundungen binnen weniger Wochen ums Leben kamen und die Verluste später nicht ausgeglichen werden konnten.

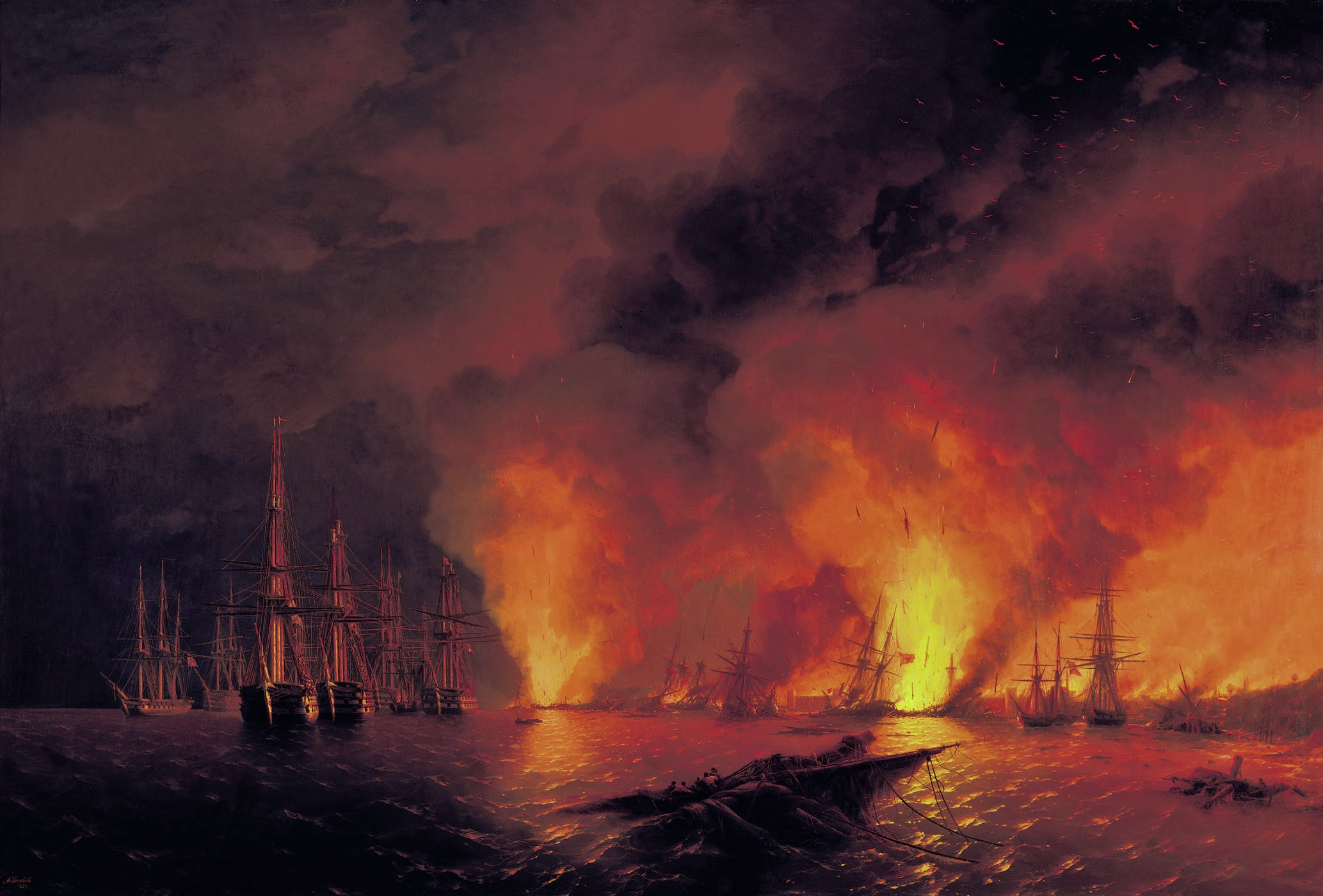
Die Seeschlacht bei Sinope,
Gemälde von Iwan Aiwasowski

Am 30. November desselben Jahres griff die russische Schwarzmeerflotte mit sechs Linienschiffen, zwei Fregatten und drei Dampfern unter Vizeadmiral Nachimow den osmanischen Hafen Sinope an. Mit von Bombenkanonen abgefeuerten Sprenggranaten schossen die Russen in der Seeschlacht bei Sinope sämtliche dort liegenden Schiffe des osmanischen Vizeadmirals Osman Pascha mit 4.000 Marinesoldaten an Bord in Brand. Von den osmanischen sieben Fregatten und fünf Korvetten überstand nur ein nach Konstantinopel fliehendes Schiff die Schlacht. Daraufhin lief wenige Wochen später eine britisch-französische Flotte ins Schwarze Meer ein. Nikolaus machte nun Kompromissvorschläge. Großbritannien und Frankreich traten daraufhin aber nicht in echte Verhandlungen ein.
Napoleon III. unternahm am 29. Januar 1854 mit einem eigenhändigen Schreiben an den Zaren zum Schein einen letzten Vermittlungsversuch; Nikolaus I. lehnte ihn aber mit einem für Frankreich provozierenden Hinweis auf die Niederlage Napoleon Bonapartes im Russlandfeldzug 1812 ab. Die Stimmung der Bevölkerung in Frankreich richtete sich daraufhin gegen Russland. Am 12. März 1854 schlossen Frankreich und Großbritannien einen Kriegshilfevertrag mit dem Osmanischen Reich.
In der langen Kette der Kriegsursachen war die Schlacht bei Sinope der entscheidende Anlass für den Kriegseintritt der Westmächte. Die Nachricht von der Schlacht, bei der innerhalb weniger Stunden 3000 türkische Seeleute durch die technisch überlegenen russischen Sprenggranaten den Tod fanden, brachte die öffentliche Meinung in Westeuropa – vor allem in Großbritannien – dermaßen gegen Russland auf, dass alle Versuche, die Krise diplomatisch zu lösen, diskreditiert wurden.

### Frankreich und Großbritannien treten in den Krieg ein

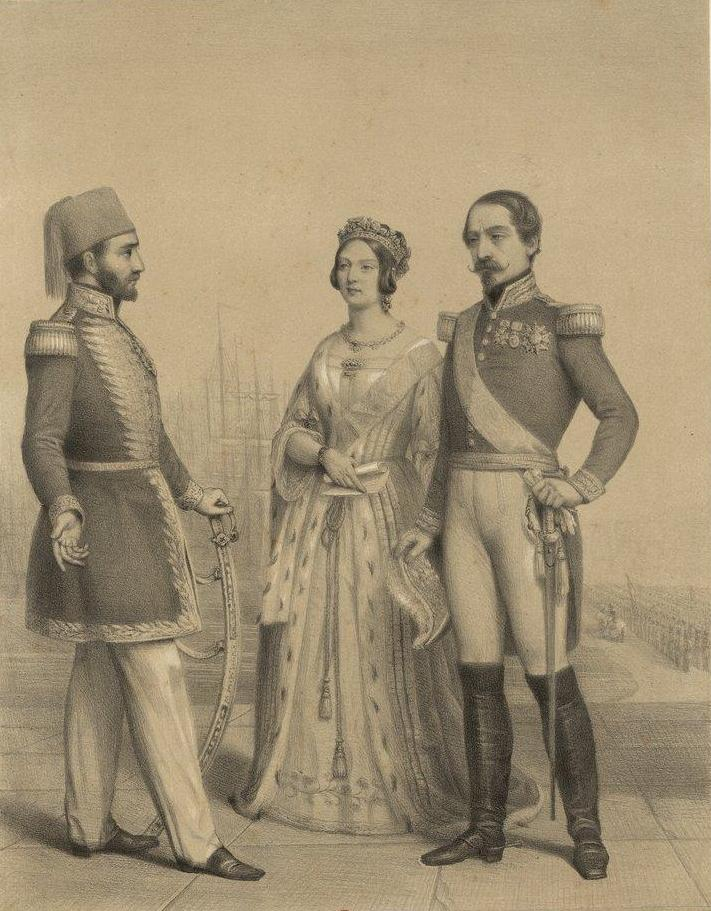
The Allies, Herrschaftshäuser-Allianz (v.r.: Napoleon III., Victoria und Abdülmecid I.)

Am 27./28. März 1854 erklärten Frankreich und Großbritannien Russland den Krieg, um eine russische Machtausweitung zu verhindern. Beide Länder hatten ihre Mittelmeerflotten bereits im Juni 1853 in die Einfahrt zu den Dardanellen und am 3. Januar 1854 ins Schwarze Meer entsandt. Im April 1854 landeten die Alliierten bei Gallipoli ihre Expeditionstruppen an, um einen möglichen russischen Vorstoß nach Konstantinopel zu verhindern. Am 22. April beschossen alliierte Schiffe zehn Stunden lang Hafenbatterien vor Odessa, zerstörten dieselben und zogen sich daraufhin wieder zurück. Dies war ohne große militärische Bedeutung.
Im Mai wurde beschlossen, die zunächst bei Konstantinopel und Gallipoli gelandeten französischen und britischen Truppen bei Varna zu versammeln. Da dies möglichst über den Seeweg erfolgen sollte, wurde der Truppen-Transport zu einer wesentlichen Aufgabe der Marine, die sie im weiteren Kriegsverlauf beibehielt. Die eigenen Mittel der Flotte reichten dazu jedoch nicht aus, so dass zahlreiche Handelsschiffe gechartert werden mussten. Fast der ganze Transport zwischen Heimat und Depotpunkten im Orient wurde mit gemieteten Schiffen bewerkstelligt. Darunter befanden sich viele Segelschiffe, die aus Sicherheits- und Zeitgründen von Dampfern geschleppt wurden. Der Truppenaufmarsch auf der Krim erfolgte unter der Annahme, dass die Gegenseite weder zu Wasser noch zu Lande größere Störaktionen durchführen werde. Wie schon die ersten Anlandungen der Armeen auf Gallipoli, fernab der Front, geschah auch die Truppenverlegung auf die Krim weitgehend planlos und ohne angemessene Vorbereitung.
Auf ausdrücklichen Wunsch Nikolaus’ I. übernahm Iwan Paskewitsch im April 1854 den Oberbefehl an der Donau. Er begann am 14. April mit der Belagerung der strategisch wichtigen Festung Silistra. Omar Pascha führte am 10. Juni eine Entsatzarmee heran und war in den Kämpfen vor Silistra erneut siegreich. Paskewitsch wurde verletzt und erneut durch Gortschakow ersetzt. Die osmanische Armee kämpfte deutlich erfolgreicher als im Russisch-Türkischen Krieg von 1828 bis 1829, nicht zuletzt aufgrund der Reformen durch preußische Offiziere wie Helmuth Karl Bernhard von Moltke. Die Russen mussten die Belagerung von Silistra daher nach 55 Tagen, am 23. Juni, aufgeben. Omar Pascha rückte am 22. August in Bukarest ein.

### Politik Österreichs und Preußens

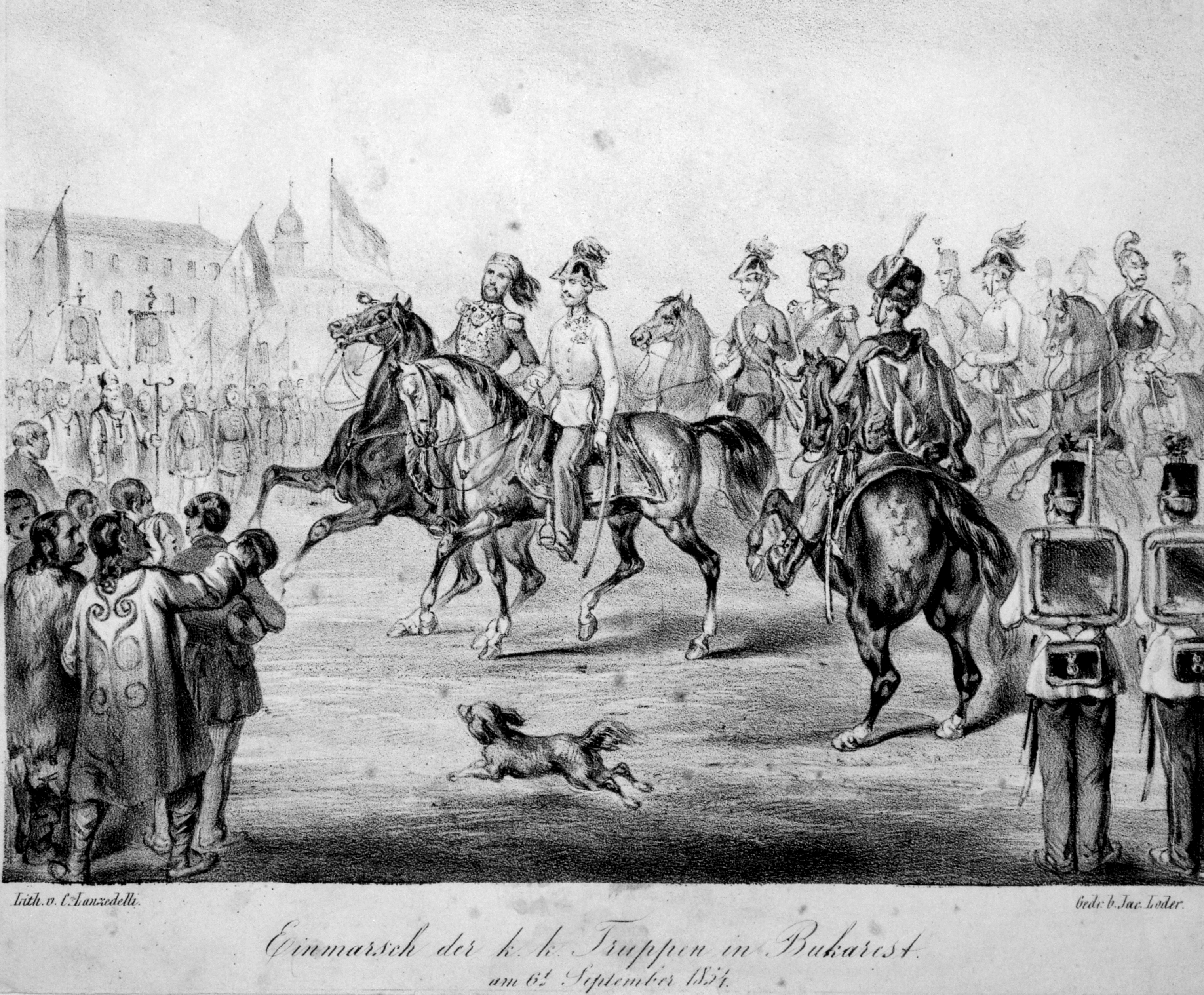
Einmarsch der Österreicher in Bukarest, September 1854. Die Stadt war zuvor von russischen bzw. türkischen Truppen besetzt worden.

Die Habsburger waren zwar in der Revolution von 1848/1849 von Russland gegen die Aufständischen unterstützt worden, dennoch forderte Österreich am 3. Juni 1854 Russland drohend auf, sich aus den Donaufürstentümern zurückzuziehen, und besetzte diese nach dem russischen Abzug selbst. Im Oktober 1854 zog Österreich 300.000 Mann an der russischen Grenze zusammen, die erhebliche russische Kräfte banden, ohne aber in die Kämpfe einzugreifen. Auf diese Weise spielte Österreich eine wichtige Rolle im Krimkrieg, obwohl es sich nicht aktiv am Kriegsgeschehen beteiligte, und verärgerte durch dieses Verhalten letztlich beide Parteien.
Preußen blieb hingegen, als einzige Großmacht, tatsächlich neutral. Der König hatte dies zugesagt. Wegen der Neutralität gab es sogar Zweifel, ob Preußen überhaupt noch eine der fünf Großmächte sei. In der öffentlichen Meinung hielten sich der Einfluss von extrem konservativer prorussischer Kreuzzeitungspartei und liberalkonservativer prowestlicher Wochenblattpartei die Waage. Auch die Führungsschicht Preußens war, wie diejenige in Österreich, in ihrer politischen Haltung extrem gespalten in eine prowestliche und eine prorussische Fraktion. König Friedrich Wilhelm IV. schwankte zwischen beiden Gruppierungen, was den verärgerten Zaren zu der Äußerung veranlasste: „Mein lieber Schwager geht jeden Abend als Russe zu Bett und steht jeden Morgen als Engländer wieder auf.“ Schien die Wochenblattpartei um die Jahreswende 1853/54 noch allgemein Oberwasser zu haben, entließ der König bereits im Frühjahr 1854 einige ihrer wichtigsten Sympathisanten. Von Seiten der Briten und der Franzosen wurden Überlegungen angestellt, die Preußen auf ihre Seite zu ziehen. So stellte Palmerston dem Kabinett folgende Vorschläge vor: Preußen sollte für sein Mitwirken als Kriegspartner die Ostseeprovinzen des russischen Reiches und Österreich große Teile der Region bis zur Donaumündung erhalten. Schweden sollte Finnland und die Region Åland angeboten werden. Die Franzosen bestanden zusätzlich auf die Schaffung eines unabhängigen polnischen Königreichs.

Letztlich schreckten die Regierenden in Wien und Berlin vor einer aktiven Kriegsbeteiligung zurück, auch weil sie die Hauptlast des Krieges hätten tragen müssen. Preußens Neutralität und Österreichs nur indirekter Kriegseingriff machten einen französisch-britischen Feldzug gegen das russische Kernland unmöglich.
Während vor allem die Russen Österreich Undankbarkeit vorwarfen, wurden die Beziehungen Preußens zu den übrigen vier Großmächten nicht dauerhaft belastet.

### Aufmarsch der Alliierten
Am 31. Mai 1854 landeten die ersten französisch-britischen Truppen bei Warna (heute in Bulgarien liegend). Das französische Kontingent bestand aus vier Infanteriedivisionen, 8,5 Feldbatterien und Chasseurs d’Afrique (Jäger zu Pferde). Insgesamt umfasste die französische Armee etwa 30.000 Mann und 68 Geschütze.
- Französische Armee (Saint-Arnaud)
  - 1. Division (Canrobert)
  - 2. Division (Bosquet)
  - 3. Division (Prinz Napoléon)
  - 4. Division (Forey)

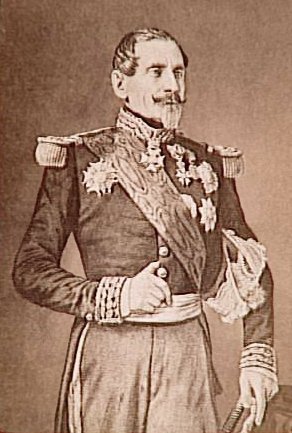
Armand-Jacques-Achille Leroy de Saint-Arnaud (1796–1854)

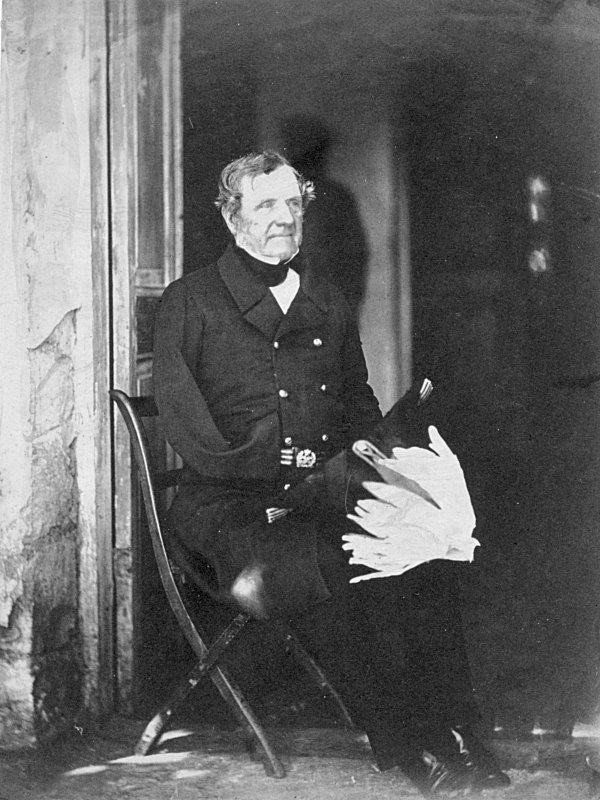
Baron Raglan (1855, Krim). In seinem fortgeschrittenen Alter hatte er fast seine gesamte Militärzeit in Stäben zugebracht und zudem noch nie eine größere Einheit als ein Bataillon kommandiert. Auch der Herausgeber von The Times Delane kritisierte ihn: In einem Leitartikel wurde gleichzeitig seinem Stab Inkompetenz, lethargische Bürokratie und Vetternwirtschaft vorgeworfen (fünf seiner Neffen fungierten darin als seine Adjutanten).

  - Kavalleriebrigade (Cassaignolles)
  - Kavalleriebrigade (D’Allonville)

Das britische Kontingent bestand aus fünf Infanterie- und einer Kavalleriedivision mit etwa 26.000 Mann und 60 Geschützen.
- Britische Armee (Fitzroy Somerset, 1. Baron Raglan)
  - Kavalleriedivision (George Bingham, 3. Earl of Lucan)
    - leichte Kavalleriebrigade (James Brudenell, 7. Earl of Cardigan)
    - schwere Kavalleriebrigade (James Yorke Scarlett)

  - 1. Infanteriedivision (Prinz George, 2. Duke of Cambridge)
    - Gardebrigade (Henry John William Bentinck)
    - Highlandbrigade (Colin Campbell)

  - 2. Infanteriedivision (George De Lacy Evans)
    - 3. Brigade (Adams)
    - 4. Brigade (John L. Pennefather)

  - 3. Infanteriedivision (Richard England)
    - 5. Brigade (John Campbell)
    - 6. Brigade (Richard Airey)

  - 4. Infanteriedivision (George Cathcart)
    - 7. Brigade
    - 8. Brigade (ab 28. Juli Arthur Torrens)

  - Leichte Division (George Brown)
    - 1. Brigade (William John Codrington)
    - 2. Brigade (Buller)[40]

Schon kurz nach der Ankunft der Truppen in Warna traten die ersten Verluste bei den Verbündeten durch Krankheiten auf. Unter den schlechten medizinischen Bedingungen litten die Alliierten während des gesamten Krieges. Die Empfehlungen der von Generaldirektor Andrew Smith zuvor entsandten Kommission des Royal Army Medical Department (British Medical Services) zur Einrichtung von sanitären Anlagen und Armee-Lazaretten wurden von der Armeeführung weitgehend ignoriert. In der Folge erkrankten mehr als 20 Prozent der britischen Soldaten an Cholera, Dysenterie und anderen Durchfallerkrankungen. Mehr als 1000 britische Soldaten starben, bevor ihre Einheiten in Kampfhandlungen verwickelt waren.
Am 25. Juni beauftragte Lord Raglan den Chef der leichten Kavallerie, Lord Cardigan, landeinwärts zu marschieren, um die russischen Stellungen zu erkunden. Am 29. Juni erreichten diese Truppen Karasu, um festzustellen, dass die Russen ihren Rückzug hinter die Donau und später hinter den Pruth begonnen hatten. Cardigan kehrte daraufhin nach Warna zurück, das er am 11. Juli erreichte.
Der russische Rückzug enttäuschte die Westmächte, denn er machte ihren Kriegsgrund hinfällig. Aber Napoleon III. suchte einen militärischen Erfolg, um seinen Großmachtambitionen gerecht zu werden. Und George Hamilton-Gordon, 4. Earl of Aberdeen, Premierminister des Vereinigten Königreichs, erwartete vom Krieg einen Sympathiegewinn bei der antirussisch eingestellten britischen Öffentlichkeit. Frankreich und das Vereinigte Königreich weigerten sich daher, einen Waffenstillstand ohne einen deutlichen Sieg über Russland abzuschließen. Da ein Marsch ins Innere des russischen Reiches aussichtslos erschien, beschlossen die Alliierten, die russische Festung Sewastopol auf der Halbinsel Krim anzugreifen.
Obwohl der Angriff auf die Krim schon beschlossen war, marschierten drei französische Divisionen Ende Juli in die Dobrudscha auf dem Balkan, um ein vermeintlich dort stehendes russisches Korps anzugreifen. Diese Expedition wurde zu einem Debakel. Nachdem die Franzosen 7.000 Mann durch die Cholera verloren hatten, kehrten sie nach Warna zurück. Am 7. September schifften sich die Alliierten schließlich ein, um die Krim anzugreifen.
Das Osmanische Reich verwaltete bedeutende griechische Siedlungsgebiete und selbst seine Hauptstadt Konstantinopel besaß eine große griechische Gemeinde. Als das Russische Reich die Kampfhandlungen eröffnete, schien den Griechen die Chance gekommen, das Osmanische Reich territorial zu beerben. König Otto schlug einen stark pro-russischen Kurs ein. Nachdem der Krimkrieg begonnen hatte, besetzte eine britisch-französische Flotte kurzerhand den wichtigen und größten griechischen Hafen Piräus. Zudem wurde die Hauptstadt Athen besetzt und die griechische Flotte von den Westmächten beschlagnahmt. Otto wurde damit seine außenpolitische Machtlosigkeit demonstriert. Hatte er bereits innenpolitisch Einfluss eingebüßt, so waren ihm nun zusätzlich außenpolitisch Grenzen aufgezeigt. Großbritannien sah im Griechen-Reich eine Art Protektorat. Es war zwar offiziell unabhängig, die Briten hielten es jedoch politisch an ihrer Leine. Da Otto sich auf die russische Seite geschlagen hatte, war er nach Großbritanniens Verständnis nicht mehr zuverlässig genug. Fortan wurden Maßnahmen ergriffen, ihn politisch ganz auszuschalten.

### Kämpfe im Ostseeraum (Åland-Krieg)
Bereits am 11. März 1854 liefen die ersten britischen Kriegsschiffe unter Admiral Charles John Napier in die Ostsee aus, um russische Häfen zu blockieren (und um einer möglichen nordischen Allianz zuvorzukommen, die im Rahmen bewaffneter Neutralität zum Schutz ihres Russland-Handels eventuell die Ostseezugänge gesperrt hätte). Da die russische Flotte sich nicht zum Kampf stellte, wurden in den folgenden Wochen russische Werften und Häfen in Finnland angegriffen oder beschossen.
Im August 1854 griffen die Alliierten mit etwa 12.000 Mann Landungstruppen unter General Baraguay d’Hilliers die Festung Bomarsund auf Åland an. Die Besatzung der Festung verfügte zwar über Hunderte von Geschützen, die Verteidigung zur Landseite war aber schwach. Zudem war die Festung noch nicht ganz fertiggestellt. Die Russen unter General Bodisco kapitulierten am 16. August; über 2.200 Russen gingen in Gefangenschaft. Nach Besetzung der Inseln wurden die Forts der Festung gesprengt. Der russische Admiral Pjotr Iwanowitsch Rikord führte erfolgreich die Verteidigung Kronstadts und St. Petersburgs durch. 1855 bombardierten die Alliierten zwei Tage lang die Docks in Suomenlinna vor Helsinki.
Karl Marx sah die diplomatischen Bemühungen Russlands zu Beginn des Krimkrieges als ein Weiterbetreiben der zaristischen Politik von Alexander I., Großbritannien durch eine Bewaffnete Neutralität politisch zu isolieren, zumindest die Ostsee militärisch zu neutralisieren und damit Sankt Petersburg zu schützen, an. Während Russland allein einer Allianz aus Frankreich, Großbritannien, Sardinien und dem Osmanischen Reich gegenüberstand, erklärten 1855 Preußen, Schweden und Dänemark erneut Bewaffnete Neutralität zum Schutze ihres Handels mit Russland und nahmen somit faktisch eine Russland wohlwollende Haltung ein. Das Einlaufen britischer Kriegsschiffe in die Ostsee und den Beschuss russischer Häfen verhinderten sie damit nicht.

### Kämpfe im Fernen Osten
Am 18. August 1854 unternahm ein aus drei Fregatten, zwei Korvetten und einem Dampfschiff bestehender britisch-französischer Schiffsverband einen Angriff auf die russische Stadt Petropawlowsk auf Kamtschatka. Die Stadt war jedoch in den Jahren zuvor dank der Voraussicht des Fernost-Gouverneurs Nikolai Murawjow-Amurski befestigt worden. Die Russen hatten nur eine kleine Garnison aus mehreren hundert Mann und 67 Kanonen. Ihnen standen zahlenmäßig überlegene alliierte Landungstruppen und 218 Schiffskanonen gegenüber. Nach langem Beschuss landeten etwa 600 Soldaten südlich der Stadt, wurden jedoch nach schweren Gefechten von 230 Verteidigern abgewehrt und zum Rückzug gezwungen. Am 24. August landeten weitere 970 Alliierte östlich der Stadt, konnten sich aber ebenfalls nicht gegen 360 Russen durchsetzen. Danach verließen die Schiffe russische Gewässer. Die Verluste der Russen betrugen etwa 100 Mann, die der Briten und Franzosen waren ungefähr fünfmal höher.

### Kämpfe im Weißen Meer und der Barentssee
In den Gewässern des Weißen Meeres und der Barentssee kam es während zweier Fahrten in den Jahren 1854–1855 zu militärischen Aktionen einer anglo-französischen Marineexpedition. Die Aktionen der britischen Schiffe in dieser Region beschränkten sich auf die Beschlagnahme kleinerer Handelsschiffe und die zweimalige erfolglose Beschießung des Klosters Solowezki und der Stadt Kola. Ziel der Operation war es, das wirtschaftliche Potenzial Russlands zu schwächen, indem der Seehandel in der Region unterbrochen, Häfen blockiert, Infrastruktur an der Küste zerstört und Handelsschiffe vernichtet wurden. Die Alliierten hofften auch, bei günstigen Umständen den Hafen von Archangelsk einnehmen zu können.

### Krieg auf der Krim

#### Landung auf der Krim

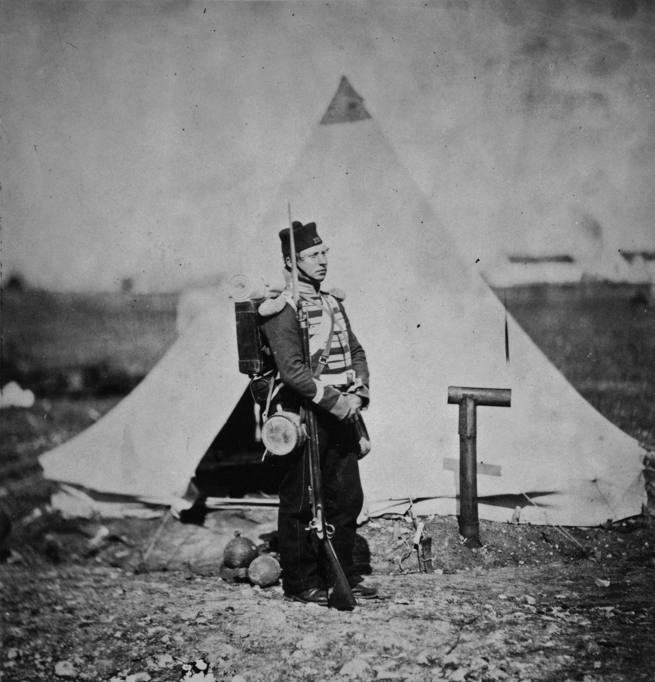
Britischer Infanteriesoldat 1855

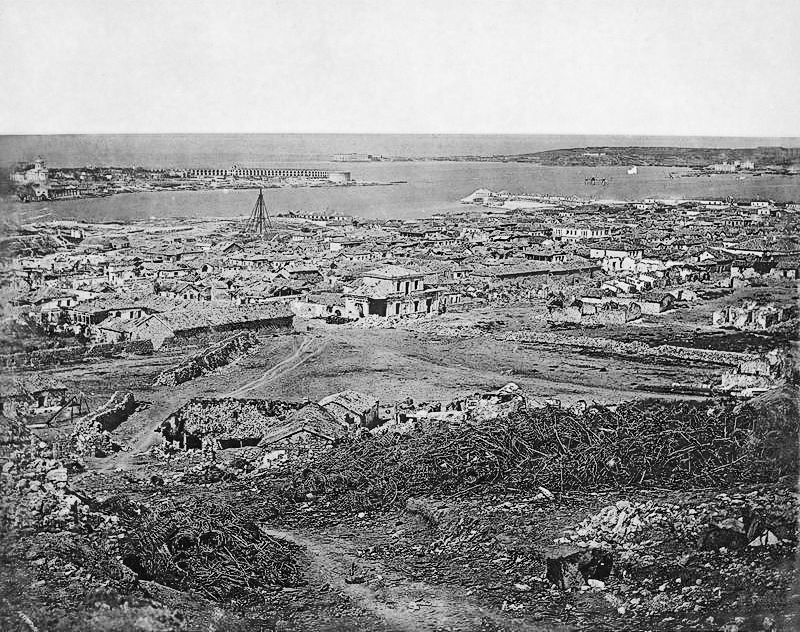
Blick auf die Kriegsschäden in der Stadt Sewastopol um 1854

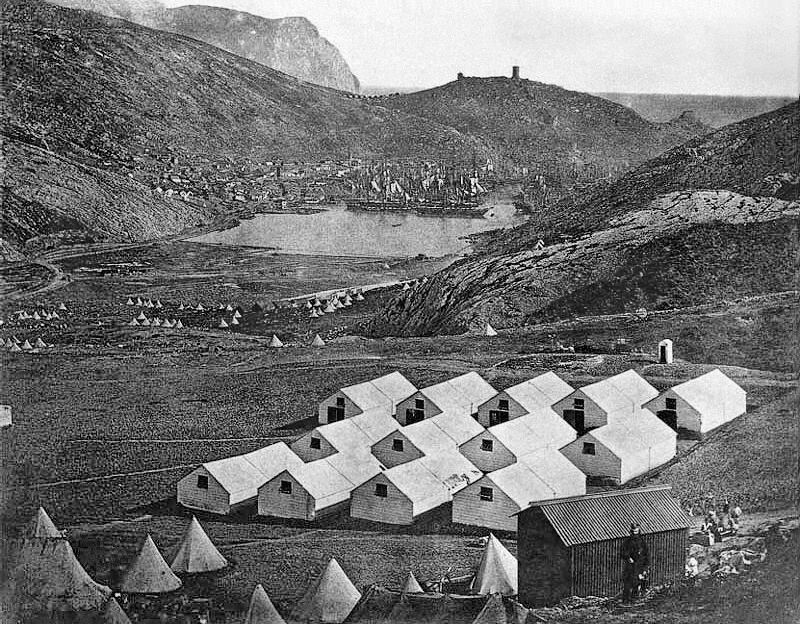
Armeelager bei Balaklawa (James Robertson und Felice Beato 1855)

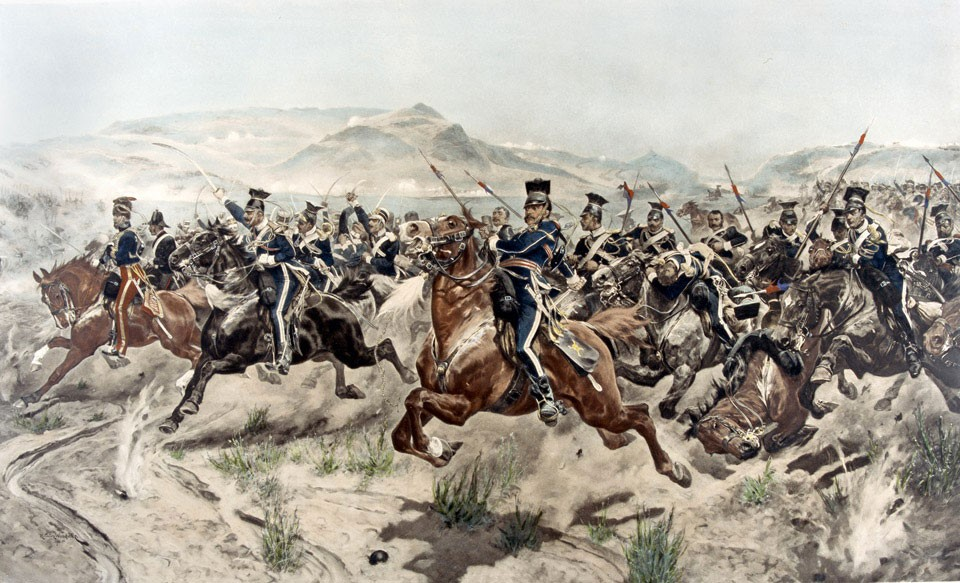
Charge of the Light Brigade, Gemälde von Richard Caton Woodville junior

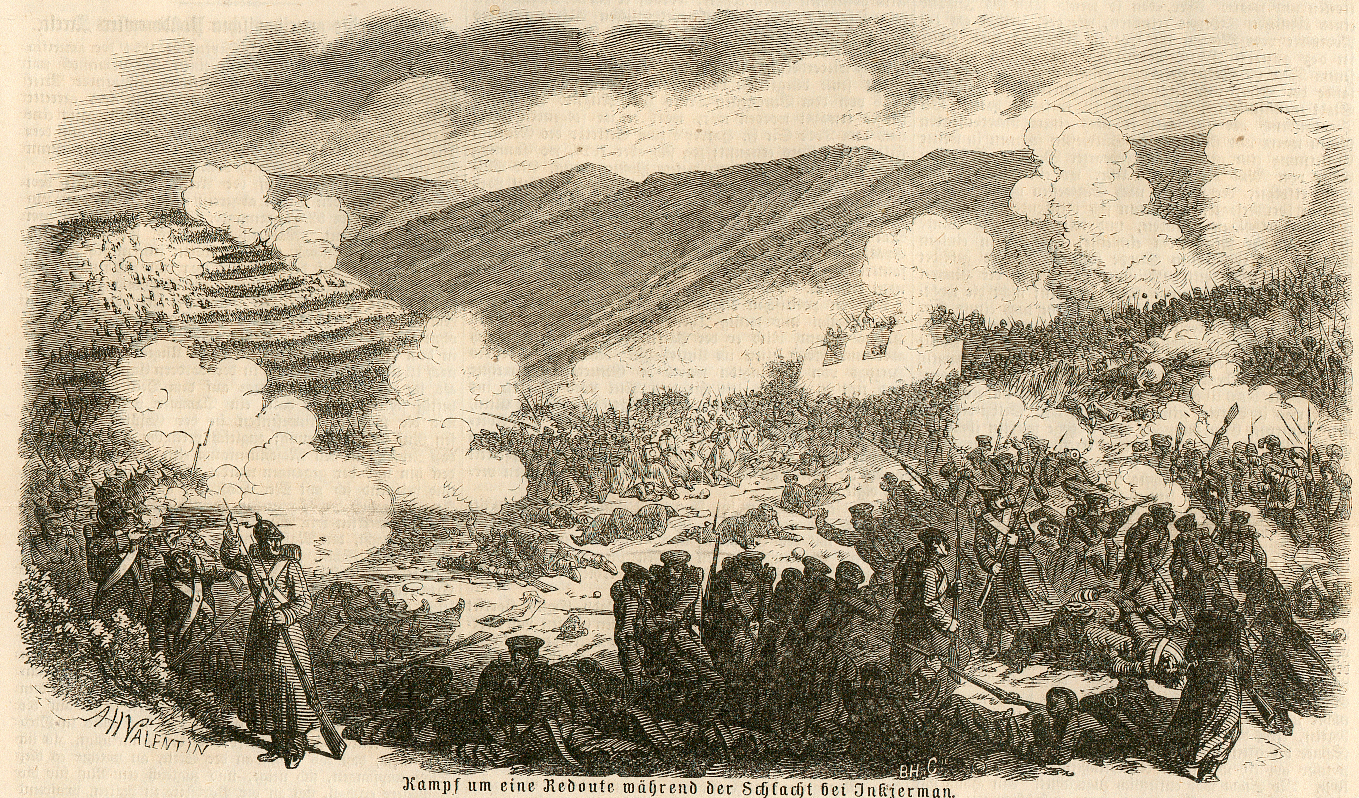
Zeitungsillustration 1855: Schlacht von Inkerman

Am 12. September 1854 erreichten die verbündeten Briten und Franzosen die Bucht von Jewpatorija nördlich von Sewastopol auf der Krim. Vom 14.–19. September landeten sie ihre Truppen an und 50.000 britische, französische und osmanische Soldaten gingen in der Bucht von Eupatoria an Land. Bei der Ankunft der alliierten Flotte fing es an zu regnen und bald goss es in Strömen. Als von der Zeitung The Times entsendeter, begleitender und einziger Journalist bei den Truppen schrieb William Howard Russell: „Selten oder nie sahen sich 27.000 Engländer in einer erbärmlicheren Lage.“ Die britische Militärführung hatte keine Zelte für die Truppen an Land gebracht, Decken und Mäntel der Soldaten weichten durch, die meisten Männer schliefen in Pfützen oder in Bächen. Die französischen Truppenteile waren hingegen gut gerüstet. Er bemerkte beispielsweise Lazarette, Brot- und Keksbäckereien, Planwagenzüge für die Beförderung von Vorräten und Marschgepäck. „Unser großer Marinestaat wurde durch einen einzigen Dampfer repräsentiert, der einem Privatunternehmen gehörte.“ Solch anklagende Tonlage sollte in den folgenden Monaten mit weitaus schlimmeren Schilderungen noch oft in The Times angeschlagen werden. Russells Berichterstattung brachte die Öffentlichkeit des ruhmreichen britischen Weltreichs auf und die Bewertung des Krimkriegs und seiner teils katastrophalen Umstände wurden von ihm allgemein entscheidend geprägt. Er gilt seitdem als der erste moderne Kriegsberichterstatter.

#### Schlacht an der Alma
Der Zar hatte inzwischen Menschikow zum Oberbefehlshaber über die russischen Truppen auf der Krim ernannt. Menschikow traf die „fatale Entscheidung“, seine Truppen in Sewastopol zu massieren und andere Küstenabschnitte den Alliierten schutzlos zu überlassen. Am 19. September marschierten die Alliierten landeinwärts, wo sie am Fluss Alma von den Russen erwartet wurden. Menschikow hatte eine gut ausgebaute Stellung bezogen. Nach Schwierigkeiten bei der Koordination des Angriffs der Alliierten zwischen den Oberbefehlshabern Marschall Arnaud und Lord Raglan konnten die Alliierten in der Schlacht an der Alma am 20. September den ersten Sieg erringen. Der Kriegsberichterstatter Thomas Chenery von The Times berichtete nach der Schlacht von den beunruhigend schlechten sanitären Verhältnissen im britischen Militärspital in Skutari. Die Leistung des Sanitätsdiensts brach aufgrund der Masse an kranken und verletzten Soldaten schnell zusammen. Anders als bei den französischen Truppen fehlten Krankentragen und Wagen, um Verwundete vom Schlachtfeld abzutransportieren. Verwundete und Kranke, die bis zum Ausschiffungs-Hafen gelangten, warteten hier Tage oder Wochen auf Schiffe, die sie in das in Skutari eingerichtete Militärkrankenhaus bringen sollten. Diese Überführung dauerte je nach Schiffstyp und Wetterlage zwischen 2 und 7 Tage. Überlebende erwartete dort nochmals ein schlecht organisierter Transport in das auf einem Hügel oberhalb des Hafens liegende zentrale Militärlazarett. Die Selimiye-Kaserne war Anfang des Jahrhunderts errichtet und den Briten als Zentral-Militärlazarett zur Verfügung gestellt worden. Sie war aber allein schon durch ihre unzureichende Wasserversorgung für eine effiziente medizinische Versorgung verwundeter oder kranker Soldaten ungeeignet. Presseberichte über diese Zustände hatten in England eine enorme Wirkung und offenbarten, dass nicht nur das Kabinett in London und das Sanitärwesen vor Ort, sondern auch allgemein die britische Armee für den Krimkrieg ungenügend vorbereitet waren. Die Versorgung der Kranken und Verletzten war vermutlich nicht schlechter als während der Schlacht bei Waterloo 1815, der letzten großen Schlacht, in welche die britische Armee involviert war. Erstmals gab es jedoch Zeitungsreporter, welche die britische Öffentlichkeit schnell über die Vorkommnisse informierten. Drastische Berichte der Times-Korrespondenten Russell und Chenery schockierten die britischen Zeitungsleser. Chenery stellte die Frage, wieso die französische Armee mit Hilfe von Nonnen eine Versorgung ihrer Verwundeten und Kranken organisieren konnte, während die britische Armee eine vergleichbar gute Betreuung nicht zu leisten imstande war.
Am 9. Oktober begannen die alliierten Truppen mit der Einschließung Sewastopols. Die russische Schwarzmeerflotte hatte sich im Hafen der Stadt versenkt und verhinderte damit einen von See unterstützten Angriff der Alliierten. Die Befestigungsanlagen waren hauptsächlich nach Norden zur Seeseite ausgerichtet. Aus diesem Grund entschieden sich die Alliierten, Sewastopol von Süden zu belagern, wobei eine vollständige Einschließung der Stadt nie gelang. Die Nordflanke jenseits der Tschernaja-Bucht (Große Bucht) wurde hierbei nicht für die Zermürbungsstrategie genutzt. Durch diesen Korridor konnten sich die Belagerten über Schiffsbrücken und Transportschiffe mit dem Nötigsten versorgen. Eine Eisenbahnlinie vom Zentrum Russlands in den Süden gab es noch nicht; somit wurde die Versorgung Sewastopols immer unzureichender.
Der deutschbaltische Ingenieuroffizier und spätere russische General Eduard Totleben ließ kurzfristig ein System von Feldschanzen, Batteriestellungen und Schützengräben anlegen, das die fast einjährige Verteidigung der Festung ermöglichte.
Die Belagerung war durch katastrophale medizinische Zustände bei den Alliierten gekennzeichnet. Schon kurz nach Beginn der Belagerung erkrankte der französische Oberbefehlshaber Saint-Arnaud an der Cholera, worauf er sein Amt an General Canrobert abgeben musste. Er starb drei Tage danach am 29. September 1854 an Bord der Bertholet, die ihn nach Frankreich zurückbringen sollte. Das sollte selbst unter hohen Offizieren kein Einzelfall bleiben, denn die Ursachen für die bakteriellen Infektionen konnten nicht abgestellt werden. Lord Raglan erlag im Juni 1855 der Ruhr, im November desselben Jahres verstarb der Befehlshaber der französischen Flotte Armand Joseph Bruat an der Cholera.

#### Schlacht bei Balaklawa
Ein Versuch der Russen, die Belagerung zu beenden, führte am 25. Oktober 1854 zur Schlacht bei Balaklawa. Während der Belagerung von Sewastopol hatten die Briten ihre Basis in der Hafenstadt Balaklawa errichtet. Die Russen hatten eine Entsatzarmee aus Bessarabien herangeführt und sich etwa 8 Kilometer entfernt mit 25.000 Mann und 78 Kanonen unter ihrem Befehlshaber Graf Liprandi versammelt. Liprandi besetzte die Höhen und der Weg zum Hafen schien frei zu sein. Allerdings zögerten die Russen, so dass Lord Raglan Zeit hatte, seine Truppen heranzuführen.
Nach dem erfolgreichen Einsatz der schweren Kavalleriebrigade kam es zum Todesritt der Leichten Brigade (engl. Charge of the Light Brigade). Das Debakel sollte später zum Mythos der britischen Geschichte verklärt werden. Die durch eine Reihe von Missverständnissen ausgelöste Attacke der britischen Leichten Brigade auf ein Tal – das von drei Seiten von russischer Artillerie eingeschlossen wurde – erlangte aufgrund ihrer großen Verluste und der Verwirrungen bei der Befehlsübermittlung eine tragische Berühmtheit. Bei diesem fatalen Angriff, der in der britischen Literatur bis heute ein zentrales Ereignis des Krimkriegs ist, starben von der 673 Mann starken Kavalleriebrigade innerhalb von 20 Minuten durch das russische Geschützfeuer 156 Mann, 122 wurden verwundet. Gleichwohl führte diese Schlacht nicht zur Aufhebung der Belagerung.

#### Schlacht von Inkerman
Am Tag nach der Schlacht von Balaklawa griffen die Russen die Stellung der britischen 2. Division bei Inkerman an, wurden aber durch heftiges Artilleriefeuer zurückgetrieben. Die Russen verloren 270 Mann, die Briten 100. Die Kämpfe gingen als Little Inkerman in die Geschichte ein, da wenige Tage später eine größere Schlacht an derselben Stelle geführt werden sollte.
Am 5. November 1854 versuchten die eingeschlossenen Russen einen Ausfall gegen die britischen Truppen, der zur Schlacht von Inkerman führte. Die Russen gingen in drei Abteilungen vor. Während General Gortschakow die Franzosen mit 22.000 Mann binden sollte, griffen General Sojmonow und General Pawlow die Briten mit insgesamt 35.000 Mann an. Die Russen versuchten, den Briten in die Flanke zu fallen, indem sie die Hügel am nördlichen Ende der britischen Stellung besetzten. Ca. drei Stunden lang verteidigten ungefähr 8.000 Briten ihre Stellung gegen rund 30.000 Russen in erbitterten Kämpfen. Dann griffen französische Zuaven und Fremdenlegionäre die Russen wiederum in der Flanke an und zwangen sie zum Rückzug.

#### Belagerung Sewastopols

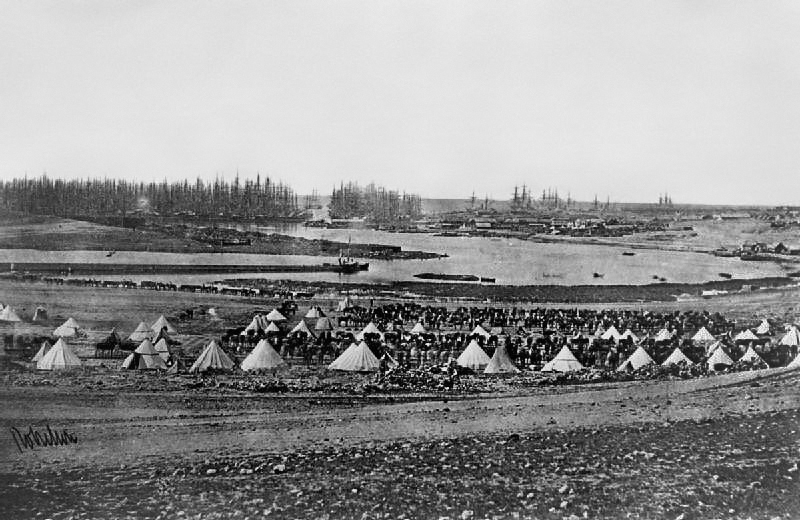
Kamiesch: Der französische Nachschubhafen mit Lager

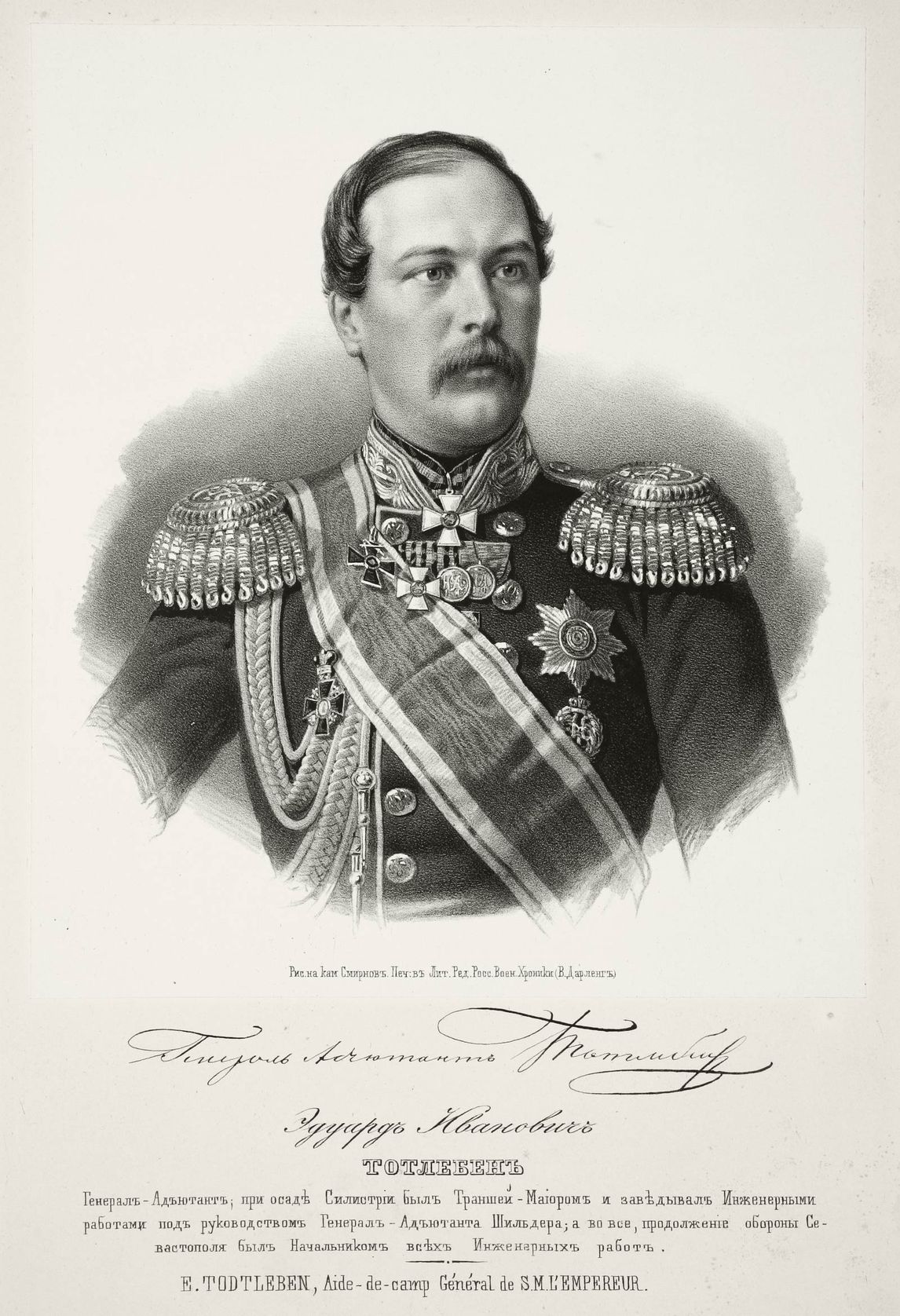
Totleben (1818–1884) erlangte bei der Schlacht große Bekanntheit unter europäischen Militärs.

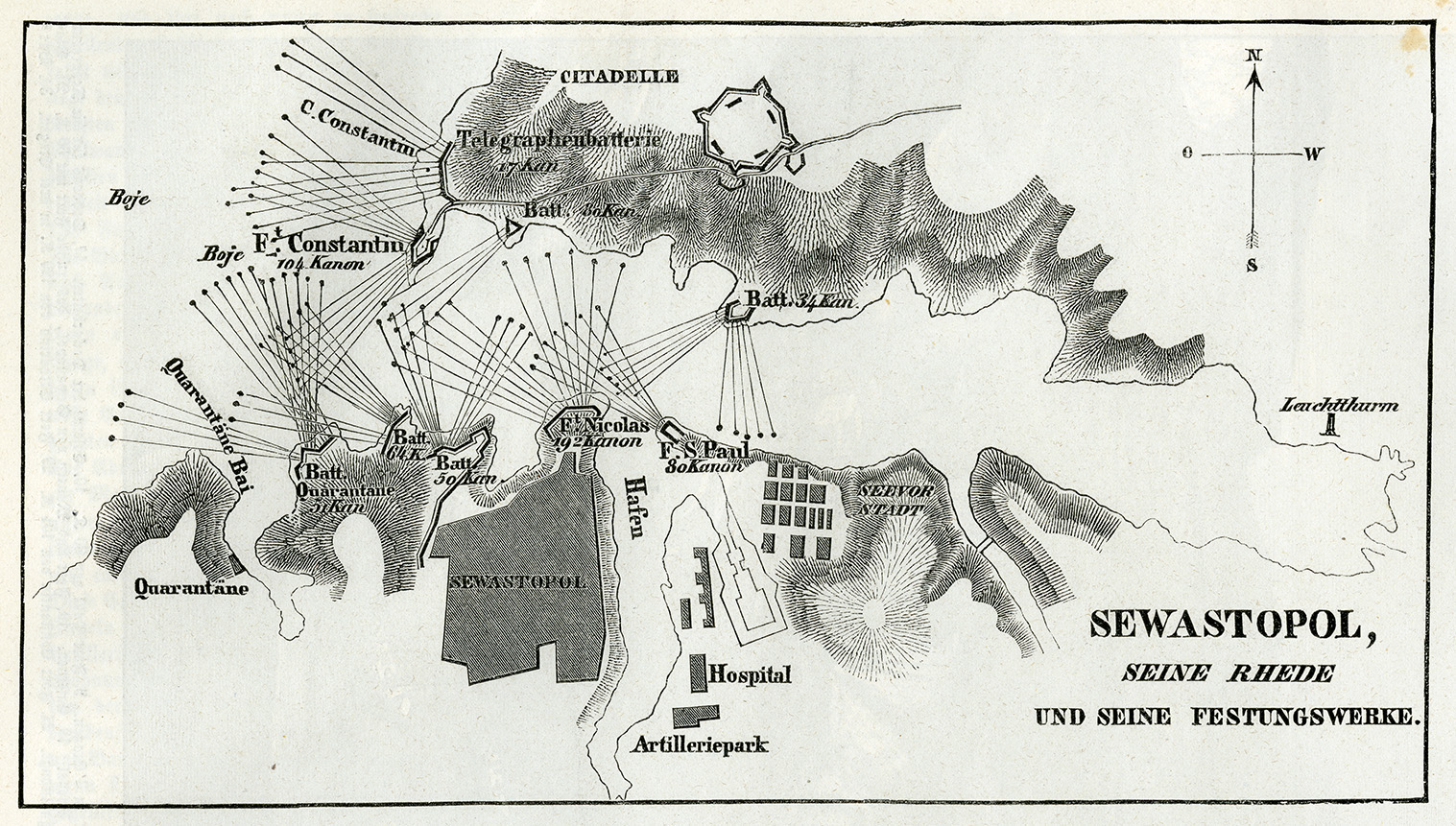
Übersicht der Befestigungsanlagen in Sewastopol, 1854

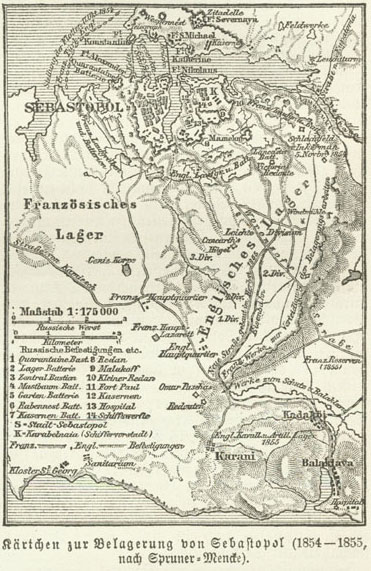
Zeitgenössische Karte der Belagerung von Sewastopol

Bei der Errichtung der Festung wurde nicht mit einem Angriff von der Landseite her gerechnet. Daher waren die Befestigungsanlagen Sewastopols auf der Seeseite viel stärker ausgebaut. Nachdem die Alliierten am 20. September die russische Feldarmee auf der Krimhalbinsel in einem äußerst ungeordneten Schlachtverlauf an der Alma besiegt hatten, wäre es durchaus möglich gewesen, Sewastopol aus der Bewegung heraus im Handstreich einzunehmen. Die russische Seite hatte zudem ihre eher kleinen Soldatenkontingente dort zur Küstenverteidigung positioniert. Trotzdem entschieden sich die britischen und französischen Generale, die Festung und die Stadt nach den klassischen Regeln zu belagern. Totleben ließ daraufhin in enormem Tempo vor dem Festungswerk ein für die Angreifer schwer aufklärbares und, wie sich später herausstellte, effizientes System von Feldschanzen, Batteriestellungen und Schützengräben anlegen, das zudem eine flexible Verteidigung ermöglichte. Admiral Menschikow befahl, die Schwarzmeerflotte abzurüsten und stellte deren Marinesoldaten samt Kanonen zur Verfügung. Die Alliierten legten ihrerseits Schanzen an und trieben ihre Laufgräben langsam gegen die Festung vor. Nachschub bezogen die Briten über den Hafen von Balaklawa. Rückwärtig von Angriffen der russischen Krim-Armee bedroht waren sie gezwungen, auch dort Befestigungen anzulegen. Sie führten somit einen Stellungskrieg nach zwei Seiten. Ab Oktober beschossen die Kriegsparteien die feindlichen Stellungen mit bis dahin nicht gekanntem Munitionseinsatz.
Die Schiffe der Alliierten Flotte hatten weder im von ihnen genutzten Hafen von Balaklawa noch in der Kamiesch-Bucht einen sicheren Ankerplatz. Eine große Anzahl von Transportschiffen, mit Lebensmitteln, Pferdefutter und Lagerbedürfnissen schwer beladen, erhielt am 14. November 1854 Befehl, vor dem Hafen von Balaklawa – auf einem ungeeigneten felsigen Meeresgrund von zudem 35–40 Faden Tiefe (etwa 64 bis 73 Meter) und von 1200 Fuß (etwa 365 Meter) hohen Felsen umgeben – vor Anker zu gehen. Dies geschah, obwohl es bekannt war, dass dort in dieser Jahreszeit heftige Stürme tobten. Eine spätere Untersuchung zum aufkommenden November-Sturm durch Urbain Le Verrier ergab, dass ein Sturmfeld quer über ganz Europa gezogen war und es mit Hilfe der damals neuen Telegraphie möglich gewesen wäre, das Unwetter für die Krim rechtzeitig vorherzusagen. Eine täglich veröffentlichte Wettervorhersage gab es damals noch nicht. Bei diesem Orkan gingen zahlreiche Schiffe mit vielen Mannschaften unter oder zerschellten an den Klippen. An den Mündungen der Flüsse Katscha und Belbek gingen fünf britische und zwei türkische Kriegsschiffe unter, in Balaklawa nicht weniger als elf, bei Eupatoria verloren die Franzosen das Linienschiff „Henry IV“.
Im Lager von Balaklawa wurden Lebensmittel und Tierfutter zunehmend knapper. Während in der Kamiesch-Bucht, dem französischen Ausschiffungspunkt, unter der Kriegs- und Transportmarine noch Ordnung herrschte, machte sich im britischen Nachschubhafen Balaklawa Verwirrung und Willkür breit. Durch den November-Orkan zeigte sich die mangelnde Organisation des Armeelagers Balaklawa. Der wolkenbruchartige Regen hatte die ganze Gegend von Balaklawa bis zur Front in einen Sumpf verwandelt und verwüstet. Von sämtlichen, ohnehin äußerst schlecht konstruierten Zelten blieben nur drei im ganzen Lager stehen. Die Lazarette waren ebenfalls in Zelten untergebracht. Gegen Mittag trat Schneegestöber ein. Viele Soldaten kamen bis zum darauffolgenden Morgen durch Kälte und Nässe um. Mitten in der Nacht, während aller Schrecken der Natur, begann an der vorgelagerten Front eine heftige Kanonade von den Batterien der Festung Sewastopols aus. In der Nacht zum 28. November brach Cholera aus. Schon zu Anfang Dezember starben im britischen Lager durchschnittlich täglich 80 bis 90 Soldaten. Außerdem wüteten Skorbut und Fieber-Epidemien.
Am 9. April 1855 begann ein besonders intensiver Beschuss der Stadt. Der britische Chefingenieur John Fox Burgoyne sah das Zentrum der russischen Stellung im Fort Malakow und konzentrierte das Feuer der Alliierten dorthin. Im Mai 1855 standen 35.000 Briten und 100.000 Franzosen auf der Krim. Ende Mai trafen dazu noch 14.000 Italiener aus dem Königreich Sardinien ein. Auf der Krim waren zudem Zehntausende osmanische Soldaten in schwankender Anzahl involviert. Das sardische Expeditionskorps wurde von Alfonso La Marmora befehligt. Sardinien hatte am 26. Januar 1855 in Turin eine Militärkonvention mit den beiden Westmächten geschlossen. 15.000 Soldaten sandte es nach der Krim, um Großbritannien zu unterstützen. Das Ziel des Ministerpräsidenten Camillo Cavour war es, die italienische Einigungsbewegung zu fördern und Russland (und damit die Heilige Allianz) zu bekämpfen. Dadurch sollte die Landkarte Europas im liberal-nationalen Sinn neu gezeichnet werden. Es ging ihm auch darum, zu zeigen, dass Sardinien für die Westmächte wertvoller sein könne als Österreich. Diese wiederum vermieden es, der italienischen Sache offiziell Versprechungen zu machen, da Österreich zumindest neutral gehalten werden sollte. Frankreich schloss sogar am 22. Dezember ein Geheimabkommen mit Österreich ab, dass der Status quo in Italien für die Dauer eines Bündnisses gegen Russland beibehalten werden sollte.

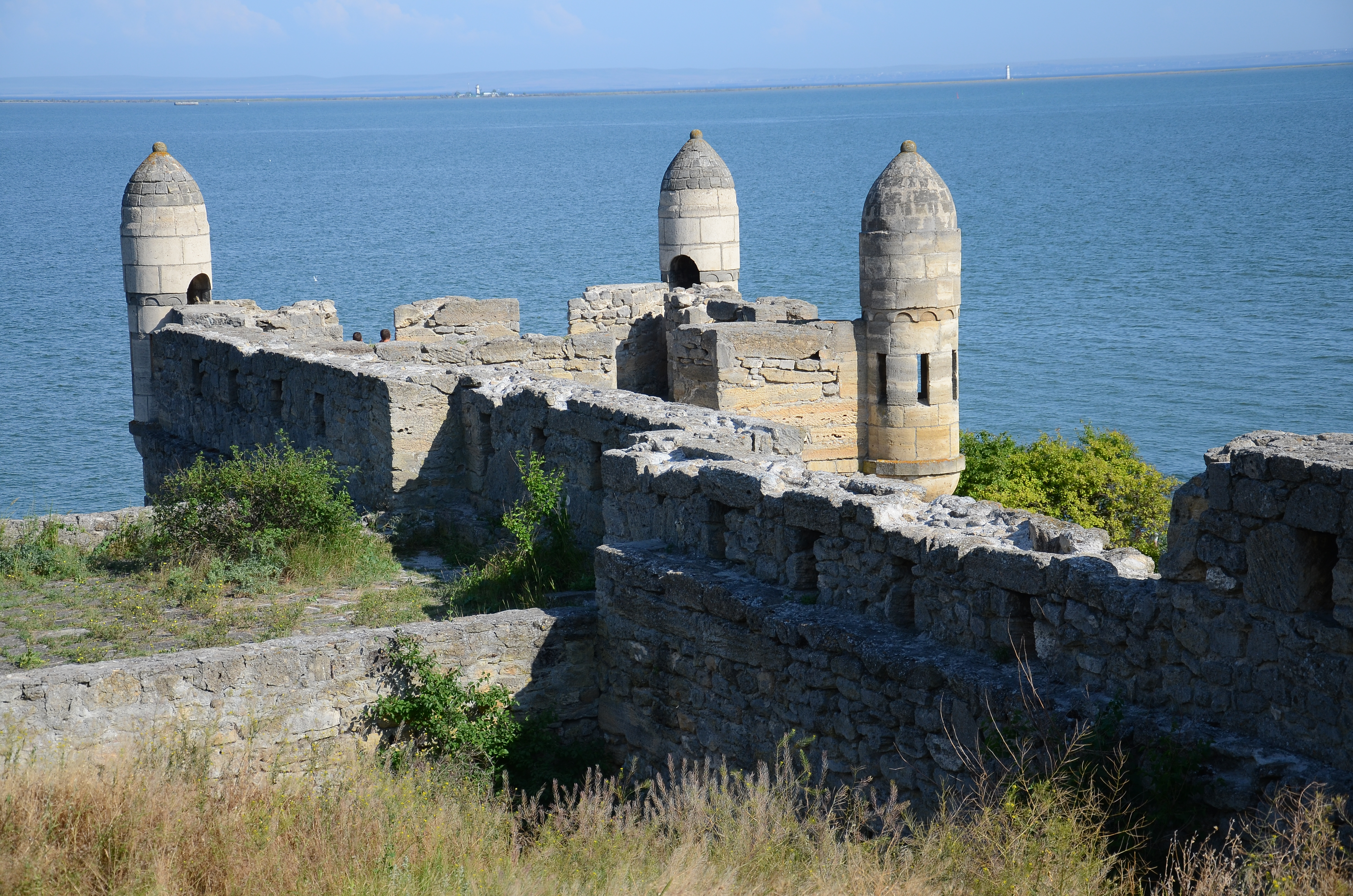
Die Festung Jenikale umfasst 2,5 Hektar und bewachte mit starken Geschützen die strategisch wichtige Meerenge von Kertsch

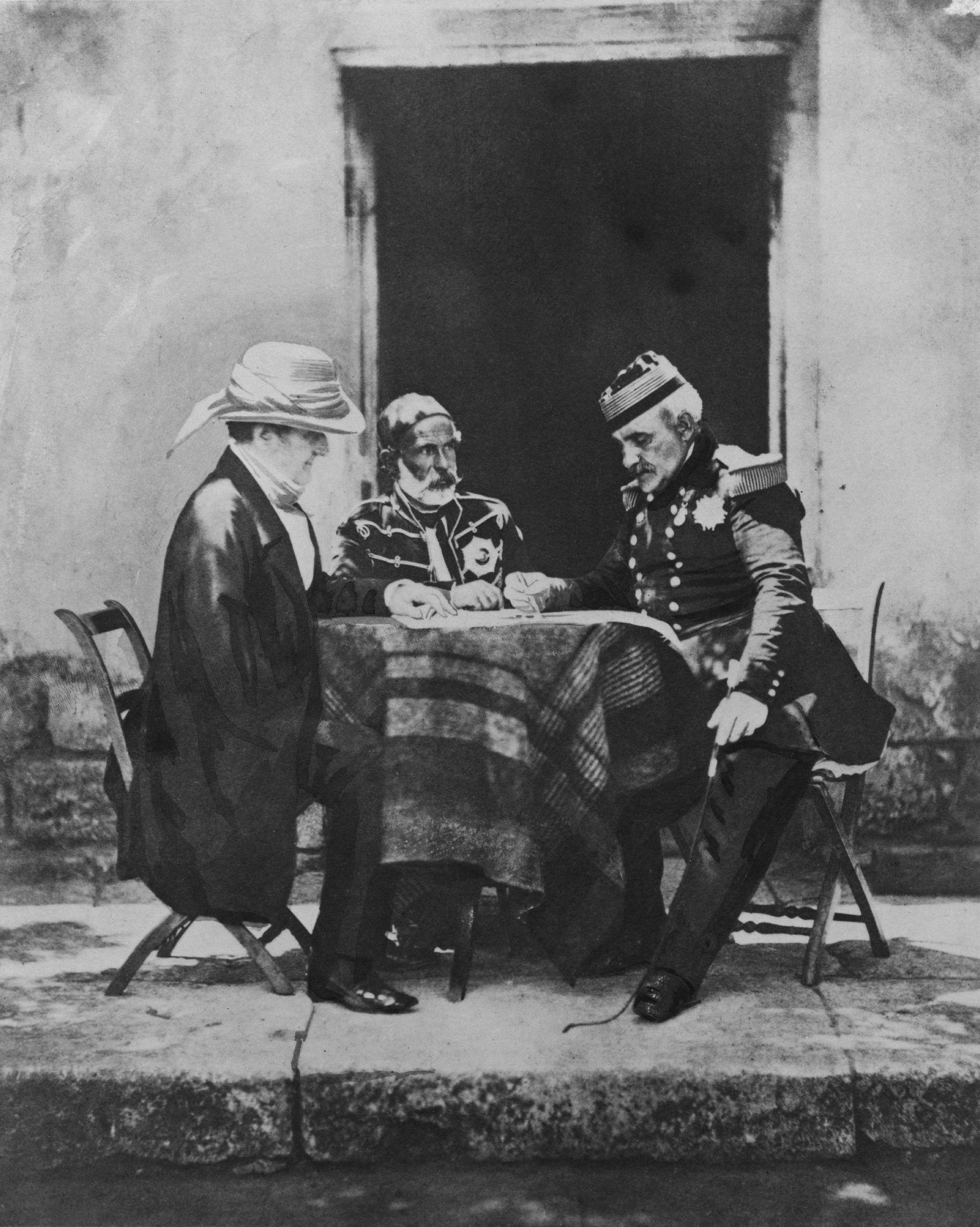
Fentons Foto-Idyll: Kriegsrat der drei alliierten Befehlshaber … (v.r.: Pélissier, Omar Pascha, Raglan).

Der russische Oberbefehlshaber Menschikow wurde durch Fürst Michael Gortschakow ersetzt, der schon 1853 den Angriff auf die Donaufürstentümer und Silistra geführt hatte. Große Bedeutung wurde im Feldlager vor Sewastopol der Einnahme der Hafenstadt Kertsch und der Beherrschung des Asowschen Meeres beigemessen, weil das russische Heer auf der Krim von dort aus einen großen Teil seiner Lebensmittel bezog. Deshalb begannen Ende April die Vorbereitungen dazu. Anfang Mai unternahmen die Alliierten diese Expedition nach Kertsch im Südosten der Krim. Die britische Highland Brigade, die Rifle Brigade, die Royal Marines und 8500 französische Soldaten wurden unter dem Kommando von Sir George Brown eingeschifft, kehrten aber zurück, ohne die Stadt anzugreifen. Der Grund dafür war ein telegraphischer Befehl des französischen Kaisers, die Reserven aus Konstantinopel abzuholen. Dafür wurden die französischen Schiffe benötigt. Das Verhältnis zwischen den Alliierten hatte durch den Abbruch der Expedition gelitten. Canrobert legte, da er trotz aller Anstrengungen keine entscheidenden Erfolge erringen und sich mit den Briten nicht verständigen konnte, am 16. Mai 1855 das Kommando nieder, um General Aimable Pélissier Platz zu machen, und übernahm erneut das Kommando des I. Korps. Um das Verhältnis zu den Briten wieder zu verbessern, stimmte Pélissier einer zweiten Expedition nach Kertsch zu. Am 24. Mai startete die Expedition mit 60 Schiffen, 7000 französischen, 5000 türkischen und 3000 britischen Soldaten. Diese zerstörte das Arsenal von Kertsch und mehrere russische Häfen an der Straße von Kertsch. Kertsch wurde nach Niederringen des leichten Widerstandes besetzt. Ebenso bemächtigten sich die Alliierten der Festung Jenikale, welche auf einer Landzunge nördlich der Stadt liegt, und gewannen damit Eingang in das Asowsche Meer. In den folgenden Tagen liefen die leichten Schiffe der Alliierten in dieses Gewässer ein. In den einzelnen russischen Versorgungspunkten wie Berdjansk, Mariupol und Taganrog wurden angelandete und dort eingelagerte Vorräte teils übernommen, teils zerstört. Kertsch blieb von nun an für die Dauer des Krieges von alliierter Seite ständig besetzt. Infolge des Erscheinens der Flotte der Allianz räumten die Russen nunmehr auch die letzten beiden Punkte, welche sie bisher noch an der kaukasischen Küste innehatten: Anapa und Sudschukkale. Dieser Erfolg war leicht errungen, aber von großer Wichtigkeit. Die russische Seite empfand diese Niederlage als sehr schmerzlich.
Am 28. Juni 1855 starb Lord Raglan an der Ruhr, sein Nachfolger wurde Sir James Simpson und nach dessen Rücktritt am 11. November William John Codrington. Am 12. Juli starb der von einem Scharfschützen tödlich verwundete Admiral Nachimow, der bis dahin die Verteidigung der Stadt und ihres Hafens geleitet hatte.

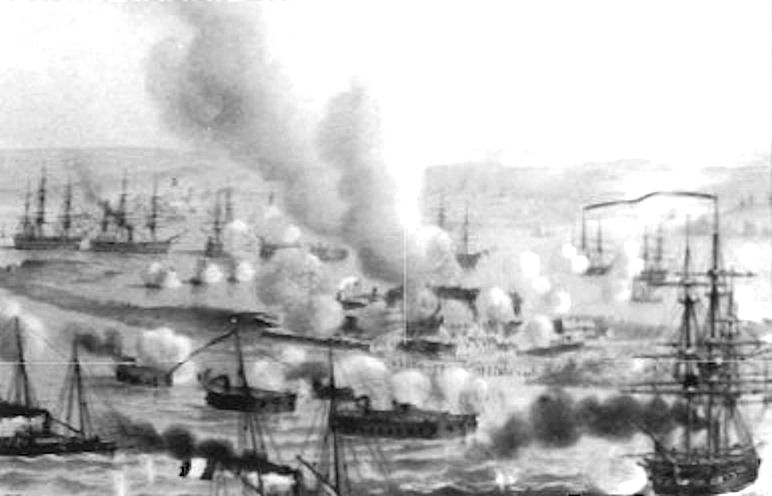
Französische Schwimmende Batterien in der Schlacht von Kinburn 1855

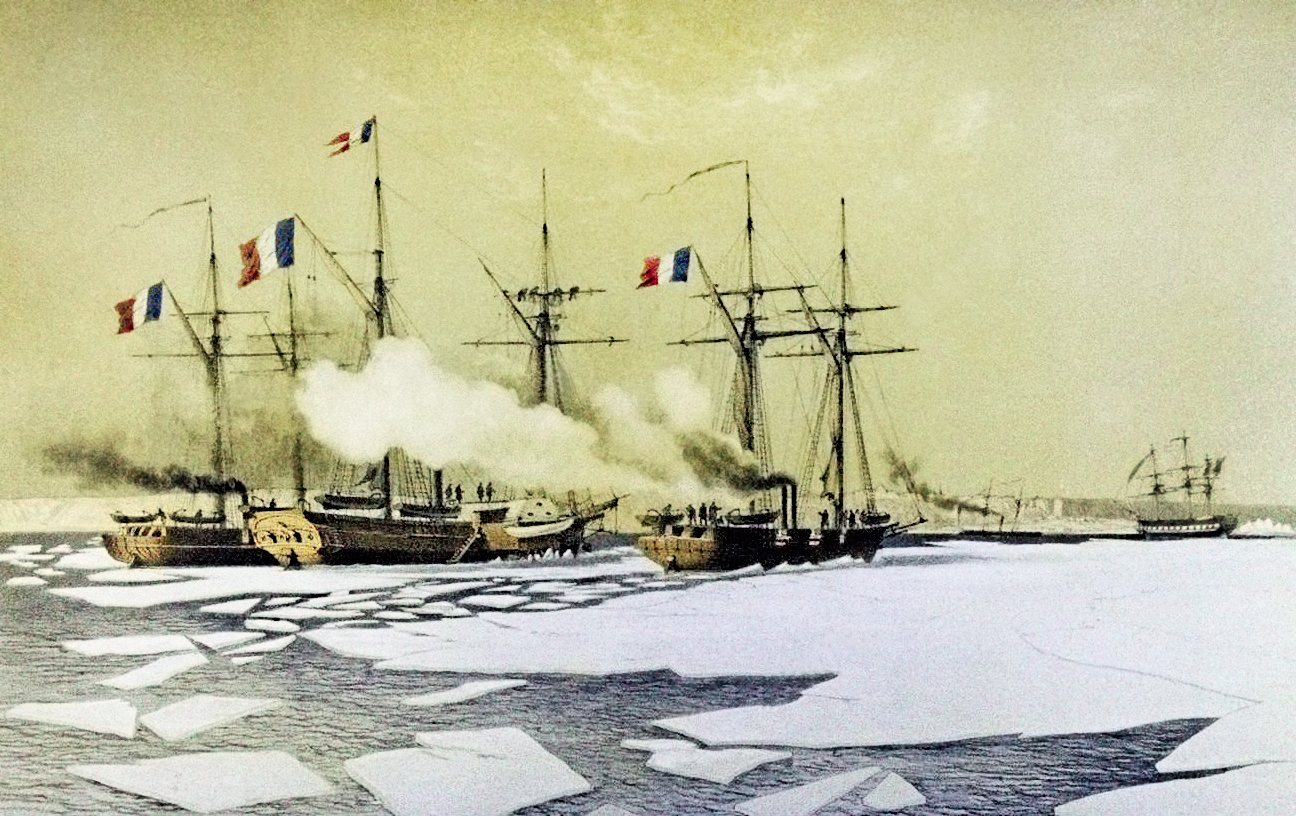
Französische Eisbrecher im Liman von Dnepr und Bug

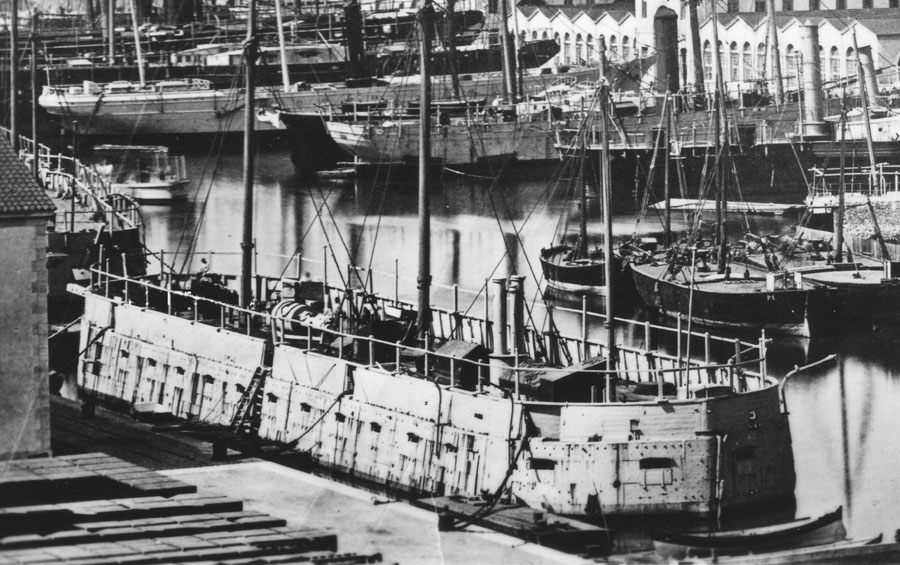
Französische schwimmende Batterie: Lave, 1854

Die alliierten Flotten beherrschten das Schwarze Meer, versenkten Transportschiffe und beschossen sowohl militärische Objekte wie die Festung Kinburn als auch zivile Objekte an der Küste. Als am 14. Oktober die Schiffsformation vor der Festung erschien, befand diese sich in schlechtem Zustand und war nach kurzer Gegenwehr genommen. Dazu wurden 4000 Soldaten der Anglo-Französischen Truppen am 15. auf der Kinburn-Halbinsel gelandet. Diese schnitten die Festung zunächst zur Landseite hin ab. Nach kurzem Widerstand kapitulierte die Besatzung des Forts am 17. Oktober 1855. Der Angriff auf das Festungswerk stellte in Hinblick auf die Verteidigungsmittel, über welche die Verteidiger verfügten, keine sonderliche Schwierigkeit dar. Bei diesem wurde zum ersten Mal in der Geschichte gepanzerte, schwimmende Batterien zum Einsatz gebracht. Die französische Flotte war kurz vorher durch drei derartige Schiffe verstärkt worden: Lave, Tonnante und Dévastation. An diesen Fahrzeugen waren erste Erscheinungen eines Panzersystems – welches durchweg mit gusseisernen Platten ausgestattet war – angewendet. Diese schützten gegen Projektile gewöhnlichen damaligen Kalibers. Auf diese Batterien wurden große Hoffnungen gesetzt, namentlich für die Option eines Angriffes auf die russischen Befestigungen an der Ostseeküste wie Sweaborg und Kronstadt, denen man bisher nichts anhaben konnte. Sie sollten im kommenden Frühjahr damit nochmals unter Beschuss genommen werden. Um die Passage der schwimmenden Batterien zu ermöglichen, mussten vor deren Einsatz im Dnepr-Bug-Liman Eisbrecher eingesetzt werden. Die in Frankreich entwickelten gepanzerten Batterien zeigten, dass Schiffe mit einer Eisenpanzerung in der Lage waren, starkem Kanonenbeschuss zu widerstehen. Zwar kam es unter Besatzungsmitgliedern zu Todesfällen, wenn Geschosse an den Geschützpforten eindrangen, die Panzerung wurde aber trotz vieler Treffer nicht durchschlagen.

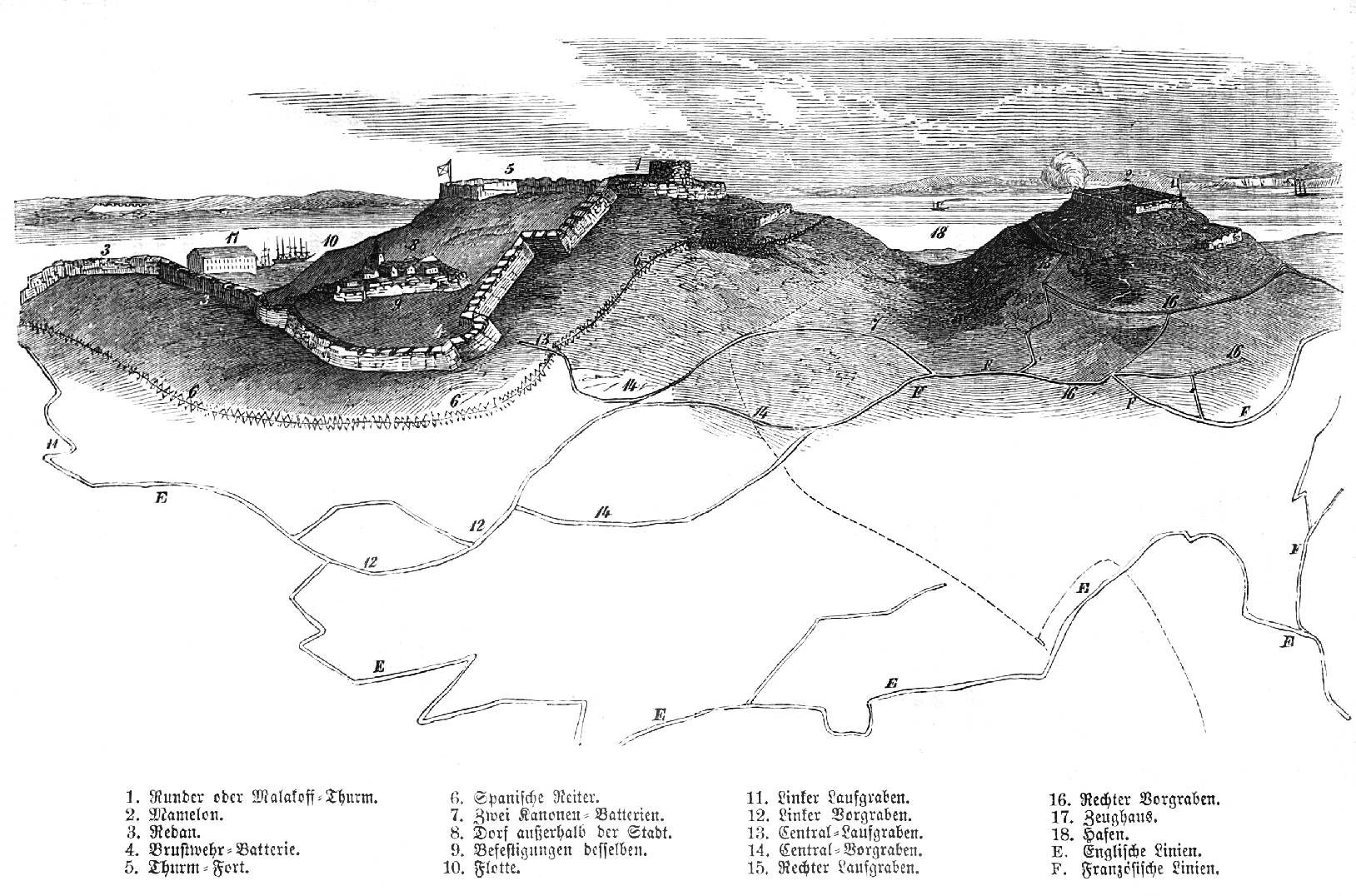
Die Gartenlaube: „Position der Alliierten vor dem Malakoff Thurm und dem Redan“ (1855)

Am 16. August versuchten die Russen in der Schlacht an der Tschernaja den einzigen Ausfall aus der Belagerung Sewastopols unter dem Befehl Gortschakows. Die zahlenmäßig überlegene, aber schlecht bewaffnete russische Infanterie versuchte, den Fluss Tschorna ohne Unterstützung von Kavallerie oder Artillerie zu überqueren, um die dahinter liegenden Höhen zu nehmen. Der Versuch endete in einem blutigen Massaker, bei dem sie 8000–9000 Soldaten an Verlusten erlitten.
Der Kampf um die Festung Sewastopol erreichte nach fast einjähriger Belagerung seinen Höhepunkt und den gleichzeitigen Abschluss mit der Erstürmung des Forts Malakow. Nach dreitägigem Beschuss der Stadt durch 775 britische und französische Geschütze griffen drei französische und zwei britische Divisionen an mehreren Stellen die Festung an. Nach der Eroberung Malakows durch Franzosen unter dem Kommando der Generale Patrice de Mac-Mahon und Pierre Bosquet am 8. September 1855 beschloss Gortschakow – angesichts der großen eigenen Verluste – die Stadt Sewastopol zu räumen. In der Nacht zum 9. September sprengten russische Pioniere die meisten der Festungsanlagen, da die Festung die Kontrolle des Schwarzmeerhafens von Sewastopol ermöglichte. Die verbliebenen 40.000 Verteidiger zogen sich über die Tschernaja-Bucht zurück. Das Niederringen der Festung führte zur ersten Materialschlacht der Geschichte und war durch einen massiven Einsatz an Waffen und Kriegsmaterial gekennzeichnet. Die kriegführenden Parteien warfen enorme Mengen an Truppen, Kriegsgerät und Munition in die Schlacht. Dabei verlor sich eine umfangreiche strategische Konzeption des Feldzugs gegen Russland. Das Hauptziel wurde, den Gegner mittels quantitativer und qualitativer Überlegenheit zu überwältigen.

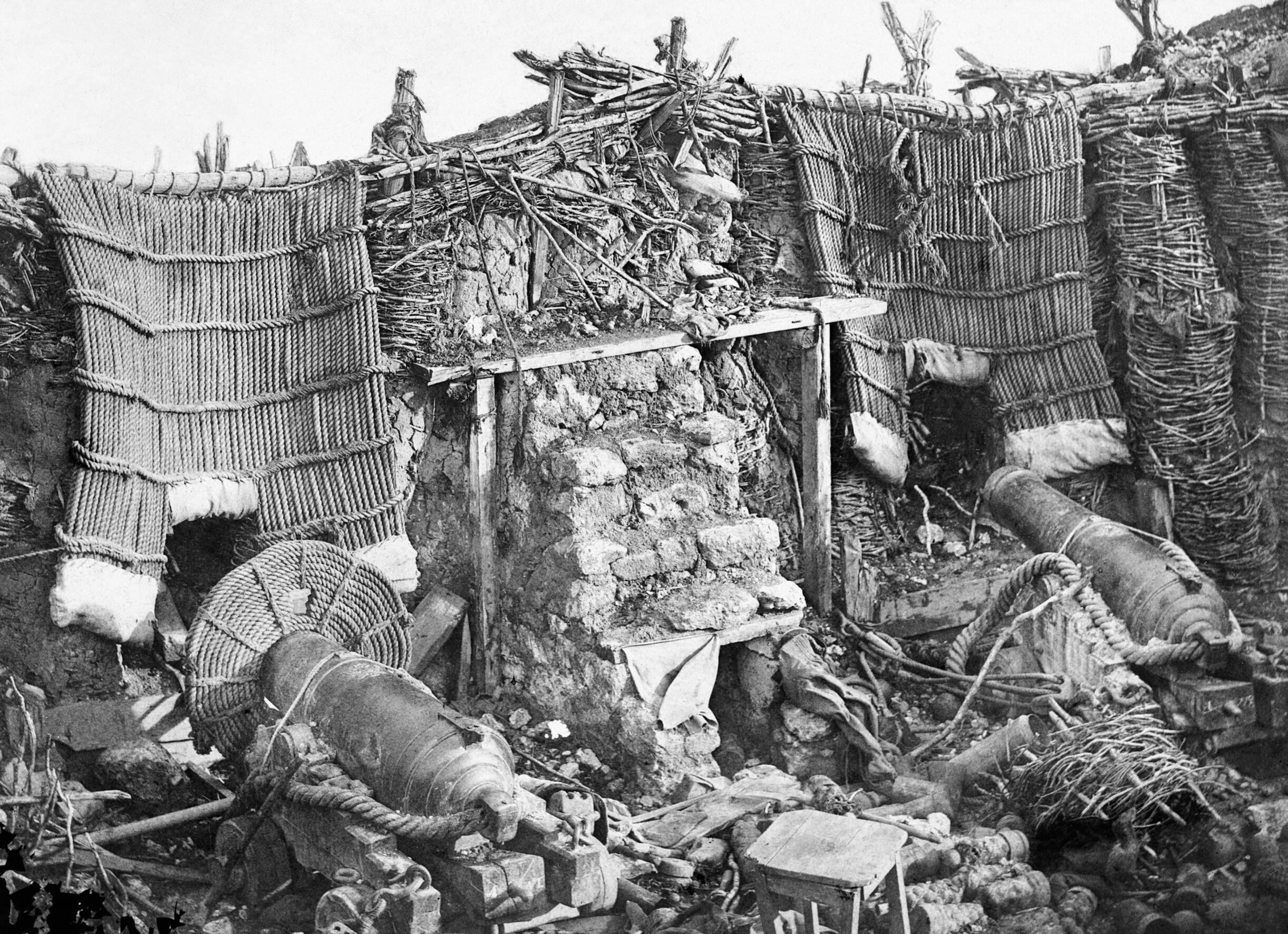
Russische Geschützstellung mit Vorhängen aus geflochtenen Seilen gegen Scharfschützenprojektile und Schrapnelle

Die britischen Truppen erlitten bei der Sewastopol-Erstürmung eine empfindliche Niederlage. Während die Verteidiger durch die Angriffswellen der französischen Truppen aus der Malachow-Bastion herausgeworfen wurden, blieb der gleichzeitig unternommene Sturm der Briten auf den Redan – das zweitwichtigste Festungswerk Sewastopols – in den Laufgräben stecken. Über das Scheitern am Redan war die britische Führung unzufrieden und ungehalten, besonders in Anbetracht des militärisch glorreichen französischen Sieges. Die Äußerung der Königin, sie könne den Gedanken nicht ertragen „that 'the failure on the Redan' should be our last fait d' Armes“, gibt der weit verbreitet aufkommenden Stimmung in Großbritannien Ausdruck. Darin liegt einer der Gründe für die dortige ungebrochene Kriegslust.
Obwohl die russische Armee insgesamt 1,2 Millionen Soldaten zählte, war diese zu keinem Zeitpunkt in der Lage, auch nur eine Anzahl von 200.000 Soldaten auf der Krim zu konzentrieren. Denn sie mussten die Ostseeprovinzen und die baltische Küste gegen eventuelle Anlandungsoperationen der Briten und Franzosen sichern, sie standen vorsorglich mit Truppen im rebellischen Polen, im Süden drohte durch Österreich Gefahr und die kaukasische Front gegen die Türken band zudem 100.000 Soldaten. Die Alliierten gewannen die Schlacht hauptsächlich aufgrund ihrer großen materiellen Überlegenheit. Sie zerstörten mit ihren Bombardements die Stadt Sewastopol fast komplett. Die Generäle beider Seiten opferten rücksichtslos Tausende ihrer Soldaten. Die französischen Streitkräfte trugen im Verlauf zunehmend die Hauptlast der Schlacht.
Die russische Seite konnte allgemein nicht auf einen Rückhalt bei der heimischen Krim-Bevölkerung zählen. Achtzig Prozent davon waren Tataren. Als sich die alliierte Flotte vor der Krimküste zeigte, flohen große Teile der russischen und griechischen Bevölkerung und es erhoben sich verschiedene Gruppen von Tataren gegen ihre russischen Herren. Sie bildeten bewaffnete Banden, um den Westmächten zu helfen. Auf dem Weg zur Landenge von Perekop wurden viele aus dem Kriegsgebiet fliehende Russen von diesen Tatarenbanden ausgeraubt und umgebracht. Dabei wurde unter anderem behauptet, dass damit Beschlagnahmungen für eine neu gegründete „türkische Regierung“ in Jewpatorija durchgeführt würden.

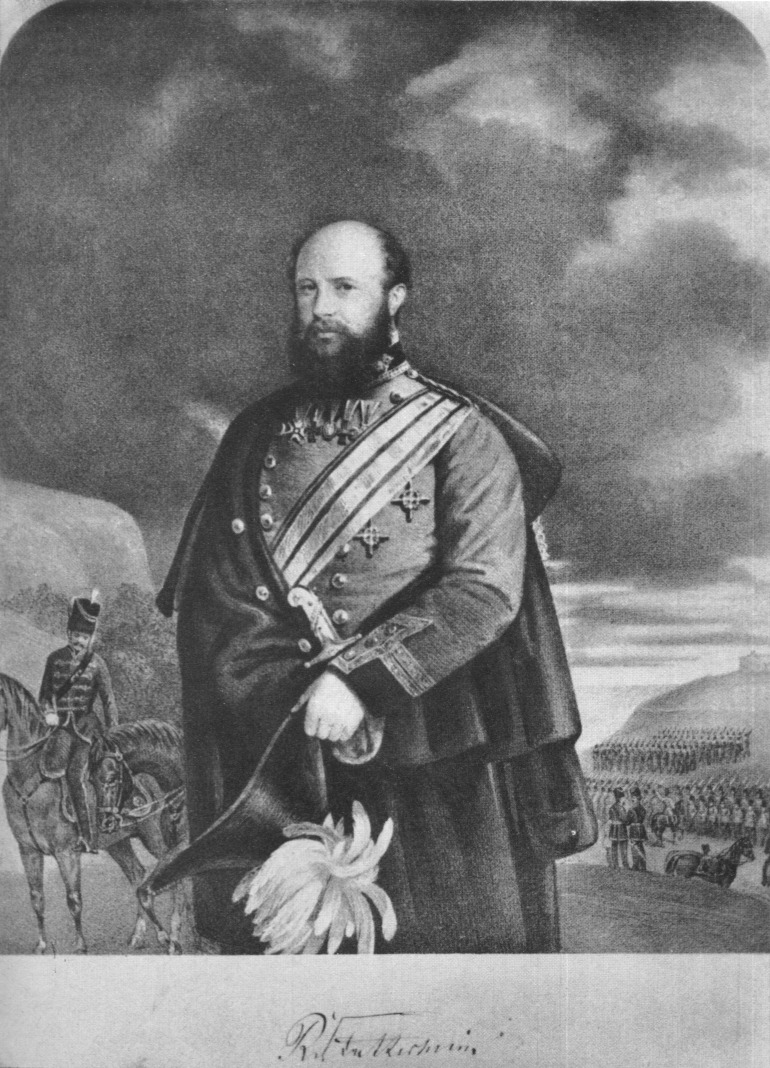
Richard von Stutterheim, Befehlshaber der britisch-deutschen Legion.

Obwohl durch die napoleonischen Kriege in Europa Söldner wie etwas Unzeitgemäßes aus der Mode gekommen waren, begann sich vor allem Großbritannien sofort nach derartiger Unterstützung im Kampf gegen die russischen Massenheere umzusehen. Parallel versuchte die britische Diplomatie, Preußen, Österreich und sogar Schweden mit Hilfe von Subsidienzahlungen auf ihre Seite zu ziehen. Allerdings waren diese Länder nicht zu bewegen, sich für die versprochenen Gelder in den Krieg mit dem Riesenreich Russland verwickeln zu lassen. Zeitgleich trafen erste Kriegsberichte ein: Die Soldaten starben in Massen in den Lagern auf der Krim an Seuchen und Krankheiten, und die Russen leisteten einen verbissenen Abwehrkampf. Im Gegensatz zu den Landmächten stützte sich Großbritannien auf eine schlecht bezahlte Freiwilligenarmee, die zudem ein riesiges Kolonialreich zu stützen hatte. Die aufstrebende Industrie bot alternativ ausreichend Arbeitsangebote und anwerbungserschwerend berichtete die britische Presse ausführlich über das Elend der Kranken und Verwundeten auf der Halbinsel. Großbritannien fiel nun in diesem Punkt zurück in Zeiten, in denen es viele seiner Kriege mit Hilfe fremder Söldner geführt hatte. Für Rekrutierungen kamen vor allem Kleinstaaten in Frage, die keine Auswirkungen von diplomatischen Verwicklungen mit Russland zu fürchten brauchten, wie die Schweiz, Italien und deutsche Fürstentümer. Sofort war die britische Presse und Bevölkerung – von nationalem Stolz getrieben – in Aufschrei. Aber mehr Sold für die britischen Soldaten hätte zu höheren Lohnforderungen der heimischen Arbeiterschaft geführt. Der spätere Legionär Rodowicz von Oswiecinski schrieb dazu: „Man rechnete mit Sicherheit auf die Polen, welche hier Gelegenheit fanden, ihrem Todfeinde, dem Russen, in legitimer Weise zu Leibe zu gehen. Man rechnete auf die Schweizer, die ja von alters her immer Männer bei der Spritze waren, wenn es irgendwo brannte (…) Man rechnete auf Italiener und Amerikaner, vor allem aber auf die deutschen Landsknechte.“
Söldneranwerbung war inzwischen in weiten Teilen Europas verboten. Unter anderem deshalb beschränkte sich Großbritannien auf drei Fremdenlegionen, eine deutsche, eine schweizerische und eine italienische. Nur schleppend kam die Aufstellung der Italienischen Legion voran. Der König von Sardinien hatte zwar die Schirmherrschaft übernommen, da er hoffte, dadurch auf britische Kosten seine eigene Armee zu verstärken. Doch seine Untertanen zeigten nur wenig Interesse, sich für seine politischen Ziele anwerben zu lassen.
Ein angeworbenes Kontingent deutscher Freiwilliger auf britischer Seite als Deutsche Legion (British-German Legion) wurde nach Konstantinopel gebracht, kam jedoch wegen des Endes der Kampfhandlungen nicht mehr zum Einsatz. In Deutschland war die Söldneranwerbung schon länger verboten. Trotzdem ernannte die britische Regierung Richard von Stutterheim zum Generalmajor und betraute ihn danach mit der stark verschleierten Anwerbung und Organisation, da dieser bereits über einschlägige Erfahrungen verfügte. Ende 1855 zählte die Legion fast 9000 Mann und es wurde mit der Verschiffung von Großbritannien aus begonnen. Meist handelte es sich um Landarbeiter und Handwerker, nur etwa die Hälfte hatten militärische Ausbildung oder entsprechende Erfahrung.
Noch im Jahr 1855 rekrutierte Großbritannien 3338 Soldaten für den Krimkrieg, ohne einen Truppenstellungsvertrag mit der Schweiz ausgehandelt zu haben. Bereits seit 1851 gab es ein Gesetz, welches das Anwerben von Dienstpflichtigen auf dem Hoheitsgebiet der Eidgenossenschaft verbot und 1853 auf alle Schweizer Einwohner ausgedehnt wurde. Noch bevor die British Swiss Legion (B.S.L) gegen die russischen Truppen ins Feld ziehen konnte, wurden die Kriegshandlungen eingestellt.
Frankreich und Großbritannien förderten, ermutigt von Adam Jerzy Czartoryski und der politischen Fraktion innerhalb der polnischen Emigration Hôtel Lambert, die Aufstellung einer polnischen Legion. Sie bestand aus 1500 Exilanten, Kriegsgefangenen und Deserteuren der Zarenarmee, wurde von westlichen Mächten ausgerüstet und bekam die Tarnbezeichnung „Kosaken des Sultans“. Seit Frühjahr 1855 wurde sehr lange die Frage diskutiert, ob die westlichen Mächte die Legion als nationale Streitmacht anerkennen würden und ob sie indirekt die Wiederherstellung eines polnischen Nationalstaates fördern würden. Ein großer Teil wurde laut Aussagen zum Dienst gepresst. Die Legion trat erst im Herbst in den Dienst ein.

### Krieg in Transkaukasien

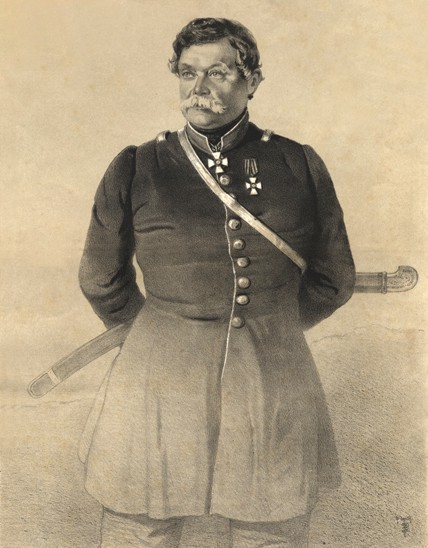
Nikolai Murawjow (1794–1866)

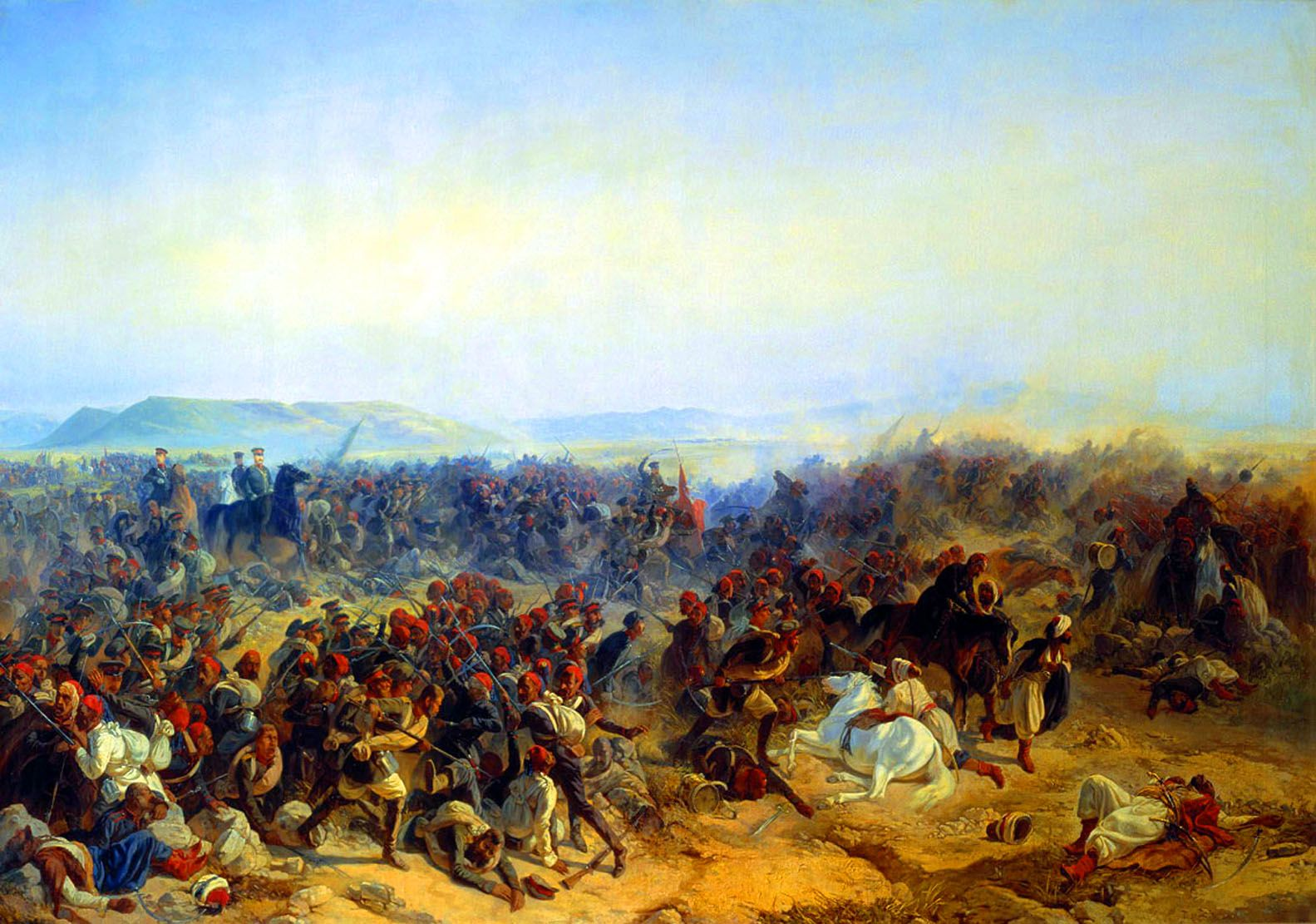
Schlacht bei Kars (Fjodor Baikow, 1855)

Auf dem asiatischen Kriegsschauplatz, auf den die westlichen Alliierten des Osmanischen Reiches nur einige wenige Militärberater entsandt hatten, kämpften die Russen erfolgreicher. Für die Verteidigung des armenischen Hochlandes hatten die Osmanen die Armeekorps von Kleinasien, Mesopotamien und einen Teil des Korps von Syrien im Grenzgebiet konzentriert. Am 13. November 1853 schlug Fürst Andronikow das mit 18.000 Mann zweifach überlegene türkische Hauptkorps in der Schlacht von Achalziche in die Flucht. General Bebutow siegte an der Spitze eines Korps der kaukasischen Armee am 1. Dezember 1853 in der Schlacht von Başgedikler über Abdi Pascha, wodurch die beabsichtigte Invasion der Türken in das russische Armenien vereitelt wurde. Der türkische Befehlshaber in Ostanatolien, Abdi Pascha, wurde daraufhin abgesetzt und vor ein Militärgericht gestellt. Sein Nachfolger wurde Achmet Pascha. Am 16. Juni 1854 war Andronikaschwili gegen 30.000 Türken bei Osurgeti erneut erfolgreich und konnte Mingrelien für Russland sichern.
Im Juli 1854 drang der russische General Wrangel ins türkische Armenien ein. Am 29. Juli schlug er eine türkische Division bei Bajesid. Der türkische Befehlshaber Zarif Mustafa Pascha griff im August mit mehr als 40.000 Mann die Russen an. Bei Kurukdere stieß er am 5. August 1854 auf Fürst Bebutow. In einer fünfstündigen Schlacht konnten die Russen die türkische Armee zwar schlagen, waren aber aufgrund ihrer eigenen hohen Verluste nicht in der Lage, den Sieg auszunutzen und die wichtige Festung Kars einzunehmen.
1855 wurde General Murawjow zum Oberbefehlshaber der kaukasischen Armee ernannt. Er marschierte im Juni 1855 im osmanischen Teil Armeniens ein und wurde dort von der Bevölkerung freudig begrüßt. Mit 40.000 Mann erreichte er Kars im Nordosten Anatoliens. Die 30.000 Verteidiger unter dem britischen Offizier William Fenwick Williams konnten den Angriff der Russen zunächst abwehren. Daraufhin führte Murawjow die Belagerung der Festung von Anfang Juni bis Ende November 1855. Omar Pascha, der in den Donau-Fürstentümern so erfolgreich war, informierte daraufhin am 11. Juli die Alliierten, dass er seine Truppen von der Krim nach Kleinasien verlegen würde. Die Alliierten waren gegen diese Entscheidung und stimmten dem Plan erst im September zu. Omar Paschas Ablenkungsangriff auf Kutaissi wurde schließlich von General Bebutow vereitelt. Am 29. November musste die osmanische Besatzung in Kars schließlich wegen der schlechten Versorgungslage kapitulieren und Murawjow konnte die Stadt einnehmen. Dieser Erfolg gestattete Russland, trotz des Verlustes von Sewastopol, moderate Friedensverhandlungen zu führen.
Obwohl es sicherlich den Kriegsparteien und der Geschichtsschreibung nicht bewusst war, hielt die russische Armee nach dem Fall von Kars mehr Quadratmeilen feindlichen Terrains besetzt als umgekehrt die Seemächte. Die Eroberung der Festung hat die russische Staatsführung geneigter für Friedenssondierungen gemacht. Dieser Sieg schien, den militärischen Ehrbegriffen der damaligen Zeit entsprechend, die Niederlage von Sewastopol wett zu machen. Der Umstand, dass unter den Alliierten der Fall von Kars als Schmach empfunden wurde, belegt dieses. Königin Viktoria bezeichnete die Niederlage als „a disgrace to the Allies“. Die 200.000 Mann starken Truppen seien untätig oder nur zum Straßenbau eingesetzt auf der Krim verblieben, ohne eine Entsatzarmee nach Kars in Kleinasien entsandt zu haben. Für Napoleon III. und die französische Öffentlichkeit bedeuteten die Ereignisse auf diesem Kriegsschauplatz wenig, da seine Sicherung stillschweigend den Briten überlassen worden war. Für die französische Seite war ihre seit der Schlacht von Waterloo diskreditierte Ehre durch die Eroberung der in der Schwarzmeerregion beherrschenden Malachow-Bastion Sewastopol wiederhergestellt. Damit war ein wichtiges Friedenshindernis ausgeräumt. Denken in Kategorien militärischer Ehre und Schmach, das mit der Wandlung des Kriegsbildes seine Wirkungskraft verloren hat, war im Krimkrieg – in den Formen wie er bis 1855 ausgetragen wurde – für das politische Kalkül bei allen Kriegsparteien beherrschend und ist für die Beurteilung der Ereignisse zu berücksichtigen.

### Kriegsende

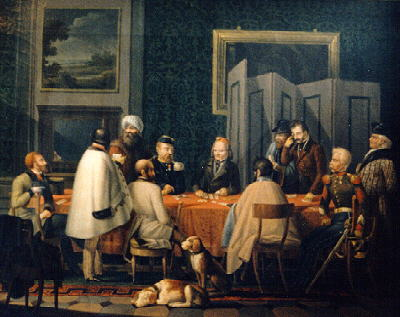
März 1856: Gesandte beim Pariser Kongress, der zum Pariser Frieden führte

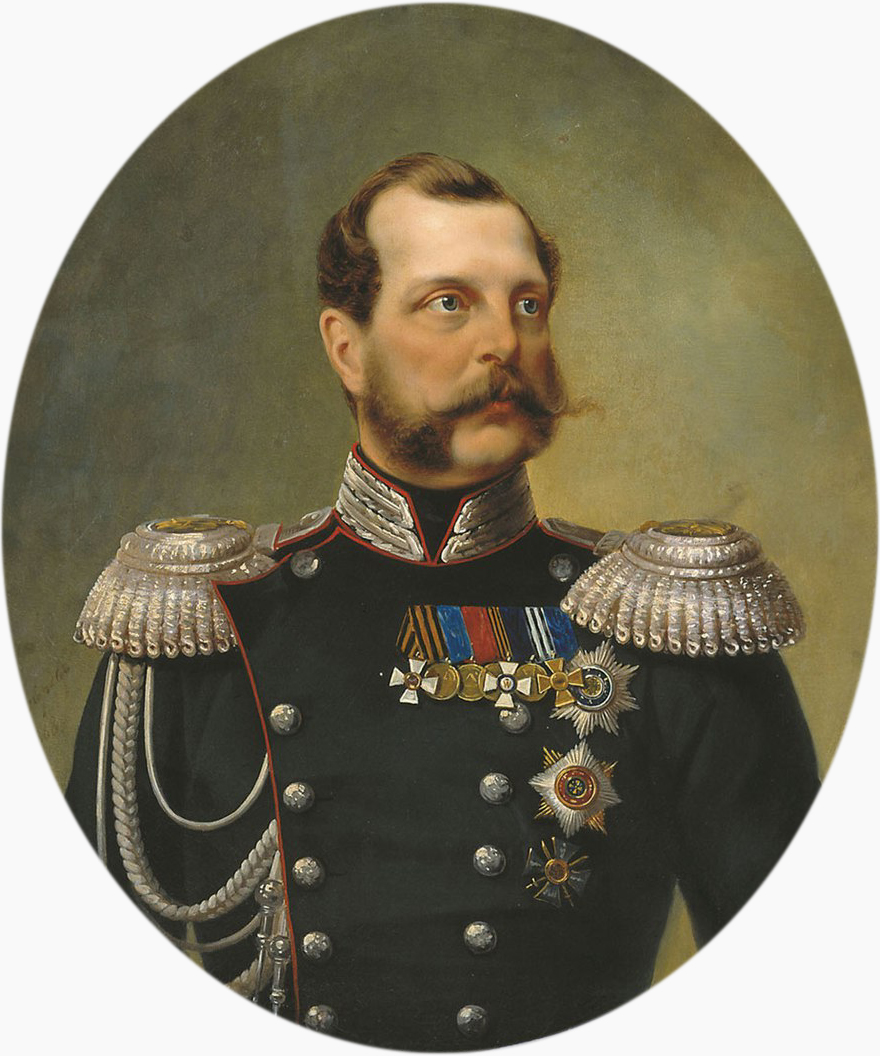
Alexander II. war 1855–1881 Kaiser von Russland.

Nach der Eroberung Sewastopols wollte Napoleon III. ins Landesinnere vorrücken, um durch den zu erwartenden Erfolg aus dem Schatten seines Onkels Napoleon Bonaparte zu treten. Seine Generäle rieten aber von einem solchen Abenteuer ab. Auch die Stimmung in Frankreich war wegen der Dauer des Feldzuges und der hohen Verluste umgeschlagen. Prinz Napoléon, der Cousin des Kaisers, hatte überdies die Truppe verlassen, was zu Diskussionen in der französischen Öffentlichkeit führte. Napoleon III. fand sich angesichts all dessen zu Friedensverhandlungen bereit. Hatte die gegenüber den Briten ungleich bessere Kriegsvorbereitung der Franzosen (bedingt auch durch die Erfahrungen des Russlandfeldzugs 1812) im ersten Kriegswinter 1854/55 noch dafür gesorgt, dass ihre Truppen relativ gut versorgt waren, so traf sie der darauf folgende Winter, als mit dem Fall der Festung Sewastopol der Krieg faktisch schon entschieden war, umso härter. Obwohl Sewastopol im zweiten Kriegswinter nur noch besetzt gehalten werden musste, kam es in den französischen gleichfalls riesigen Truppenlagern zu massiven Verlusten durch die feuchte und krankheitsfördernde Unterbringung der Soldaten in Erdlöchern.
Im November 1855 besuchte der neue russische Zar Alexander II. die Krim. Dort überzeugte er sich von der Notwendigkeit, Frieden zu schließen. Zudem hatte Österreich mittlerweile gedroht, vollumfänglich gegen das Zarenreich in den Krieg einzutreten, und Russland war komplett in eine politisch isolierte Situation geraten. Am 30. März 1856 schloss Russland mit seinen Kriegsgegnern – dem Osmanischen Reich, Großbritannien, Frankreich und Sardinien sowie den nicht kriegführenden Staaten Preußen und Österreich – den Frieden von Paris. Darin wurde die Integrität und Unabhängigkeit des Osmanischen Reiches erklärt. Russland musste den Südosten Bessarabiens abtreten: den Budschak, zwischen Schwarzem Meer und Pruth. Dabei fiel das 1812 von Russland eroberte, strategisch wichtige Donaudelta an das Osmanische Reich. Der nördliche Teil mit der Festungsstadt Ismail ging an das Fürstentum Moldau. Die verlorenen Gebiete, jedoch nicht das Donaudelta, erhielt Russland auf dem Berliner Kongress 1878 wieder zurück.
Die Schifffahrt auf der Donau wurde freigegeben, die Kommission der Donau-Uferstaaten gegründet und das Schwarze Meer zu einem neutralen Gebiet erklärt.

## Politische Folgen
Der Krimkrieg erschütterte das bisherige Gleichgewicht zwischen den fünf Großmächten Europas, „Fünfherrschaft“, Pentarchie. Das „Konzert der Mächte“ funktionierte nicht mehr. Nun konnten Machtpolitiker ihre Chance nutzen, um große Nationalstaaten (Italien und Deutschland) zu errichten, auch unter dem Risiko internationaler Spannungen oder gar von Kriegen.
Durch den Krimkrieg zerfiel endgültig das auf dem Wiener Kongress 1815 geschaffene politische System. Infolge der Haltung Österreichs im Krimkrieg wurde die Solidarität der „Heiligen Allianz“ – unter den drei konservativen östlichen Großmächten – fallen gelassen. Russland hatte zudem seine Rolle als eine militärische Großmacht und als „Gendarm Europas“ ausgespielt. Seine Krim-Niederlage offenbarte der Welt, wie rückständig Russland in vielen Bereichen tatsächlich war.
Der Krimkrieg hat den Zeitgenossen bewiesen, dass ein Krieg zwischen Großmächten „begrenzt“ führbar war. Es änderte sich damit der Charakter der internationalen Diplomatie. Diese hatte zuvor, allgemein gesagt, die Bewahrung des Friedens zum Ziel, und Bündnisse waren eher defensiven Charakters: Revolutionen und Hegemonien sollten verhindert werden. Nach dem Krieg hingegen wurden die Bündnisse offensiv und die Diplomatie diente der Kriegsvorbereitung. Allerdings sollte man die Zeit vor dem Krimkrieg nicht allzu positiv darstellen, und mit dem Berliner Kongress (1878) kehrte das Konzert der Mächte wieder, wenn auch abgeschwächt.
In Großbritannien war durch die Sorglosigkeit der adeligen Offiziere im Krimkrieg ein Vertrauensverlust in den britischen Adel eingetreten. In Russland büßte die Zarenregierung ebenfalls an Ansehen ein. In Frankreich dagegen machte sich angesichts des beschönigten Sieges und des Prestigegewinns durch die in Paris durchgeführten Friedensverhandlungen Euphorie breit. Im Jahre 1870 – im Vorfeld des Deutsch-Französischen Krieges – mündete diese in Selbstüberschätzung.

### Russland
Der Krimkrieg beendete die starke Rolle, die Russland nach den Koalitionskriegen in Europa gespielt hatte. Russlands Niederlage legte offen, wie rückständig das Land in der Technik und in seiner ganzen gesellschaftlichen Struktur war. Es war die Niederlage im Ostkrieg, die zu den großen Reformen von Zar Alexander II. führte, so Andrej Subow, in Form weitreichender Reformen in Verwaltung, Bildung und in der zaristischen Armee.
Zum Beispiel hatte es viel in der Industrialisierung aufzuholen, etwa wegen der fortdauernden Leibeigenschaft der Kleinbauern, die bewirkte, dass Arbeitskräfte fehlten. Wesentlichste Bestandteile waren seit 1861 die Aufhebung der Leibeigenschaft und die Erneuerung der Militärorganisation. Alexander setzte diese Reformen gegen große Widerstände in der russischen Aristokratie durch. Die sich auf die Leibeigenschaft gründende Landwirtschaft des Zarenreiches ließ sich nur aufrechterhalten, wenn aus der wehrfähigen Bevölkerung nicht mehr als fünf bis sechs Männer pro tausend zum Militär einberufen wurden, denn nach ihrer 25-jährigen Dienstzeit erlangten die Soldaten soziale Freiheit. Eine Auswirkung war die Notwendigkeit, ein stehendes Berufsheer von hoher Friedenspräsenzstärke zu unterhalten, da nicht wie bei einer Wehrpflichtarmee auf ausgebildete Reservisten zurückgegriffen werden konnte. Der neue Zar und seine Ratgeber erkannten auf Grund der militärischen Fehlschläge im Krimkrieg, dass die Leibeigenschaft der Landarbeiter Haupthindernis für die Schaffung eines den westlichen Armeen ebenbürtigen Heeres war. Miljutin, der spätere Kriegsminister und Motor der russischen Heeresreform der 1870er Jahre, hatte auf diesen Sachverhalt bereits in seiner Denkschrift vom Frühjahr 1856 sehr deutlich hingewiesen. Sein Plan sah die Einführung einer Wehrpflichtigenarmee vor. Das Rekrutierungsalter wurde daraufhin auf 20 festgesetzt, und den zumeist bäuerlichen Wehrpflichtigen wurde ein Nachholen der Schulbildung auf Grundschulniveau ermöglicht.
Schreckte die russische Regierung vor dem Krimkrieg noch weitgehend vor den hohen Kosten etwa eines umfangreichen Ausbaus des Eisenbahnnetzes zurück, erfolgte im Zarenreich nun eine Modernisierung, für welche der spätere Bau der Transsibirischen Eisenbahn eines der Synonyme wurde. Das Projekt, Sibirien mit dem europäischen Russland durch einen Schienenstrang zu verbinden, reicht bis in diese Zeit zurück.
Vor dem Beginn des Krieges verfügte das Zarenreich lediglich über Gleisstrecken von insgesamt 1065 Kilometern. Dieser Umstand führte auf russischer Seite zu spürbaren logistischen Problemen während der militärischen Auseinandersetzung. Die Niederlage der Zarenarmee auf eigenem Territorium, die nicht zuletzt eine Folge dieser logistischen Probleme während des Krimkrieges war, führte zu einer neuen Verkehrspolitik. Zunächst konzentrierten sich Ausbauüberlegungen jedoch auf das europäische Russland. Aber es wurden schnell Stimmen laut, die eine Anbindung Sibiriens an das aufkeimende europaseitige russische Schienennetz forderten.
Als nach dem Sieg der Alliierten die Großmächte auf den Pariser Friedensverhandlungen die sich aus dem Krieg ergebenden Folgerungen in einen völkerrechtlichen Vertrag zu gießen versuchten, führte Frankreich das große Wort und nahm maßgeblichen Einfluss auf Friedensbedingungen. Viele Punkte waren für Russland hart und die Habsburgermonarchie blieb seitdem für Alexander II. der „Verräter“. Er behauptete, dass sein Vorgänger und Vater nur aus Gram über die österreichische Treulosigkeit kurz vor Kriegsende gestorben sei.
Der Krimkrieg und die darauf folgenden Reformen waren für Russland sehr teuer. Hinzu kam ein neues Gefühl, verwundbar zu sein. Das trug zu der Entscheidung bei, 1867 den USA das bis dahin russische Alaska zu verkaufen.

### Osmanisches Reich
Im Frieden von Paris wurde die territoriale Unabhängigkeit und Unverletzlichkeit des Osmanischen Reichs garantiert. Im Friedensvertrag wurde formuliert, jeden Akt und jedes Ereignis, das die Integrität des Osmanischen Reiches in Frage stellt, als Frage europäischen Interesses zu sehen. Die gemachten Eroberungen wurden gegenseitig herausgegeben, doch musste Russland unter der Bezeichnung „Grenzberichtigung“ zugestehen, dass ein Teil Bessarabiens mit der Festung Ismail mit dem Fürstentum Moldau wiedervereinigt wurde. Den Donaufürstentümern Moldau und Walachei wurde die Aufrechterhaltung ihrer alten Privilegien und Immunitäten zugesichert und diese unter die Garantie der Vertragsmächte gestellt.
Abgesehen von der kurzen Beteiligung der Osmanen an der Französischen Revolution und den Napoleonischen Kriegen war es der erste europäische Konflikt, in den das Reich einbezogen war. Durch ihn öffnete sich die muslimische Welt des Osmanischen Großreiches westlichen Technologien und Armeen. Außerdem forcierte sie ihre Integration in die globale kapitalistische Wirtschaft. Zugleich löste der Krieg aber eine islamische Abwehrhaltung gegen den Westen aus, welche sich bis heute fortschreibt.

### Frankreich

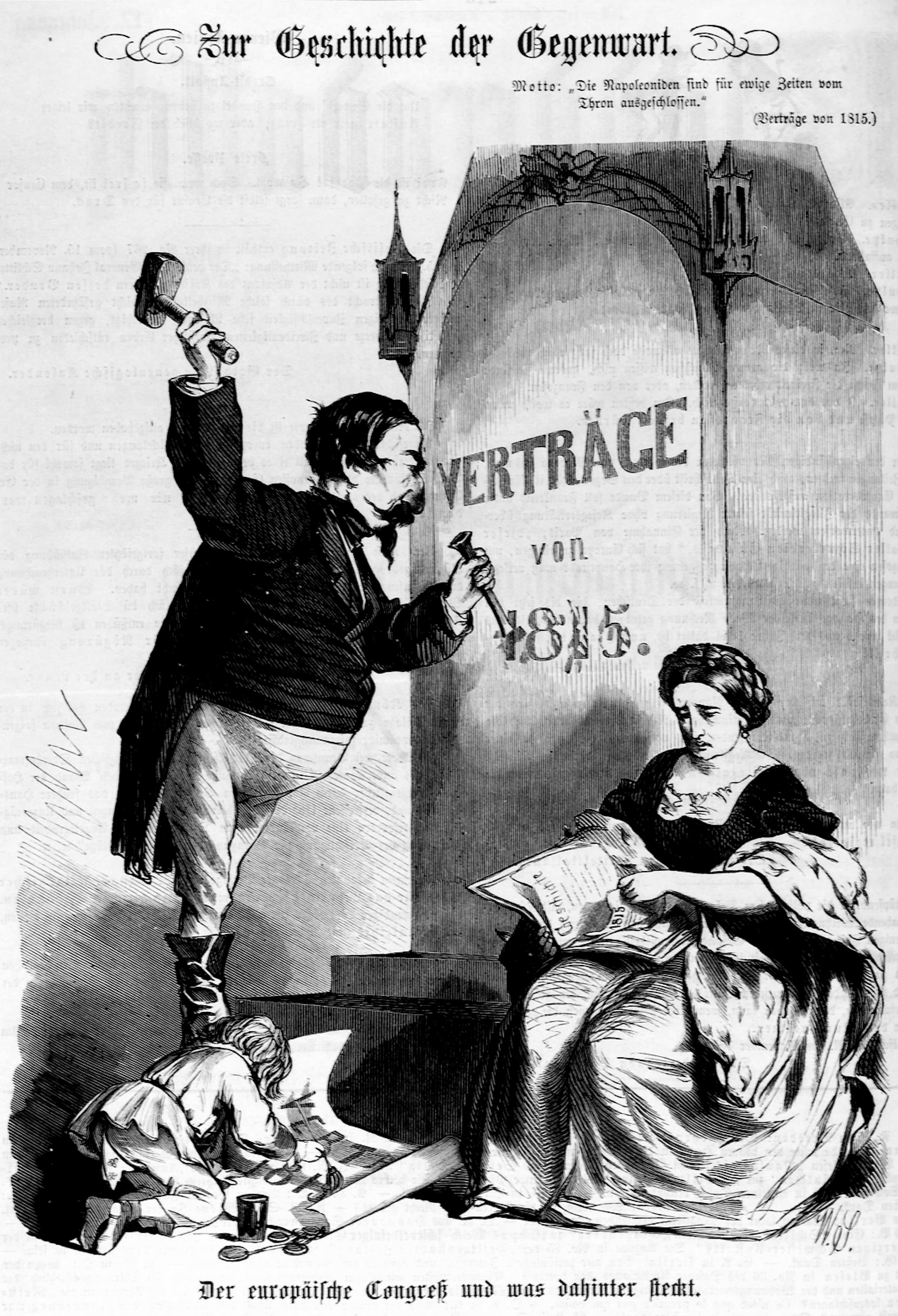
Karikatur, Kladderadatsch 1859: „Der europäische Kongreß und was dahinter steckt.“ Napoleon III. versucht die Verträge von 1815 vergessen zu machen.

Seit dem Wiener Kongress 1815 galt Frankreich als das besiegte Land, das von den übrigen Großmächten bewacht werden müsse, damit nicht ein neuer Napoleon Europa mit Krieg überzöge. Schon bald allerdings gehörte Frankreich wieder den Großmächten an und spielte eine Rolle in der Pentarchie. Dennoch kam es zu diplomatischen Rückschritten und im Laufe der Revolution von 1848 geriet Frankreich in eine gewisse Isolation. Napoleon III. stieß ebenfalls auf Misstrauen, vor allem nachdem er sich 1852 zum Kaiser gemacht hatte.
Der Krimkrieg wertete jedoch das Frankreich von Napoleon III. erheblich auf. Es zeigte sich einer großen Auseinandersetzung gewachsen, kämpfte an der Seite Großbritanniens und die Friedensverhandlungen fanden unter Napoleons Leitung in Paris statt. Davon abgesehen blieb der Status quo bestehen, während Frankreich in der Vergangenheit versucht hatte, sich auf Konstantinopels Kosten zu profilieren.

### Großbritannien
Der Krimkrieg zeigte, dass es erhebliche Missstände im britischen Militär gab. Dadurch verlor die Regierung Aberdeen erheblich an Ansehen. Im Februar 1855 wurde sie zum Rücktritt gezwungen, und Palmerston übernahm die Bildung eines neuen Kabinetts. Der spätere britische Premierminister Disraeli erklärte den Krieg aus einer von Südasien eingenommenen Perspektive zu einem „indischen Krieg“, da es zuvor (irreale) Befürchtungen gegeben hatte, dass Russland durch eine Expansion nach Süden das britische Indien in Gefahr bringen könnte. Selbst im australischen Sydney wurden Hafenbefestigungen aus Angst vor einer russischen Intervention ausgebaut, etwa ab 1855 das Fort Denison und andere. Das Verhältnis zwischen Großbritannien und Russland blieb bis ins 20. Jahrhundert aus ideologischen und weltmachtpolitischen Gründen angespannt.
Der Krieg führte in Großbritannien zur Bildung eines modernen Nationalmythos des die Ehre der Nation verteidigenden „gemeinen“ Soldaten anstelle des Aristokraten früherer Kriege. In der Mittelklasse kam es zu einem neuen Gefühl des Selbstbewusstseins im Zusammenhang von Ideen wie professioneller Fähigkeit und dem Leistungsprinzip. Die Mittelklasse erkannte sich in einer Florence Nightingale wieder, die zur Nationalheldin aufstieg. Die Königin stiftete 1857 das Victoria-Kreuz, mit dem erstmals Nichtoffiziere ausgezeichnet werden konnten.

### Italien
Das Königreich Sardinien sah sich durch seine Beteiligung am Krimkrieg aufgewertet. Es konnte die italienische Frage auf die politische Agenda Frankreichs setzen, mit der Absicht, Italien zu vereinigen. Neben der Annäherung an Frankreich war es für Sardinien wichtig, dass Österreich diplomatisch geschwächt worden war. Im Juli 1858 schloss es mit Napoleon III. in Plombières-les-Bains einen Geheimvertrag. Im Bündnis mit Frankreich konnte schließlich die Einigung Italiens unter Führung Sardiniens gegen Österreich nach dem Sardinischen Krieg bis 1861 durchgesetzt und der italienische Nationalstaat als konstitutionelle Monarchie gegründet werden (siehe Königreich Italien).

### Deutscher Bund
Österreich war seit 1815 die Vormacht im Deutschen Bund gewesen, jedoch geriet diese Stellung jetzt allmählich ins Wanken. Russland war von Österreich enttäuscht, aber ebenso die Westmächte, die sich unzureichend unterstützt fanden. Diese außenpolitisch geschwächte Position Österreichs sollte sich später im Sardinischen Krieg (1859) und dann im Deutschen Krieg (1866) als verhängnisvoll erweisen. Preußens Beziehung zu Russland hingegen verbesserte sich.
Der Aufwand für die Mobilisierung der Truppen, die zur Machtdemonstration gegenüber Russland entsandt wurden, brachte Österreich an den Rand des finanziellen Ruins. Dies führte zu nachhaltigen Einsparungen in der Armee. Den Krieg von 1866 verlor Österreich nicht zuletzt wegen der zuvor gemachten Einsparungen. Der Deutsche Bund wurde aufgelöst und Preußen vergrößerte sein Gebiet und seine Macht entscheidend. Der Krimkrieg bahnte somit den Weg zur Kleindeutschen Lösung von 1871 unter preußischer Führung und Preußen kann so gesehen als der einzige Profiteur dieses Krieges gesehen werden.
Heute lässt sich nicht mehr der auf Zeitgenossen zurückgehende Vorwurf aufrechterhalten, Österreich habe haltlos zwischen dem Bundesgenossen der Heiligen Allianz Russland und den Westmächten Großbritannien und Frankreich hin und her geschwankt und dadurch seine spätere politische Isolierung unter den Mächten selbst verschuldet. Die Hauptschritte der unbeirrt auf raschen Kriegsabbruch und Frieden ausgerichteten Politik Österreichs bestanden im Schutz- und Trutzbündnis mit Preußen vom 20. April 1854; in den verschiedenen Aufforderungen an den Deutschen Bund, sich an der österreichischen Politik des allmählichen Abrückens von Russland zu beteiligen und schließlich Truppen für ein gegebenenfalls nötiges Eingreifen in den Krieg bereitzustellen; in der Mobilmachung der eigenen Truppen; in der Aufforderung an Russland vom 3. Juni 1854, die besetzten Donaufürstentümer zu räumen; in der nachfolgenden Besetzung dieser Fürstentümer durch österreichische Truppen; in der Formulierung der Vier Punkte am 8. August 1854, dem gemeinsamen Kriegszielprogramm der beiden Westmächte und Österreichs (internationale Schutzerklärung für die Donaufürstentümer, Freiheit der Donauschifffahrt, Revision des Meerengenvertrags von 1841, Verzicht Russlands auf sein Protektorat über die orthodoxen Christen im Osmanischen Reich); im Allianzvertrag Österreichs mit den Westmächten vom 2. Dezember 1854, der nur augenscheinlich als Kriegsbündnis eingegangen war; und schließlich im österreichischen Ultimatum an Russland vom 16. Dezember 1855, mit dessen Nichtannahme aber gerechnet wurde und das wiederum den Kriegseintritt Österreichs nach sich ziehen sollte.

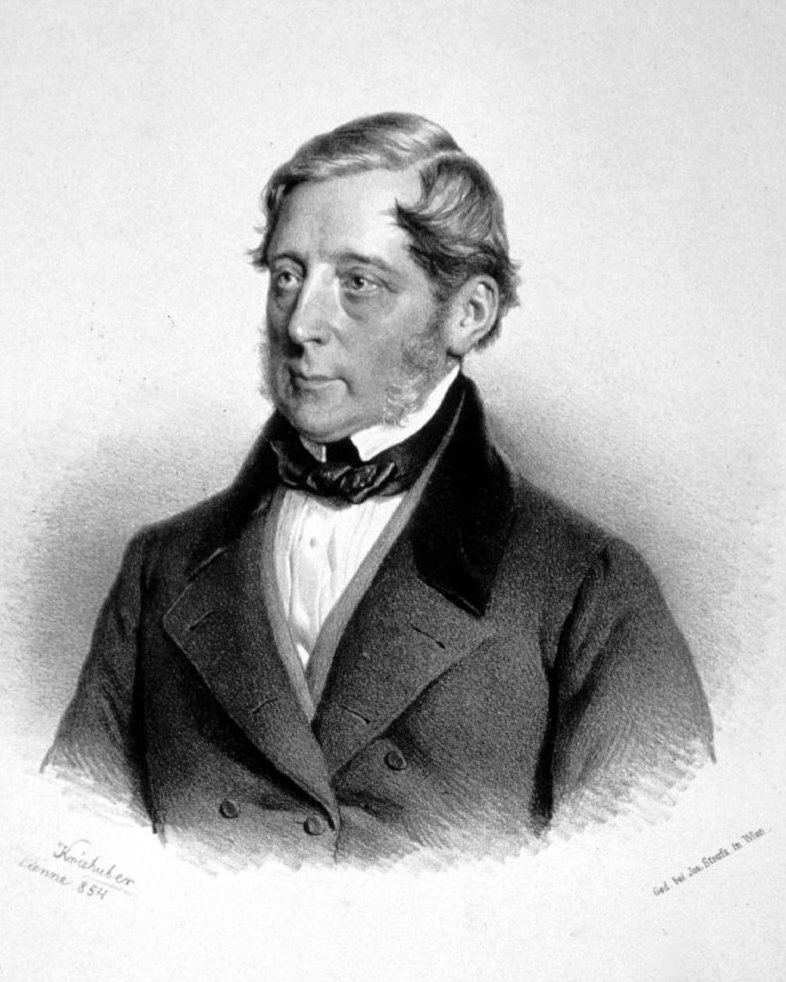
Karl Ferdinand von Buol-Schauenstein (1797–1865). Lithographie von Josef Kriehuber, 1854

Österreich wollte sich seine Kriegs- und Friedenspolitik von keiner Seite diktieren lassen. Das Metternichsche Österreich hatte in der Heiligen Allianz die Rolle eines Juniorpartners gespielt. Graf Buol, der Minister des Äußern, suchte, wie zuvor schon sein Vorgänger Schwarzenberg, nach Möglichkeiten, sich in der europäischen Politik aus dem Druck der russischen Vormundschaft zu lösen. Im Verlauf des Krimkriegs kam die Gelegenheit dazu und die wurde von ihm genutzt.
Stärker als die Angst vor einer Übermacht Russlands lastete die Revolutionsfurcht auf der Staatsführung des Vielvölkerstaates. Dies zieht sich im Zusammenhang mit diesem Krieg wie ein roter Faden durch die österreichische Politik. Im Gefolge der Revolutionsjahre 1848/49 bestand zum Beispiel der Belagerungszustand über Wien und Prag noch bis zum September 1853, in den Außenregionen des Reiches, wie Lombardo-Venetien, Galizien und Siebenbürgen, noch bis Mitte/Ende 1854. Die umfangreiche Dienstverpflichtung österreichischer (ungarischer, polnischer) Deserteure von 1848/49 im türkischen Besatzungsheer an der Donaufront gab Anlass zu diplomatischen Vorstellungen bei der Hohen Pforte in Konstantinopel, ebenso wie die Bildung einer anglo-italienischen Legion in Sardinien entsprechende diplomatische Schritte in Richtung Regierungssitz London hervorrief.
Buol und sein Kaiser wussten, dass ein Kriegseintritt entweder auf russischer oder westmächtlicher Seite keine realistische Option war, ohne einen ausufernden Waffengang auszulösen. Sie erkannten auch, dass keine vernünftige Möglichkeit bestand, sich durch eine Neutralitätserklärung ohne Machtverlust aus dem Konflikt herauszuhalten. Es gab für beide nur die sehr beschränkte Option der Gegnerschaft zu Russland – ohne dessen militärischer Feind zu sein – und der Freundschaft mit den Westmächten – ohne deren militärischer Verbündeter zu sein. Der Politik einer drohenden Werbung aller größeren Kriegsparteien hat Österreich sich ausdauernd entziehen können. Die Habsburger Monarchie folgte in ihrer Diplomatie einem Selbsterhaltungstrieb. Die Grenzen Österreichs waren allgemein zu allen Nachbarn gefährdet.
Österreich hat während des Krimkriegs eine konsequente Friedenspolitik geführt. Für diesen Zweck kalkulierte die österreichische Regierung das Risiko eines begrenzten kleineren Krieges (eines militärischen Zusammenstoßes mit Russland in den Donaufürstentümern) ein. Österreich geriet aber in die immer verwickelter werdende Lage, vom Standpunkt einer abwartenden bewaffneten Neutralität her von Russland allmählich abzurücken und sich durch vielfache Bindungen den Westmächten zu nähern. Die Drohung, in den Krieg mit einzutreten, hat Österreich Russland stets fühlen lassen, um es an den Verhandlungstisch zu zwingen. Gleichzeitig machte es den Westmächten Hoffnung auf einen österreichischen Kriegseintritt, um sie auf die gemäßigten österreichischen Kriegsziele zu verpflichten, zögerte ihn aber immer wieder hinaus, um seine Existenzfrage bei einem sich ungebremst ausweitenden Krieg so lange wie möglich zu vermeiden. Österreich ging im Kriegsverlauf von seiner Position Bewaffneter Neutralität ab, ließ an der Grenze zu Russland und den umkämpften Donaufürstentümern starke Truppenkontingente aufmarschieren und betrieb somit eine faktisch antirussische Politik wohlwollender Neutralität gegenüber den Alliierten.
Ein Eintritt auf russischer Seite in den Krieg, wie es 1853 möglich schien, oder auf westmächtlicher Seite, wie es seit 1854 erwartet wurde, hätte absehbar von vornherein einen europäischen Krieg und damit einen Ersten Weltkrieg gebracht, und als Folge davon den erneuten offenen Ausbruch der Revolution gegen die Monarchie, von dem sich das Habsburger Reich noch nicht erholt hatte und welcher ihre Existenz aufs Spiel gesetzt hätte. Diese Gefährdung hat den Handlungsspielraum der österreichischen Politik auf das geringstmögliche Maß – das einer Politik der Deeskalation – eingeschränkt. Der für Österreich gelegte Köder – zunächst russischer-, dann französischerseits – sich in Richtung Süden oder Südosten auszudehnen, wurde als Absicht durchschaut, es in den Krieg hineinzuziehen. Expansionsabsichten im Hinblick auf die angrenzenden osmanischen Gebiete bestanden zwar in Österreich, wurden jedoch von der politischen Führung nicht geteilt. Das Habsburger Reich hat durch seine effektiv verschleierte Diplomatie und auch durch nicht unerhebliche, offen militärische Drohgebärden seinen Bestand noch für viele Jahrzehnte retten können.

## Militärische Folgen

### Veränderungen in der Organisation und Militärhaushalte
Nach zehn Jahren des Oberbefehls von Lord Wellington war eine Stagnation in der Ausbildung der britischen Armee zu beobachten; dies wurde im Krimkrieg deutlich. Zudem wurden zum Beispiel noch immer Offizierspatente gegen Geld verkauft, es wurden veraltete Militär-Taktiken beibehalten und noch immer disziplinierte sie ihre Soldaten mit der Prügelstrafe. Die schlechte Organisation des britischen Heeres führte unter anderem im Februar 1855 zum Sturz der Regierung Aberdeen. Der neue Oberbefehlshaber der britischen Armee – Henry Hardinge, 1. Viscount Hardinge – wurde von Prinz Albert aufgefordert, die Ausbildung der britischen Armee zu verbessern. So wurde die Garnison Aldershot (The Home of the British Army) errichtet. Aldershot galt im viktorianischen Großbritannien als Synonym für die Ausbildung der britischen Armee.
Insgesamt führte der Krimkrieg zu erhöhten Militärausgaben bei allen Staaten. Russland beschaffte erstmals Kanonen mit gezogenen Läufen sowie gezogene Hinterlader-Gewehre, auch aus den USA (Remington-Gewehr von 1867). Österreich verschuldete sich durch die Rüstungen infolge des Krimkrieges derart, dass Sparprogramme zur Auflösung ganzer Einheiten führten, was letztlich unter anderem zu Niederlagen in späteren Kriegen beitragen sollte.

### Strategische Folgen
Die Region des Schwarzen Meeres sollte auf Grundlage des Dritten Friedens von Paris so etwas wie eine militärisch neutrale Zone werden. Russland durfte dort fortan keine Kriegsflotte und keine Festungen unterhalten.
In den beiden Kriegen nur zwischen Russland und dem Osmanischen Reich, 1828–1829 und 1877–1878, eroberten die Russen Edirne und marschierten direkt bis kurz vor Konstantinopel. Erneut bestand 1878 die Perspektive einer russischen Eroberung der Meerengen, Russland hatte bereits praktisch den gesamten europäischen Teil des Osmanischen Reiches erobert. Die Briten entsandten ihre Flotte an den Bosporus und drohten Russland mit einem weiteren Krieg mit ihnen. Geschwächt durch den Kriegsverlauf konnte sich Russland keinen Fortsetzungskrieg gegen Großbritannien erlauben und stoppte seine Offensive in San Stefano (heute Yeşilköy, einem westlichen Vorort Istanbuls am Marmarameer). Der Frieden von San Stefano beendete den zehnten und letzten der Russisch-Türkischen Kriege.

### Technik

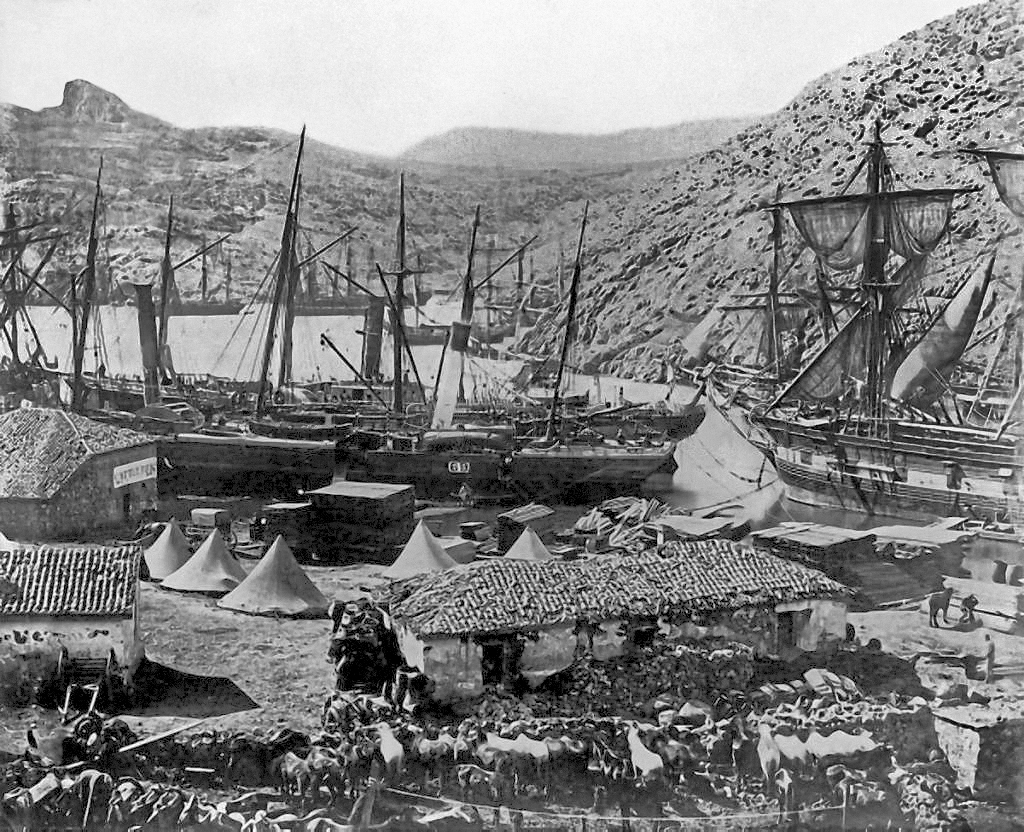
Hafen von Balaklawa 1855: Segel- und Dampfschifftechnik nebeneinander. Vor allem die gepanzerten Dampfschiffe der französischen Flotte waren der russischen Marine technisch weit voraus. Das Zarenreich konnte mit der Industrialisierung Großbritanniens und Frankreichs nicht Schritt halten.

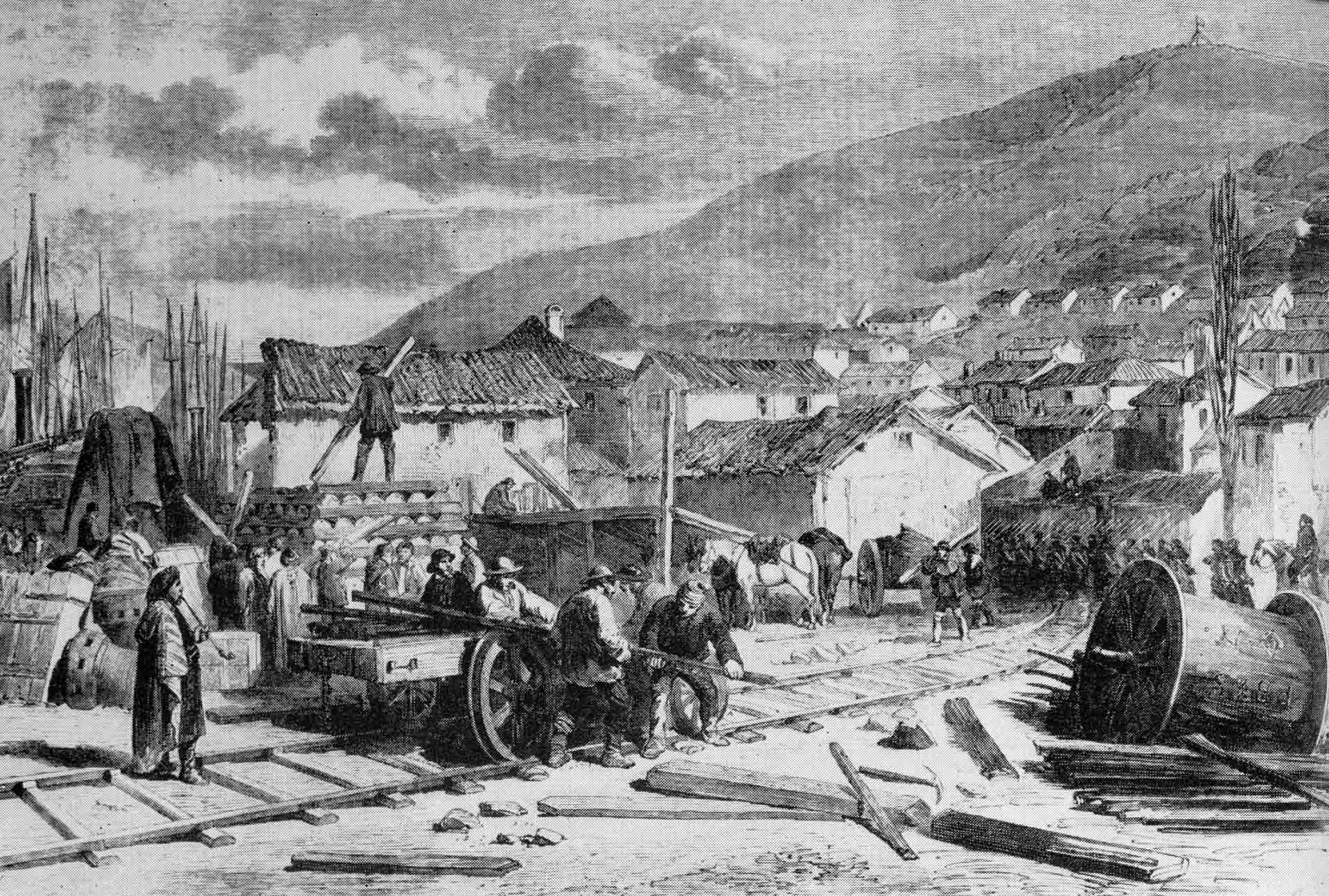
Der beengte Ausgangspunkt der strategischen Bahnlinie im Hafen von Balaklawa

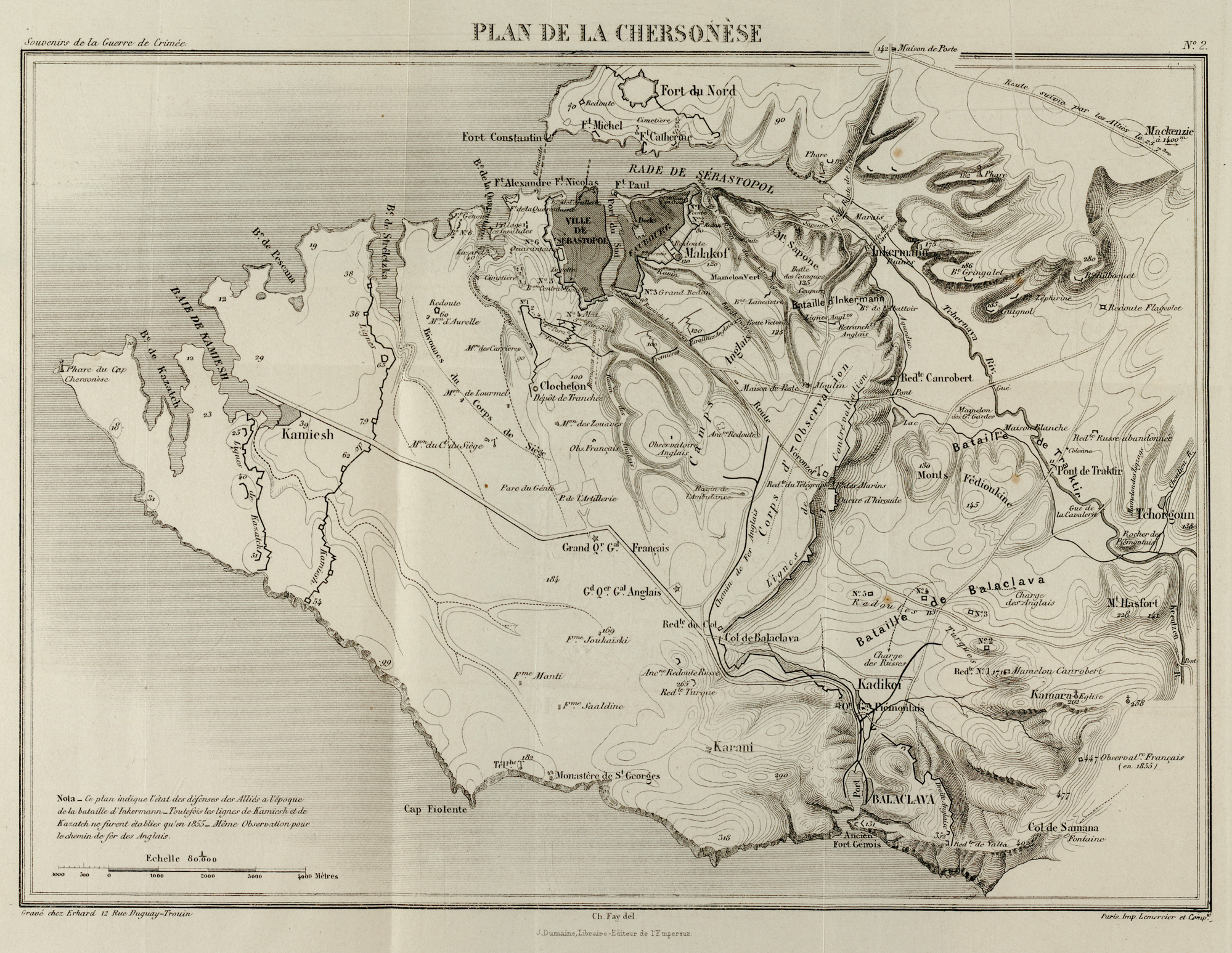
Strecken der Strategischen Bahn

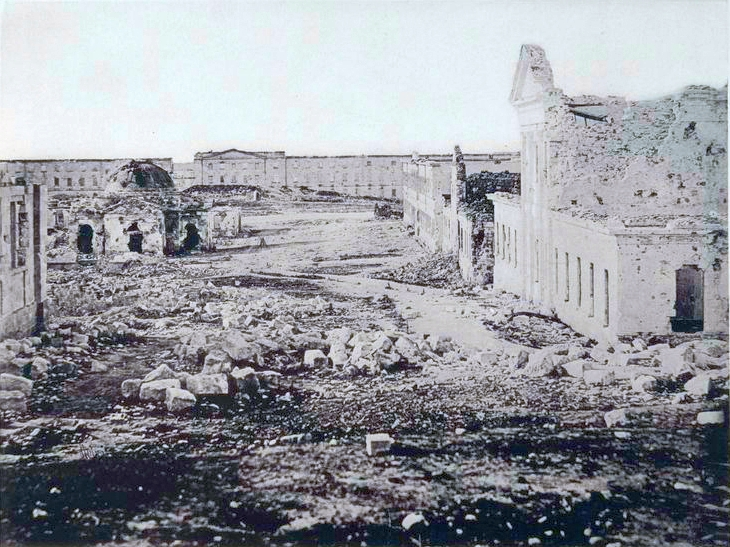
Die Folgen des Kanonen-Bombardements auf Gebäude.

In Bezug auf die eingesetzte teils moderne Technik wird der Krimkrieg als der erste „moderne“ Krieg der Weltgeschichte angesehen. Zum ersten Mal wurden auf britischer Seite Infanterieeinheiten eingesetzt, die durchgehend Gewehre mit gezogenen Läufen einsetzten. Es handelte sich dabei um die Enfield-Rifled Musket, einen Vorderlader vom Typ Miniégewehr mit 99 cm Lauflänge im Kaliber 0,577 Zoll (.577) bzw. 14,66 mm, der 1852 eingeführt worden war und eine wirksame Reichweite von 800 Metern aufwies, im Massenfeuer bis 1000 Meter. Auf russischer Seite hingegen wurden noch glattläufige Musketen eingesetzt mit einer wirksamen Reichweite von etwa 200 Metern. Der Erfolg des britischen Enfield-Gewehrs führte dazu, dass Preußen und alle anderen Groß- und Mittelmächte ihre gesamte Infanterie nunmehr durchgehend mit gezogenen Gewehren ausrüsteten, was vorher den sogenannten Jägertruppen vorbehalten gewesen war. Die Wirkung dieses Gewehrs war für die Militärs dermaßen beeindruckend, dass schon kurz nach dem Krieg – bald wieder hinfällige – Überlegungen angestellt wurden, künftig auf Artillerie ganz zu verzichten.
Das britische Militär war aber allgemein noch in den Vorstellungen der Napoleonischen Kriege verhaftet und die britischen Soldaten erhielten erst kurz vor ihrer Abfahrt zur Krim die neuen weitreichenden Miniégewehre (die letzten Vorderlader dieses Gewehrtypes), eine Ausbildung daran hatten die wenigsten Soldaten mitgemacht. In der Schlacht an der Alma offenbarte sich dieses. Die Infanterie eröffnete, nachdem sie bereits durch mehrere unsinnige Bajonettangriffe unnötige Verluste erlitten hatte, entgegen den Befehlen ihrer überforderten Offiziere das Feuer bereits auf unüblich große Distanz auf den anrückenden Feind. Sie brachten damit die überraschten russischen Kolonnen vielfach zum Stehen.
Die neuen Waffentechniken führten beim Militär zu sozialen Umwälzungen. Weitreichendere, präzisere und energiereichere Gewehre und Artillerie ließen althergebrachte Offiziers- und Generalsherrlichkeiten in prächtigen Uniformen hoch zu Ross oder dekorativ auf Feldherrenhügeln verblassen. Die höheren Gesellschaftsschichten lagen mittlerweile mit dem „einfachen Soldaten“ genauso im Dreck oder versteckten sich in beschusssicheren Unterständen. Der Krieg verortete sich wie bisher zu Land und Wasser, aber Soldaten und Technik verlagerten sich verstärkt unter die Erde. Dieser Krieg wurde zudem besonders im Ostseeraum mit Seeminen der russischen Seite unter die Wasseroberfläche verlegt. Sprengkraft und Technik standen noch am Anfang der Entwicklung, doch es gab schon elektromagnetische Fernzündungen von Unterwasserminen. Ein Luftkrieg wurde noch nicht geführt. Bis zum Ersten Weltkrieg wurde den meisten Militärs nicht so recht klar, was mit der bereits vorhandenen taktischen Gefechtsfeld-Aufklärungstechnik mithilfe von Aufklärungsballonen bereits möglich gewesen wäre. Der erste Luftangriff mittels Ballons auf eine Stadt (Venedig) fand bereits in den Revolutionsjahren 1848/49 durch österreichische Truppen unter Feldmarschall Radetzky statt. Im klassischen Bewegungskrieg gab es für solch schwerfälliges Gerät ohnehin noch wenig Verwendung. Erst im Verlauf des Weltkrieges wurden die Vorteile für den Stellungs- und Grabenkrieg umfänglich erkannt und verwirklicht, dies lag vor allem an der nicht vorhandenen Koordination und der geringen Sachkenntnis der oberen Kommandobehörden bzw. Armeestellen.
In den über elf Monaten der Belagerung Sewastopols wurden von allen Kriegsparteien 120 Kilometer Gräben ausgehoben. Es wurden etwa 150 Millionen Gewehr- und 50 Millionen Geschützschüsse abgegeben. Die wirkliche technische Revolution der Feuerwaffen stand aber noch bevor, so dass der Krimkrieg noch hohe öffentliche Akzeptanz erfuhr und sich das weithin in der Bevölkerung verklärte Bild vergangener Tage vom Krieg noch aufrechterhalten ließ. Einerseits wurden bereits technische Innovationen militärisch genutzt, andererseits war dieser Krieg zum Beispiel teilweise noch von farbenprächtigen Truppenkollisionen geprägt. Zeitgenössische Gemälde, meist ohne viel dokumentarische Genauigkeit, lassen viel vom manchmal spektakelhaften und farbenfrohen Erscheinungsbild des Krieges erahnen. Auf Bildern belegt sind Befehlshaber, die ihre Armeen noch vom sprichwörtlichen Feldherrenhügel per Sichtkontakt in der Feldschlacht dirigierten und im Vorrücken ihrer Regimenter – mittlerweile militärtaktisch völlig unzweckmäßig – ein buntes martialisches Schauspiel inszenierten. Bei allem Massensterben gab es in diesem Krieg wohl letztmals umfängliche Anklänge an althergebrachte Soldatentugenden, wie etwa Ritterlichkeit. Parlamentäre mit weißen Fahnen regelten zum Beispiel noch in größerem Umfang Waffenruhen und Evakuierungen von Verwundeten und Gefallenen auf den Schlachtfeldern. Erstmals kamen mit gusseisernen Platten gepanzerte Dampfkriegsschiffe zum Einsatz, welche die französische und britische Marine nach dem Krieg zu sogenannten Ironclads weiterentwickelten. Der Dampfantrieb ermöglichte eine höhere Geschwindigkeit und Unabhängigkeit vom Wind. Ebenfalls neu war die moderne Artillerie mit Explosivgranaten. Während der Belagerung von Sewastopol hatten die Briten ihre Basis in der Hafenstadt Balaklawa. Sie bauten deshalb 1855 hier die erste strategische Bahnstrecke in der Geschichte der Eisenbahn, um ihren Nachschub von Balaklawa zum Lager der britisch-französischen Belagerungsarmee vor Sewastopol zu transportieren. Unter Thomas Brasseys Leitung wurde im September 1854 mit der elf Kilometer langen Strecke der „Großen Krim’sche Zentralbahn“ (Great Crimean Central Railway) begonnen. Bereits nach sieben Wochen und noch vor dem Wintereinbruch war diese fertig.
Der Krimkrieg war zugleich der historisch erste Graben- und Stellungskrieg. Weiterhin stellte der Krimkrieg mit dem Todesritt von Balaklawa den Einsatz der klassischen Kavallerie-Attacke in Frage, da diese sich gegenüber den moderneren schneller, energiereicher, beziehungsweise genauer feuernden Waffen in Verbindung mit den sich verändernden Feldverschanzungen kaum noch durchzusetzen vermochte. Die Kavallerie behielt aber bis zur später aufkommenden umfangreichen Motorisierung der Armeen eine wichtige Funktion.
Zu einem großangelegten strategischen und taktischen Einsatz kam erstmals der elektromagnetische Telegraf. Auf russischer Seite bestanden schon vor dem Krieg mehrere optisch-mechanische Telegrafieverbindungen nach dem Chappe-System. Neben der Strecke Moskau – St. Petersburg – Warschau gab es auch eine Verbindung von Moskau nach Sewastopol auf die Krim, wodurch eine einfache Nachricht in etwa zwei Tagen übermittelt werden konnte. Im Jahr 1854 begann Russland mit dem Bau von erheblich schnelleren elektromagnetischen Telegrafenleitungen von Moskau aus wiederum nach St. Petersburg und Warschau und Richtung Süden nach Odessa und Sewastopol, die 1855 fertiggestellt wurden. Diese Kommunikationsverbindungen erlaubten Russland, die Truppen- und Materialbewegungen zu koordinieren sowie schnellen Kontakt nach Berlin für die Bestellung von Kriegsgütern herzustellen.
Auf alliierter Seite wurde das schon von London über Paris nach Bukarest bestehende elektromagnetische Telegrafennetz nach Warna am Schwarzen Meer verlängert. Im April 1855 wurde das mit 550 Kilometern Länge bis dahin längste Unterseekabel aus mit Guttapercha isoliertem Eisendraht von Warna nach Balaklawa auf der Krim in nur 18 Tagen verlegt. Damit wurde die Zeit für eine Nachricht von Paris auf die Krim von vormals zwölf Tagen bis drei Wochen auf nur 24 Stunden verkürzt. Auf der Krim wurden von den Franzosen und Briten erstmals Feldtelegrafen eingesetzt, wobei die Kabel, zum Teil auch mittels eines Wagens mit Pflug, durch die Anlegung von Gräben in die Erde verlegt wurden. Unterseekabel wie Feldtelegraf erwiesen sich jedoch als kurzlebig; die Leitungen der Feldtelegrafen brachen oft, und auch das Unterseekabel brach im Dezember 1855, kurz nach dem Fall Sewastopols, ohne dass es hätte repariert werden können. Die Bedeutung der damals neuen Kommunikationsmittel für den Kriegsverlauf ist nur wenig erforscht, zwei Aspekte auf Seiten der Alliierten werden jedoch herausgehoben: Erstens erreichten die Nachrichten von der Front die Öffentlichkeit in Frankreich und Großbritannien innerhalb kürzester Zeit, was die Kriegsführung in die Arena der Politik hineinzog. Zweitens verlängerte sich die Kommandokette bis in die Hauptquartiere nach Paris und London.
Dies wurde von den Befehlshabern im Feld als ambivalenter Fortschritt betrachtet. Sie glaubten, die Effizienz der Kriegsführung habe darunter gelitten, weil bei taktischen Entscheidungen, die bis dahin vor Ort getroffen worden waren, sich die weit vom Kriegsschauplatz entfernten Staatsoberhäupter einmischten. Der britische General Simpson soll gesagt haben: „Die Telegrafie hat alles durcheinander gebracht!“ Der französische General Canrobert legte unter anderem wegen der telegrafischen Einmischung Napoleons III. in die Führung des Krim-Feldzugs sein Kommando nieder.
Bei allem Einfluss, den technische Neuentwicklungen auf den Krieg gehabt haben, scheiterte ausgerechnet das zu der Zeit modernste und technologisch fortschrittlichste Land der Welt Großbritannien an den taktischen und logistischen Anforderungen dieses ersten Krieges der Moderne.
Der Historiker und Publizist German Werth hat 1989 den Krimkrieg als „Vorwegnahme von Verdun“ beschrieben. Auf Menschenleben kam es ab jetzt weniger denn je an, und schon wenige Jahre nach dem Krimgeschehen fielen im Amerikanischen Bürgerkrieg 200.000 Soldaten, 400.000 erlagen ihren Verwundungen, Krankheiten und Entbehrungen.

## Rezeption

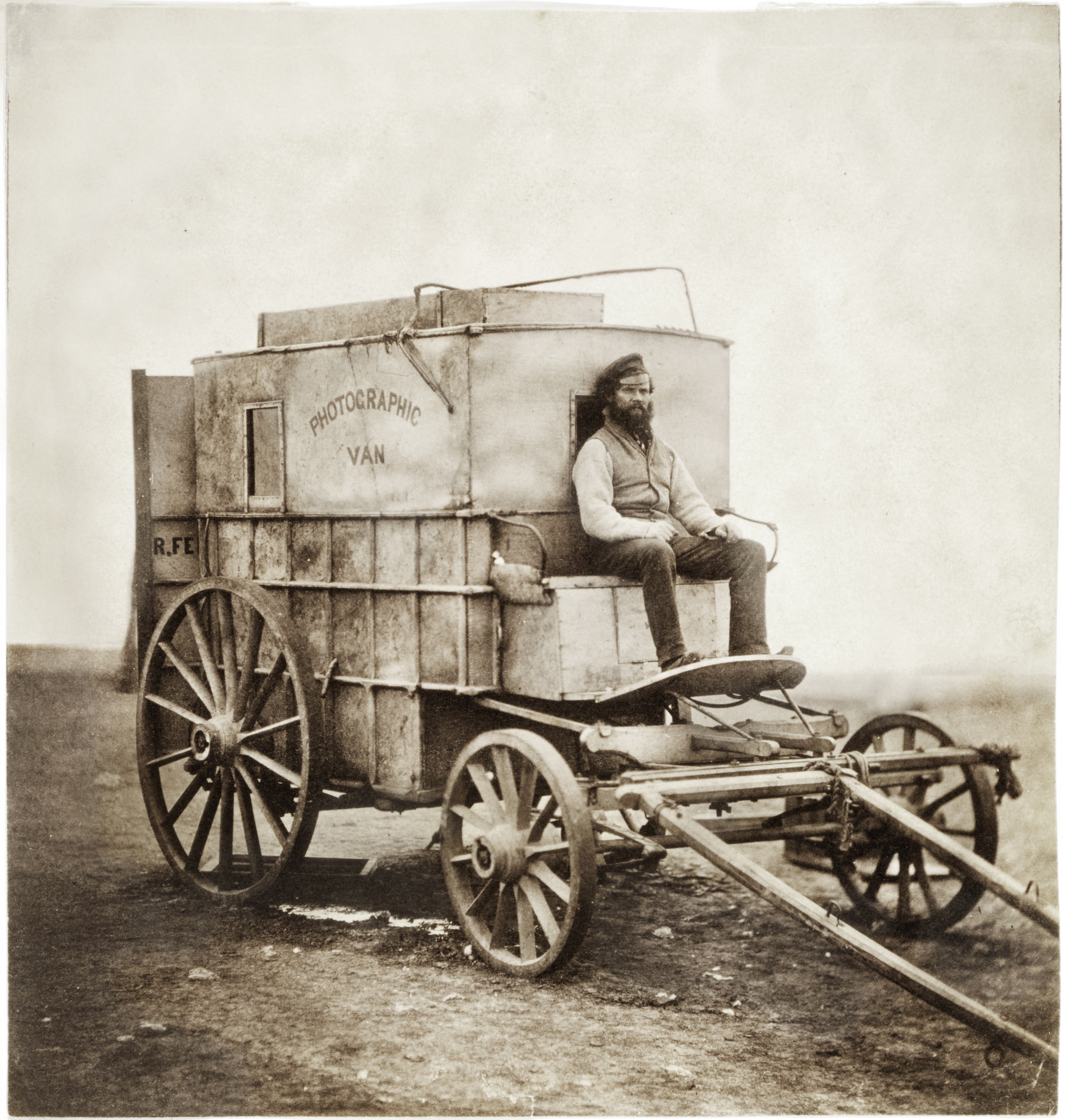
Dunkelkammerwagen Fentons mit Assistent Marcus Sparling 1855

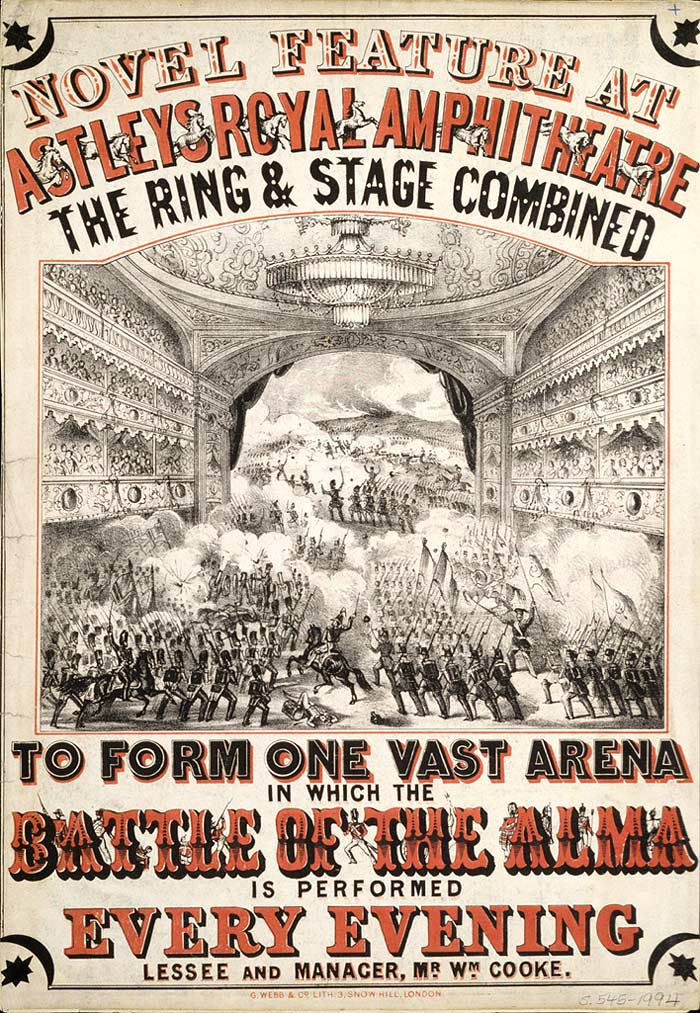
Die Schlacht an der Alma als „Hippodrama“ in Astley’s Amphitheatre (London, 1854)

Erstmals konnten Kriegsberichterstatter, mittels der Telegrafie ohne Zeitverlust Berichte an Zeitungen senden, etwa über die berühmt-verklärte Attacke der Leichten Brigade. Die Zeitung The Times berichtete bereits am selben Abend über die militärisch sinnlose Attacke. Der Brite William Howard Russell wurde für seine Reportagen von der Krim berühmt. Die Berichterstattung Russells war teilweise so genau, dass der Zar meinte, er brauche keine Spione, er habe die Times. Eine spätere Konsequenz seiner Artikel war die Einführung der Militärzensur durch den Oberbefehlshaber Codrington am 25. Februar 1856. Zusätzlich zur bereits vorhandenen Zensur aller anderen Länder des militärisch ausgetragenen Konfliktes galten in der alten Welt noch ungeschriebene, aber für das zeitungskonsumierende Bürgertum selbstverständliche Regeln des Takts, die ein visuelles Zurschaustellen von Kriegsopfern untersagten.
Noch 1854 veröffentlichte Alfred Tennyson sein Gedicht The Charge of the Light Brigade. Die Attacke der Leichten Brigade wurde später in mehreren Filmen, Musikstücken und Büchern behandelt.
Zum ersten Mal wurden Fotoreportagen zu einem Krieg angefertigt. Das Elend und nicht mehr nur die heroische Seite des Krieges konnte dargestellt werden. Die Aufnahmen von Roger Fenton sind jedoch meist arrangierte Fotos, dies ist teilweise durch die damals langen Belichtungszeiten erklärbar. Anders als spätere Kriegsfotografen war er deshalb nicht in der Lage, Kampfhandlungen zu fotografieren. Die Fotos sind meist Porträtdarstellungen. Bei den Abgebildeten handelte es sich überwiegend um Offiziere. Der einfache Soldat wurde von ihm fast ausschließlich als Randfigur fotografiert. Seine Krim-Reise wird häufig als Propagandamission beurteilt. Durch die britische Krone soll es ihm zudem strikt untersagt gewesen sein, Fotos von Verwundeten oder Toten zu machen.

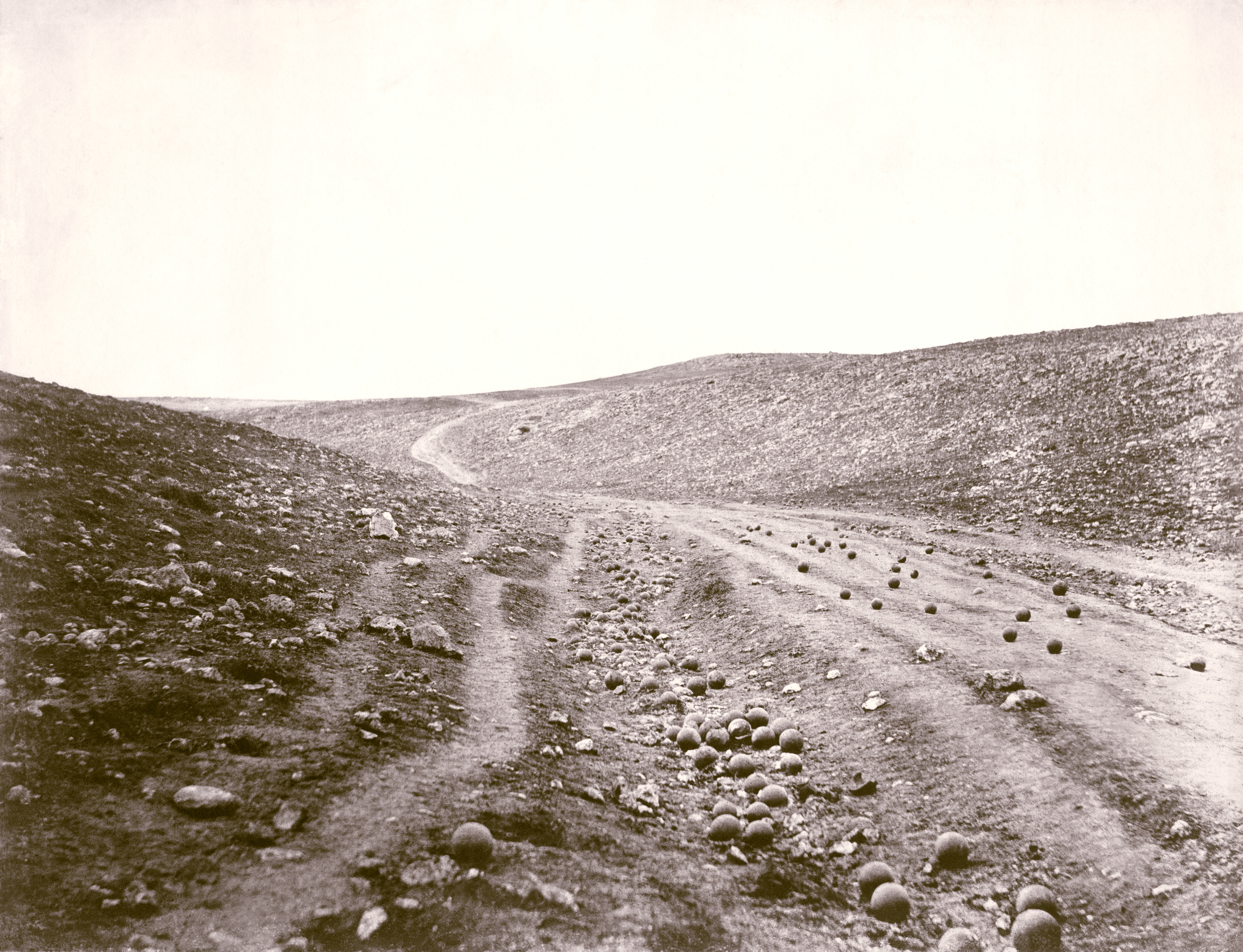
Valley of the shadow of death, Version mit Kanonenkugeln auf dem Weg.

Russell berichtete, dass die britischen Offiziere sich verhielten, als seien sie auf einer Picknick-Tour. Unfreiwillig bestätigte Fenton mit seinen Fotos einer verharmlosend inszenierten Landschafts- und Lageridylle, die über The Times verbreitete Kritik Russells des Krimkrieges als eines „Picnic war“, die auch andere Zeitungsleute übten. Fentons bekanntestes Bild, „The Valley of the Shadow of Death“, das nur die übrig gebliebenen Kanonenkugeln auf und neben einem Weg zwischen Hügeln zeigt, lädt Fenton über den Titel derart spannungsvoll auf, dass sich die nicht mehr erkennbaren Kriegsgräuel in die Vorstellung des Betrachters verlagern. Susan Sontag schreibt, es sei damit ein Porträt des Todes ohne die Toten geschaffen worden. Zudem gibt es eine erhaltene Fotoversion Fentons, auf der nur Kanonenkugeln im Graben neben dem Weg liegen.
Bilder vom Krimfeldzug gaben der britischen Bevölkerung zumindest ein vages Gefühl für die Lebensbedingungen der Soldaten vor Ort. Dort arbeiteten daher auch Kriegsmaler wie der Schotte William Simpson, der seinen Eindruck in Aquarellen festhielt, die in Großbritannien als Lithografien veröffentlicht wurden.

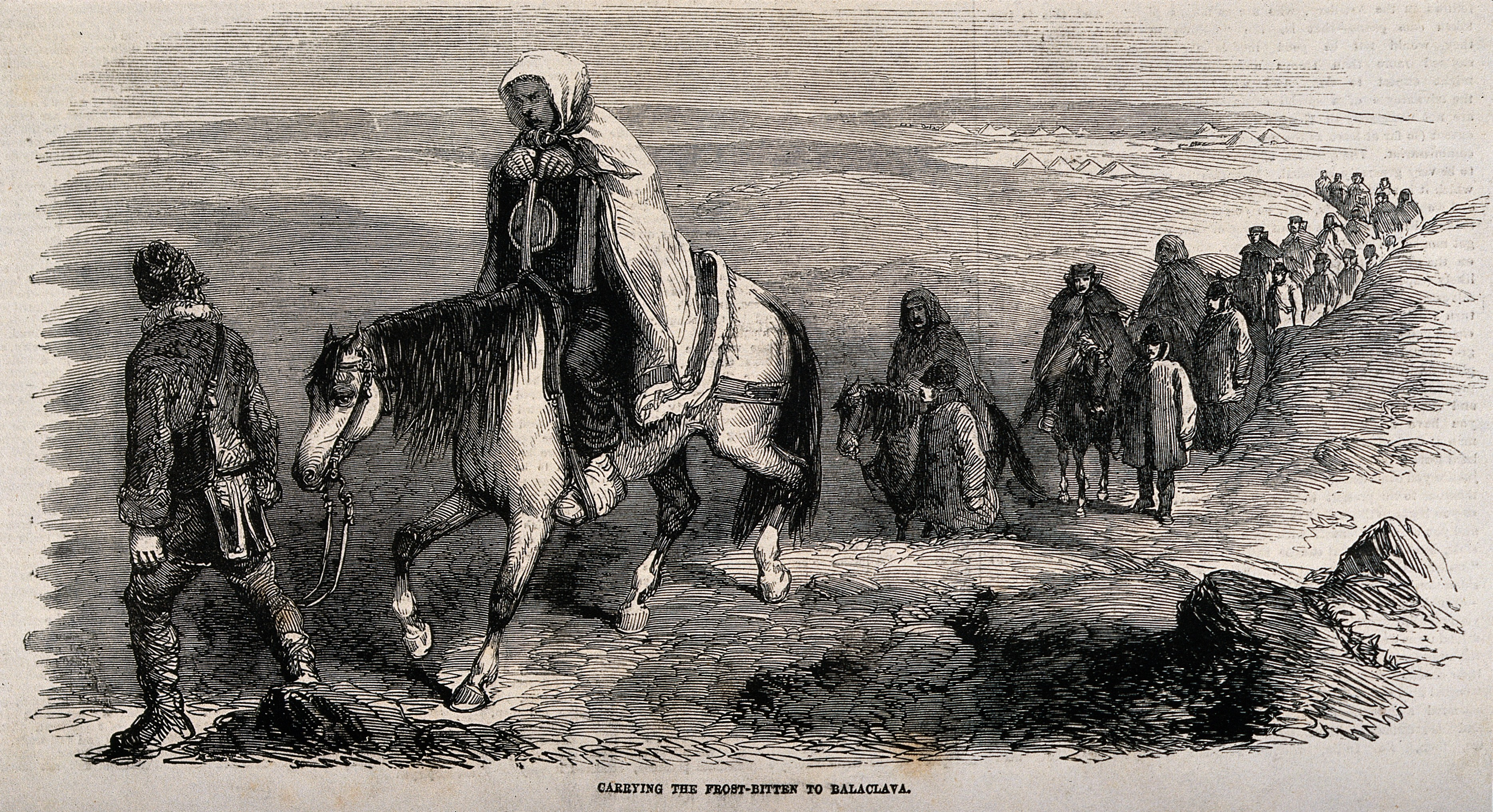
Holzstich nach Guys, The Illustrated London News: „Carrying the Frostbitten to Balaclava.“ 3. März 1855

Der britischen Presse kam es nicht auf subjektive Eindrücke, sondern auf unparteiische, unanfechtbare Bilddokumente an. Dazu passten viele schnell im Eifer des Gefechts von lockerer Hand erstellte Zeichnungen von Constantin Guys, die seine persönliche Anwesenheit und Augenzeugenschaft erkennen ließen. Mit der Unterschrift „Taken on the spot“ beglaubigte Guys die Authentizität einer Skizze, die den verwundeten, Zigarre rauchenden Canrobert in der Schlacht von Inkerman festhält. Genau diese Reportagezeichnungen und nicht die Fotos Fentons waren es, welche die historisch neue Qualität in der bildlichen Berichterstattung kunst- und fiktionsfreier Tatsächlichkeit der britischen Bevölkerung suggerierten und der Kriegswirklichkeit zumindest etwas nahekamen. Für Guys war Krieg ein Hin- und Zurückströmen von Völkerschaften, Bataillonen und Trossen. In seinen Skizzen zeigt sich dies, wenn er etwa darstellt wie im November 1854 die Krimtataren auf Anweisung von Lord Raglan aus Balaklawa vertrieben werden oder wie eine scheinbar endlos lange Menschenschlange von Erfrierung bedrohter britischer Soldaten, zu Fuß und auf Pferden, evakuiert wird. Der ehemalige Soldat Guys fertigte, anders als die allermeisten Berichterstatter, auch während des strengen und verlustreichen Winters 1854/55 seine Kriegsbilder. Monate zuvor gab es noch reichlich vor allem glorifizierende Darstellungen von Schlachtenepisoden dieses Krieges.
Der Fotograf Fenton verließ die Krim noch vor Abschluss der Kampfhandlungen. Seine Arbeit wurde von James Robertson und Felice Beato fortgesetzt, deren 60 Platten unter anderem die französischen Schützengräben vor Sewastopol, die einschlagsicheren Unterstände der russischen Generäle und das unbeschreibliche Chaos nach Abzug der Russen zeigten.
Für den interessierten Zeitungsleser zeigte sich im Verlauf des Krimkrieges, dass sich durch modernere, bebilderte, schnellere und umfangreichere Berichterstattung nicht zwangsläufig eine bessere ergab. Bereits nach dem britischen Mitsieg in der Schlacht an der Alma am 2. Oktober 1854 vermeldete The Times den Fall der Festung Sewastopol. Bis zum 4. Oktober, als im Leitartikel damit im Zusammenhang eine Erstürmung von Kronstadt und St. Petersburg gefordert wurde. Die vorschnelle Siegesmeldung zu dem später fast ein Jahr umkämpften und zentralen Kriegsschauplatz erfolgte aufgrund eines Gerüchtes. Mangels geeigneter Informationsquellen erfand Russell einen „tatarischen Kurier“, der die Botschaft von der Erstürmung der Festung Sewastopol zu Omar Pascha getragen habe. Die Falschmeldung gelangte per Telegraf sofort auch weiter an die europäischen und amerikanischen Aktienbörsen und löste dort wirtschaftliche Turbulenzen aus. Die britischen Offiziere sahen sich jetzt zunehmendem öffentlichem Erfolgsdruck ausgesetzt; erschwerend für sie kam hinzu, dass The Times ihre kriegsfreundliche Berichterstattung kurz danach in eine kriegskritisierende änderte.
Auf die Zeitungspanne geht der Begriff „Tatarenmeldung“ zurück, mit dem schon bald allgemein Aufsehen und Unruhe verbreitende Zeitungsfalschmeldungen umschrieben wurden. Obwohl er mittlerweile als veraltet gilt, wird er in der Presse weiterhin und auch mit abgewandelter Bedeutung verwendet. Grundsätzlich ist der ethnisch abwertende Begriff Ausdruck des damaligen Umganges mit Ethnien wie, in diesem Fall, den Tataren.

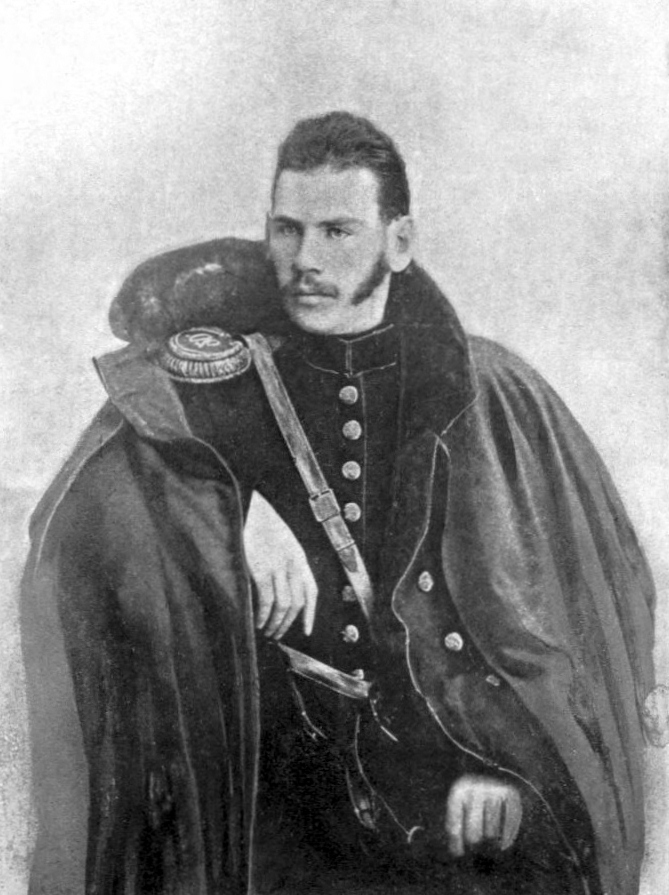
Tolstoi 1854

Unter den Verteidigern von Sewastopol war der Offizier Lew Tolstoi, der seine Erlebnisse in Tagebüchern festhielt. Er brachte in den Jahren 1855/56 drei Erzählungen über den Krimkrieg heraus, die – in der Folge unter dem Titel Sewastopoler Erzählungen zusammengefasst – sehr schnell seine Popularität in Russland begründeten: Sewastopol im Dezember, Sewastopol im Mai und Sewastopol im August. Ihre Bedeutung für die russische Literatur liegt darin, dass sie die bislang üblichen heroisierenden Beschreibungen des Krieges durch eine realistische und detaillierte Schilderung des Kriegsalltags ersetzen. Die Sevastopoler Erzählungen bilden zusammen mit Erzählungen wie Der Überfall (1852), Holzschlag (1855) und dem Roman Die Kosaken (1863) einen einheitlichen Themenkreis, in welchem er die Eindrücke seiner Militärzeit literarisch verarbeitet.

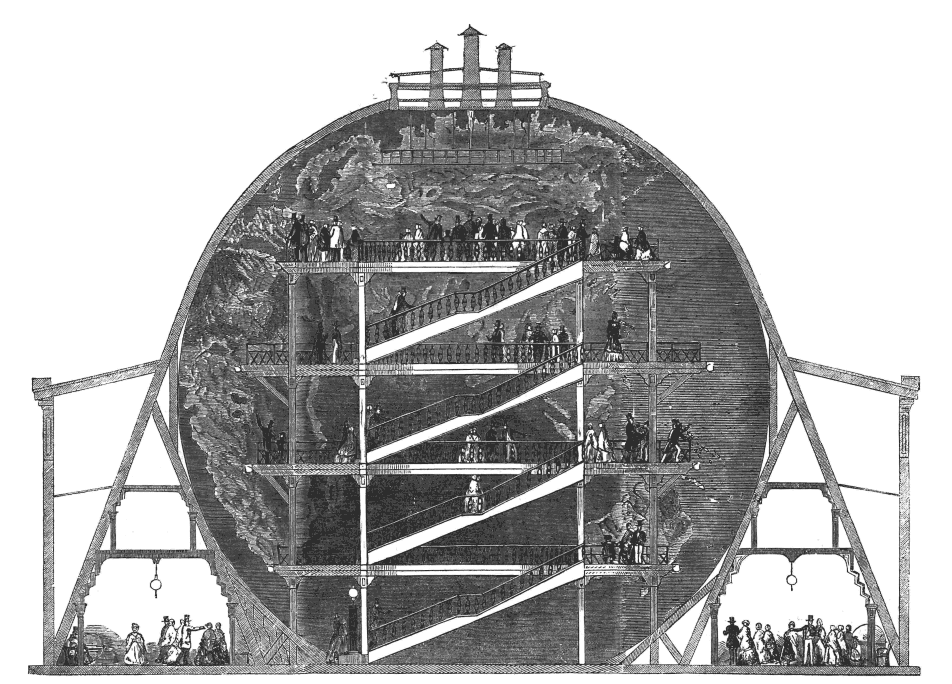
Wyld’s Great Globe (London News 1851)

Kunsthistorisch gesehen fiel der Krimkrieg in eine Zeit massiver Ausweitung des Kunstkonsums, welche im späten 18. Jahrhundert begann, und es gab vermehrt Nachfrage nach Unterhaltung. Offensichtlich hatte das Thema Krimkrieg einen hohen Unterhaltungswert, denn es gab großstädtische Schaudarbietungen, die von Panoramagemälden bis hin zu pyrotechnischen Knalleffekten reichten. Maler kleiner Kabinettbilder für Einzelkunden verlegten sich auf die Herstellung von Riesenleinwänden wie Panoramen und Dioramen, die durch Schauspieleinlagen belebt wurden und gegen Eintritt stundenweise zu betrachten waren. Der Londoner Great Globe zum Beispiel wartete mit einem großen Reliefmodell der Belagerung von Sewastopol samt Originalwaffen und -uniformen auf. Zusätzlich gab es Theaterschlachten, die nächtlich um Großattrappen der Bastionen von Sewastopol in Vergnügungsparks wie Surrey und Cremorne Gardens ausgefochten wurden. Monate bevor er wirklich eintrat, wurde der Fall von Sewastopol hier als permanentes Spektakel vorweggenommen. Authentizität wurde unter anderem dadurch herzustellen versucht, dass Kriminvaliden zur Verfügung standen, sich – für ein Trinkgeld – allabendlich im Zoo von Surrey selbst zur Schau zu stellen. Die allgemeine Krimbegeisterung schlug sich auch im britischen Opernprogramm nieder. Als in London zum Beispiel Gaetano Donizettis „La fille du régiment“ aufgeführt wurde, musste die Hauptdarstellerin in einem von Fentons Foto-Dokumentation angeregten Krimkostüm auf der Bühne erscheinen. In Paris nahm finanziell lukratives Schaustellen des Krieges eine geringere Rolle ein, obwohl gelegentlich nachempfundenes Kriegstheater hier kolossale Dimensionen annahm. Die Belagerung von Silistra in der Donau-Phase zu Feldzugbeginn wurde zum Beispiel auf dem dortigen Marsfeld einmal mithilfe einer eineinhalb Kilometer breiten Kulisse und ganzer Bataillone an Kombattanten inszeniert, die sich laut einem zeitgenössischen Pressekommentar: „… gewissenhaft bis zum bitteren Ende massakrierten.“ Im Pariser Hippodrom wurden Kavallerieschlachten des Krimfeldzuges ballettartig zelebriert.

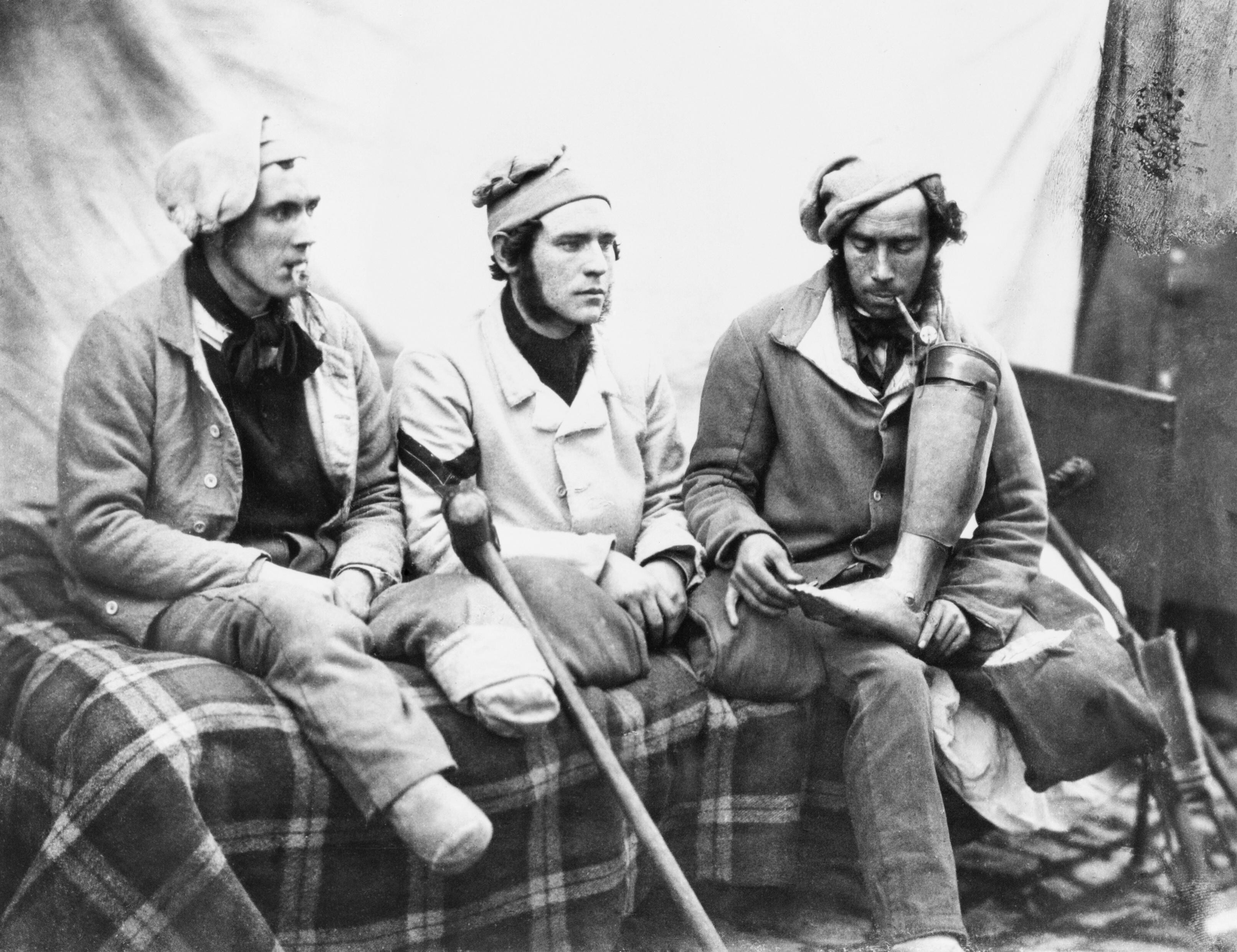
Aufnahme von Cundall bei Königin Victorias Chatham Hospitalbesuch

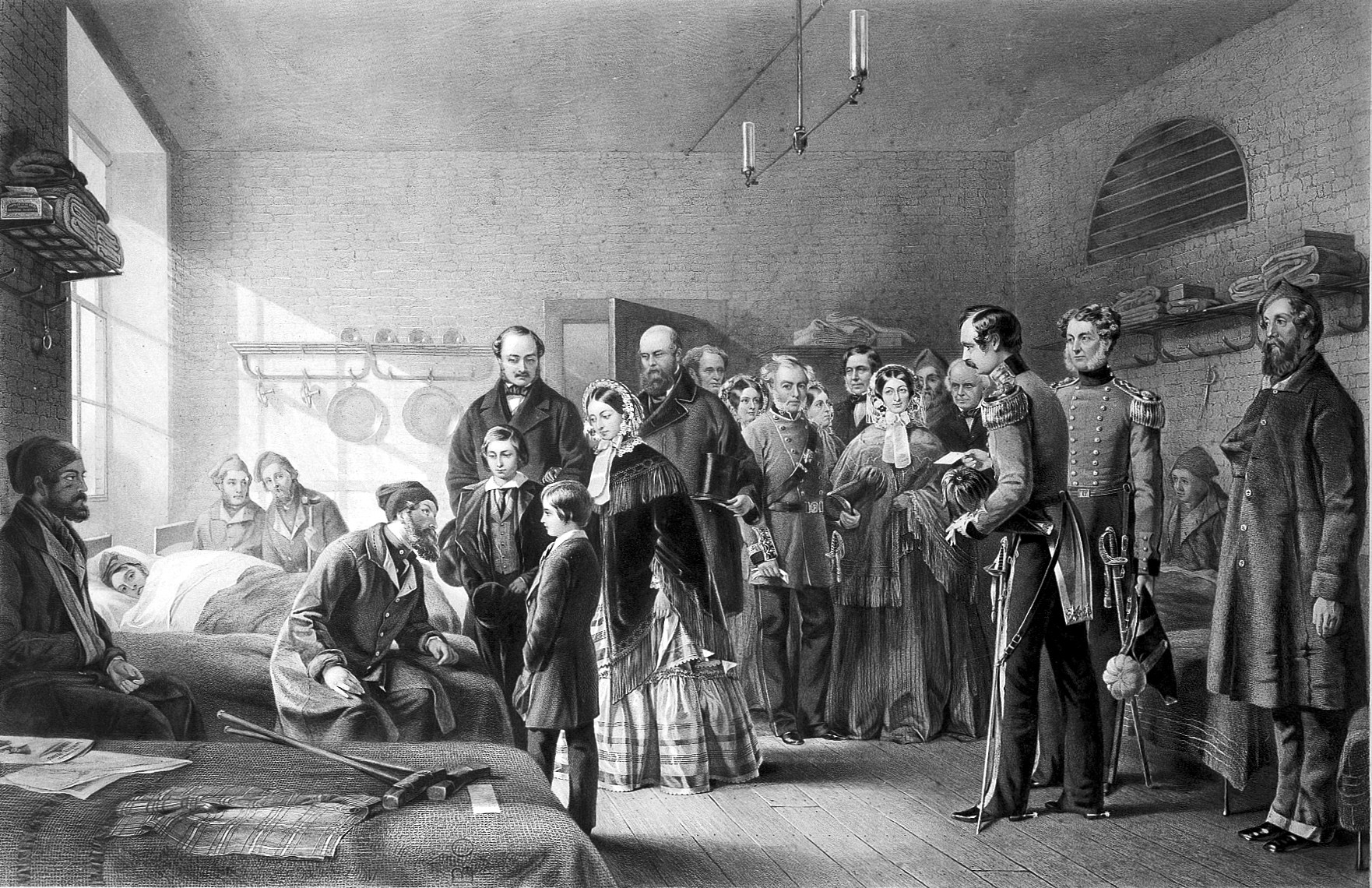
Idealisierte Darstellung der Fürsorge ihrer Königin für die Krimheimkehrer in den Hospitälern

Im Winter 1854/55, als das Ansehen der britischen Aristokratie sank und das Aberdeen-Kabinett stürzte, ergriff Königin Viktoria Gegenmaßnahmen wie etwa bevölkerungswirksame Besuche bei den Kriminvaliden in den Militärhospitälern der Heimat. Ihr wurde dabei jeder vorgestellt und nicht nur nach seinen Kriegserlebnissen befragt sowie mit Worten aufgemuntert, sondern auch von Joseph Cundall fotografiert. Einige wenige dieser Aufnahmen gelangten an die Presse und wurden mit Holzstichtechnik verbreitet. Diese bekunden das persönliche Interesse, das die Königin ihren Soldaten bis hin zum einfachsten Gefreiten entgegenbrachte. Sie stiftete bei der Gelegenheit – scheinbar großzügig – Beinprothesen. Ihr Sekretär Sir Charles Beaumont Phipps stellte ein umfangreiches Album mit sehr detaillierten Berichten zusammen. Dieses hat Viktoria jahrzehntelang immer wieder durchgeblättert und in emotionsstarken Briefen die Invaliden als „my nearest and dearest“ bezeichnet. Es fällt jedoch große Distanz und Nüchternheit in der von ihr angeordneten Dokumentation auf und bei allem Gefühlsüberschwang blieb die soziale Distanz und Fremdheit gewahrt. Das ganze erscheint als ein Ablenkungsmanöver zu der Fehlleistung ihrer Armee, auf Grund der zwei von drei Invaliden ihre Beine nicht durch russisches Feuer, sondern durch Erfrierungen vor Sewastopol verloren haben. Auf den Fotos scheinen sie mit reichlich Decken und gut versorgt untergebracht zu sein, aber Details verdeutlichen ein künstliches Arrangement im Kasernenhof. In einer früheren Fotoserie hatte Cundall die Ungastlichkeit der Unterbringung gezeigt. Es dürfte zu den später beschönigenden Inszenierungen bei den Besuchen durch Beschwerden gekommen sein, welche die Königin gegen die mangelhafte Unterbringung der Veteranen bei der Krankenhausleitung eingereicht hatte. Die Aufnahmen verdeutlichen aber keinerlei Familien-, sondern eine Standessichtweise der Herrscherin gegenüber ihren Untertanen. Weder Victoria noch ihr Gatte Albert konnten direkt Einfluss auf den Krieg nehmen, welches ihrem Souveränitätsverständnis aber sicherlich entsprochen hätte. Die Autorität der Krone war immerhin ausreichend, dass ihre Ratschläge vom Kabinett beachtet und teilweise übernommen wurden. Victoria entdeckte ihre landesmütterliche Fürsorgepflicht für die Armee, gab den Anstoß für eine Militärreform und unterstützte die Neuordnung des Lazarettwesens. Sie vertrat ab der Zeit die Meinung, dass die Truppen dem Einfluss der Politiker so weit wie möglich entzogen bleiben müssten. Andererseits durch den Oberbefehlshaber aber mit dem Souverän in direkter Verbindung zu stehen hätten. Krieg als Mittel der Politik war ihr allgemein unangenehm; wo sie ihn nicht verhindern konnte, drängte sie auf baldigen Frieden. Vor allem in einem Punkt unterschied sie sich von anderen damaligen Herrschern, indem sie Mitleid und persönliche Anteilnahme für ihre Soldaten zeigte. Als äußeres Anzeichen dieser Unterstützung nahm Victoria im März 1856 erstmals an einem Manöver teil. Am 26. Juni 1856 verlieh die Königin, anlässlich einer Truppenparade im Hyde Park, Krim-Veteranen die ersten ihrer Victoria-Kreuze. „Viktorianisch“ wurde in Großbritannien ein Gütesiegel für eine „gute, alte Zeit“, sie hat die Monarchie, welche unter anderem nach dem Krimkrieg bedrohlich unpopulär war, mit solchen Aktionen gerettet.
Im kollektiven Gedächtnis hat der Krimkrieg kaum eine Spur hinterlassen, obwohl er nicht nur von Malerei und Graphik, sondern bereits durch das neue Medium der Fotografie und in Zeitungen und Illustrierten repräsentiert wurde. Dazu trug unter anderem die Passivität der deutschen Großmächte Preußen und Österreich nicht unwesentlich bei. Die Interpretation der Krimkriegsfotografie ist kontrovers. Im Gegenzug zum Bild vom konventionellen Krieg des 19. Jahrhunderts ist er als der Erste Medienkrieg bezeichnet worden. Die Neuerungen der Kriegstechnologie seien von einer „mediengeschichtlichen Revolution“ begleitet gewesen.
Die entstehenden modernen Bildmedien nutzten neue Drucktechniken (Lithographie) und Illustrationen auf der Grundlage von Fotografien, um das Kriegsgeschehen zeitnah abzubilden. In der Geschichte des Journalismus sei der Krimkrieg der erste fotografisch dokumentierte Krieg. Diese Sicht des Krimkriegs ist kontrovers. Im Gegensatz zur Modernitätsthese wird betont, dass die Bezeichnung als moderner Medienkrieg eine Rückprojektion sei. Es gab nur eine winzige Zahl von Berufsfotografen, die auf das Schlachtfeld reisten. Die Fototechnik steckte in den Kinderschuhen, der Fotojournalismus entwickelte sich 100 Jahre später, und die Öffentlichkeit der modernen Medienstruktur war noch nicht entwickelt. Eine Medienlandschaft, die ein halbes Jahrhundert später für das kollektive Bild des Ersten Weltkriegs sorgte, gab es noch nicht. Die öffentliche Meinung der europäischen Gesellschaften war daher kaum beteiligt. Der Einsatz von Kameras habe nicht zur Geburtsstunde der modernen Kriegsberichterstattung geführt. Die wenigen und schwer zu transportierenden Kameras waren für den Zweck der Reportage ungeeignet. Fotos wurden von den Fotografen für politische Auftraggeber gemacht. Roger Fenton, der bekannteste der Fotografen auf der Krim, stellte Aufnahmen zu aufwendigen Alben zusammen, die er den Herrschern in Paris und London persönlich zeigen konnte und zu hohen Preisen an den Adel und wohlhabende Bürger verkaufte. Die Fotografie ist als Ästhetisierung des Kriegs interpretiert worden, die Ulrich Keller für den „modernsten Aspekt des Krimkriegs“ hält. Aber die Fotografie und die Medien ihrer Veröffentlichung folgten nicht den Forderungen der modernen Mediengesellschaft, sondern dem Unterhaltungsbetrieb der Belle époque mit Panoramen, einer Kunst-Ausstellung in Paris (die Baudelaire kritisch ablehnend kommentierte) und Revuen. Susan Sontag schreibt, dass die Fotografie den Krimkrieg als würdige Gruppe von Männern auf einem Ausflug dargestellt habe. Im Unterschied zur Fotografie späterer Kriege, und bereits des Amerikanischen Bürgerkriegs, habe sich das fotografische Bild des Krimkriegs am Bildkonzept des 19. Jahrhunderts und insbesondere am Pittoresken orientiert. So wurde dieser Krieg lange Zeit nicht nur von der Wissenschaft vernachlässigt, sondern auch vom öffentlichen Diskurs übersehen.
Immerhin stößt heute dieser Krieg noch insoweit auf ein gewisses Interesse, als es sich in vielen Punkten um den ersten „modernen“ Krieg der Geschichte handelt. Die frühe Rezeption als einen „sinnlosen“ und „unnötigen“ Krieg in der britischen Meinung, welche von der Enttäuschung der Öffentlichkeit in puncto schlechter Vorbereitung, Organisation und der begrenzten Ergebnisse sich ableitete, hatten ebenfalls einen abträglichen Einfluss auf die historische Literatur ausgeübt. Lange Zeit wurde dieser Krieg von der Wissenschaft vernachlässigt und der britischen Seite überlassen, welche diesen auf die Attacke der Leichten Brigade, Fehlleistungen der britischen Militärführer und die Schwester Nightingale verkürzten.
In Erinnerung an den Krimkrieg wurden Straßen danach benannt, u. a. in Dortmund und Lünen.

## Der Krimkrieg in der Karikatur

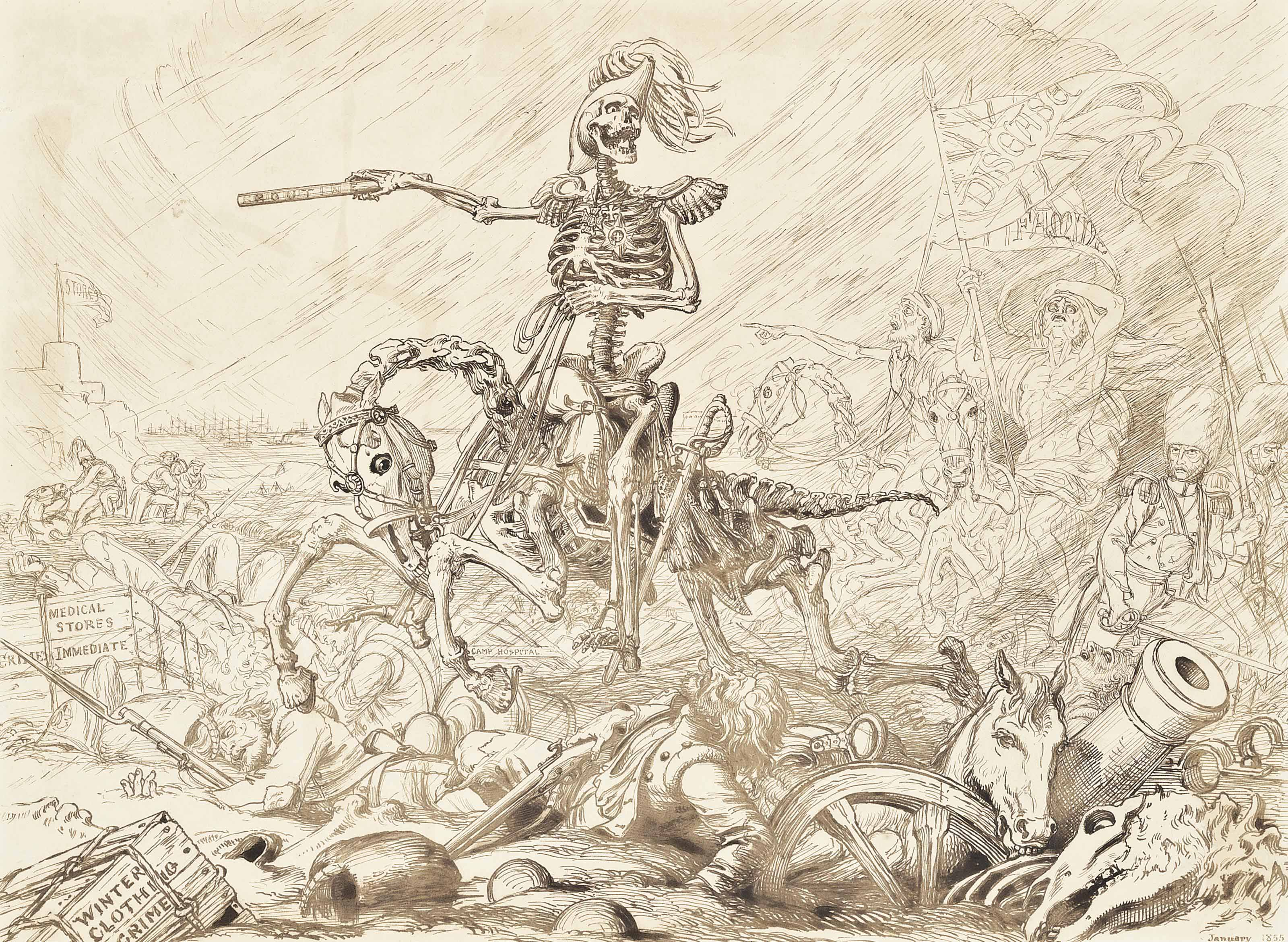
„The Commander-in-Chief of British Forces in the Crimea“, Paton, Januar 1855

Die nebenstehende Zeichnung des schottischen Malers Joseph Noel Paton karikiert auf besonders sarkastische Weise die Versorgungsprobleme der britischen Militär-Expedition auf der Krim. Krankheit und Hunger folgen der Figur des Todes, die mit Hilfe eines zusammengerollten Marschbefehls mit der Beschriftung „Routine“, wie mit einem Marschallstab zum Angriff antreibt. Ungeöffnete Kisten mit „Winterkleidung“ und „Arzneimittel“ sowie Bauteile mit „Camp-Hospital“ beschriftet liegen im Morast und verrotten auf dem Schlachtfeld. Dies beschreibt das logistische Chaos der Sewastopol-Schlacht. Paton veröffentlichte das Blatt jedoch nicht, weil er befürchtete, dass es als Angriff gegen den Oberbefehlshaber, der britischen Streitkräfte im Krimkrieg Lord Raglan, gerichtet angesehen werden könnte. Es war Patons Absicht gewesen, das noch 1854 veröffentlichte Tennyson-Gedicht The Charge of the Light Brigade (Die Attacke der Leichten Brigade) und dessen euphemistische Heldenverehrung zu persiflieren.

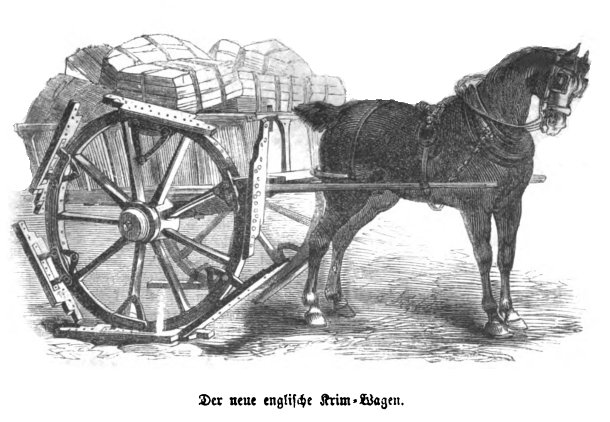
„Der neue englische Krim-Wagen“ Deutsche Karikatur, Die Gartenlaube, 1855
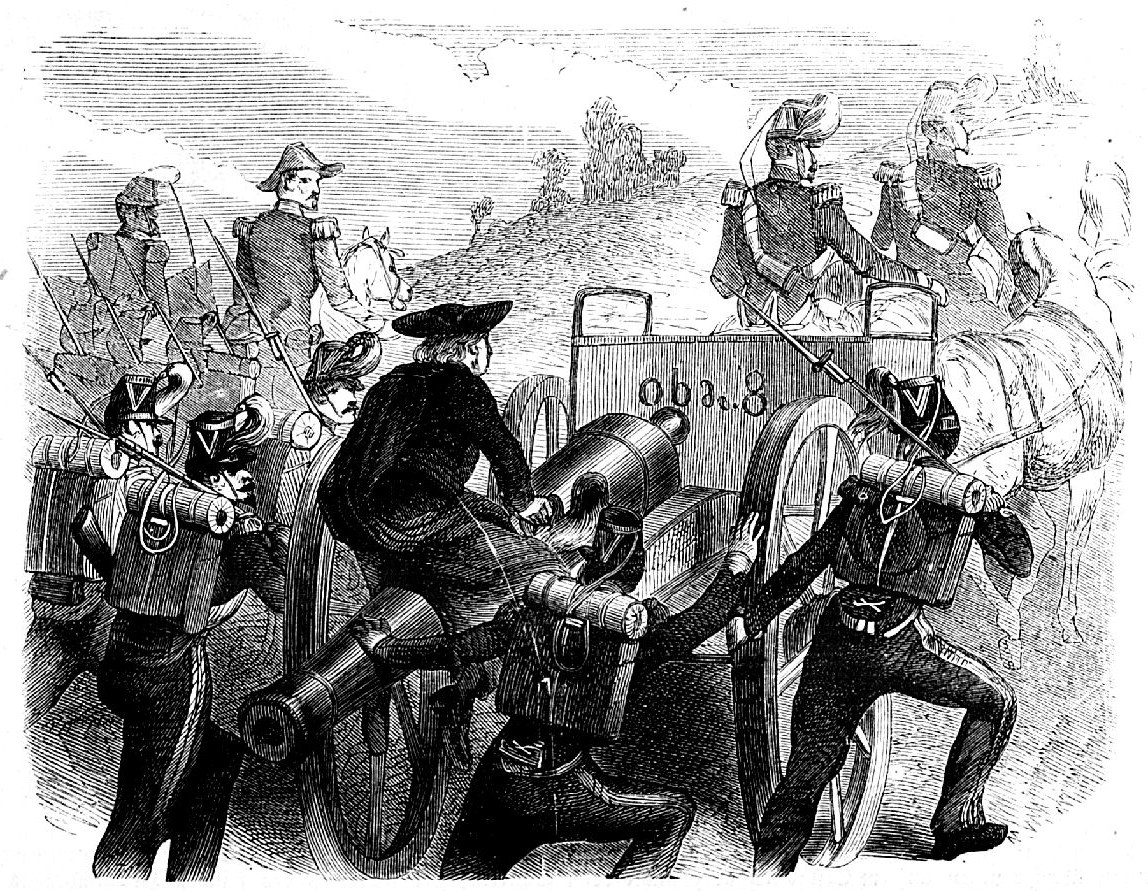
Verbindung von Kirche und Krieg: „Der Feldprediger auf der Kanone.“ 1855
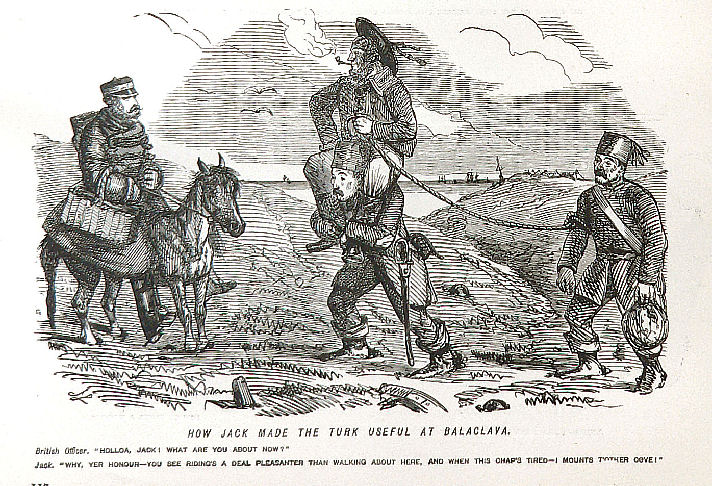
Briten und Osmanen, Britische Karikatur, 1856 (Bildtext A)
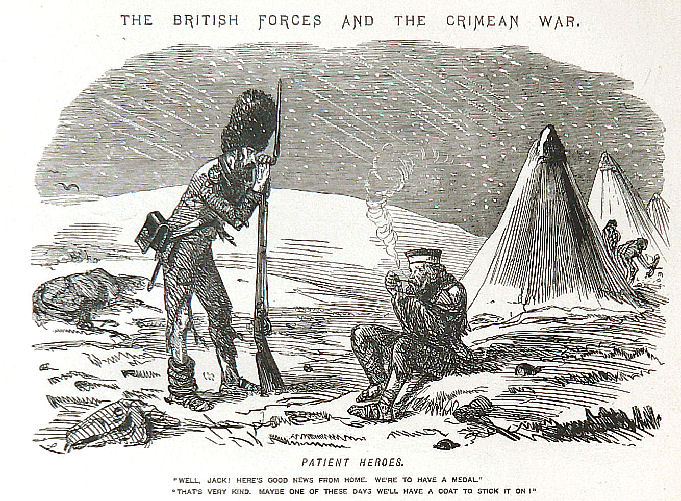
Patient heroes, Brit. Karikatur, 1856 (Bildtext B)
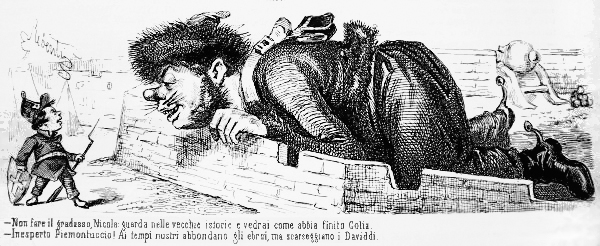
Als harmlos getarnter russischer Riese, das kleine Piemont steht vor seiner Festung. Italienische Karikatur, Francesco Redenti, März 1855 (Bildtext C)

Bildtexte
| Nr. | Originaltext | Übersetzung |
| --- | --- | --- |
| A   | How Jack made the Turk useful at Balaclava.                                                                                               | Wie Jack die Türken bei Balaclawa nützlich machte. |
| A   | British Officer. „Holloa, Jack! What are You about now?“                                                                                  | Britischer Offizier: „Hallo, Jack! Was machst Du da?“ |
| A   | Jack. „Why, yer honour – You see riding’s a deal pleasanter than walking about here, and when this chap’s tired – I mounts t’other cove!“ | Jack: „Weshalb fragen Euer Ehren, wie Sie sehen, ist es [doch] viel angenehmer zu reiten, als hier herumzulaufen – und wenn dieser Bursche müde ist, besteig ich den anderen Kerl.“ |
|     | | |
| B   | Patient heroes | Geduldige Helden |
| B   | Well, Jack! here’s good news from home. We’re to have a medal.                                                                            | „Nun, Jack! Hier sind gute Nachrichten von zu Hause. Wir bekommen eine Verdienstmedaille.“                                                                                          |
| B   | That’s very kind. Maybe one of these days we’ll have a coat to stick it on!!                                                              | „Das ist sehr nett. Vielleicht haben wir eines Tages einen Mantel, um sie daran festzumachen!“                                                                                      |
|     | | |
| C   | Non fare il gradasso, Nicola: guarda nelle vecchie istorie e vedrai come abbia finito Golia.                                              | Sei kein Tyrann, Nikolaus: Blick in die alten Geschichten und sieh, wie Goliath endete.                                                                                             |
| C   | Inesperto Piemontuccio! Ai tempi nostri abbondano gli ebrei, ma scarseggiano i Daviddi.                                                   | Unerfahrenes Piemonteserlein! In unserer Zeit gibt es Juden zuhauf, aber Davids sind Mangelware.                                                                                    |

## Sanitätsdienstliche Erfahrungen

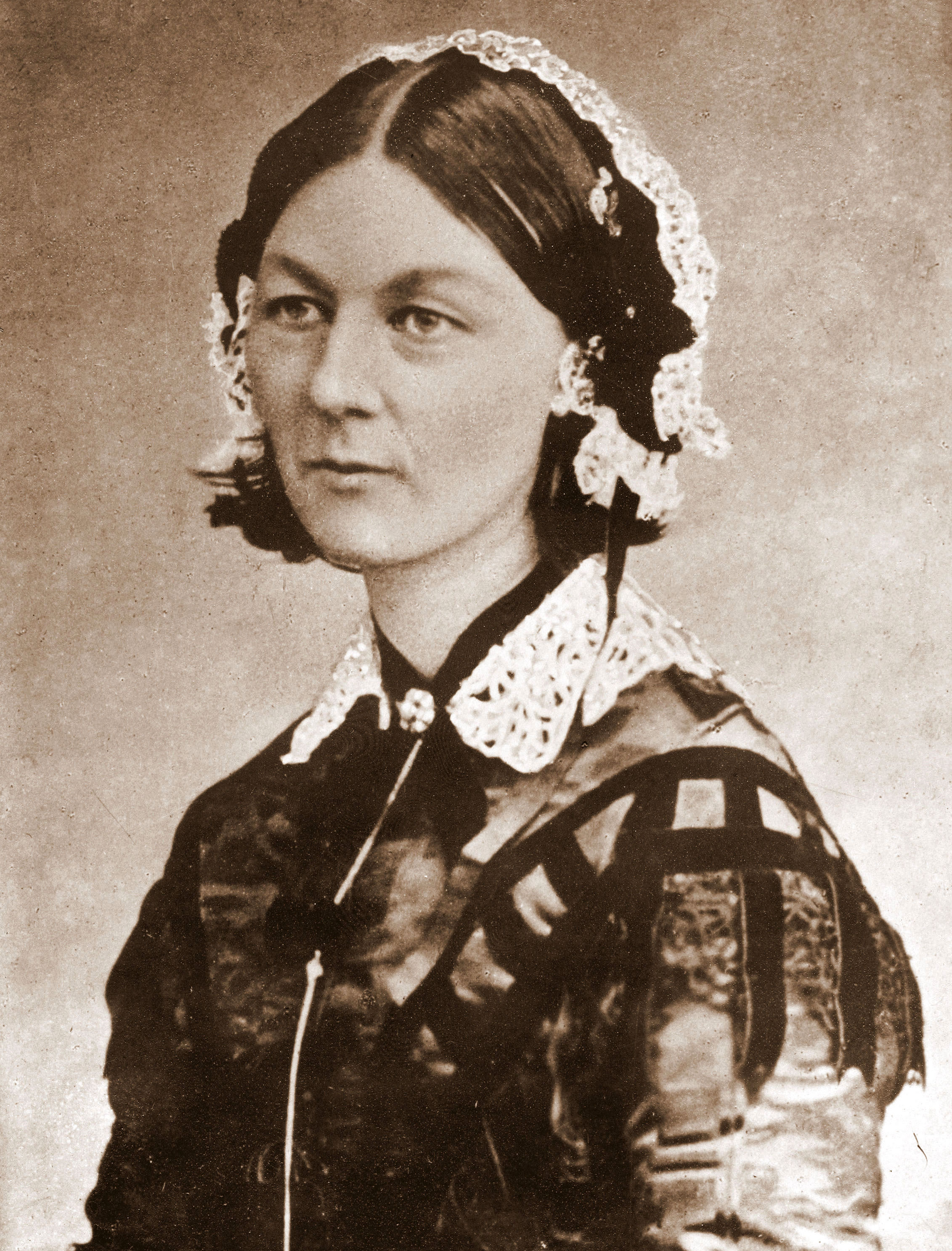
Florence Nightingale (1850er Jahre)

Polar-Area Diagram: Visualisierung von zyklisch wiederkehrenden Phänomenen. Dieser Typ ist zurückzuführen auf Nightingale. Sie meldete 1858 hiermit den Zusammenhang von Todesfällen und Hygienebedingungen ihrer Königin (Sterblichkeit reduziert von 42 % auf 5 %).

Der Krimkrieg wurde zu einer großen Erfahrung für das Militärsanitätswesen der europäischen Staaten. Über 349 Tage eingeschlossen, war die Festung Sewastopol täglich schwerstem Artilleriebeschuss ausgesetzt. Im August 1855 trafen fast täglich, nach stundenlangem Beschuss der Stellungen mit Sprenggranaten schwerer Artillerie, auf einzelnen Verbandplätzen 200 und mehr Verwundete ein. Besonders die Gegner der Russen waren mit Epidemien konfrontiert. Im Juni 1854 wurden die Truppen der Verbündeten kurz nach ihrer Landung an der Schwarzmeerküste bei Varna von einer Choleraepidemie erfasst und dadurch am Vorstoß in Richtung auf das rumänische Silistra gehindert. Im September wurden choleraverseuchte Truppen auf die Krim übergesetzt. In Unterschätzung der auf der Krim zu erwartenden Kampfhandlungen verabsäumte das Oberkommando, dem Expeditionskorps die erforderlichen Ausrüstungen für den Aufbau von Verbandplätzen und Feldlazaretten mitzugeben. Die Belagerer Sewastopols mussten monatelang völlig unzureichend bekleidet, ernährt und untergebracht, bar sanitärhygienischer Einrichtungen in den feuchtkalten Schluchten der südwestlichen Krimküste hausen. Die Zahl der an Dysenterie, Skorbut, Kriegsnephritis, fieberhaften Erkältungskrankheiten, Erfrierungen und Unterernährung Leidenden und Sterbenden nahm ständig zu. Bald wütete die Cholera, wenig später auch der Typhus und die Ruhr in den Lagern. Die Belagerer konnten keine Lazarette einrichten und mussten die Kranken auf schlecht ausgerüsteten Schiffen in die Lazarettbasis am Bosporus bringen. Die war „schlechter ausgerüstet als das Krankenhaus eines britischen Armenasyls“ (The Times).

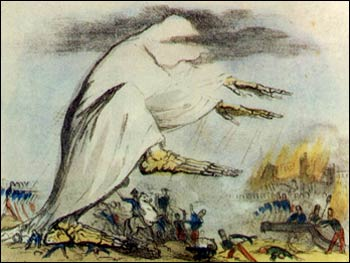
Zeichnung zur Miasmen-Theorie von 1831.

Choleraerkrankungen waren in Europa vor dem Beginn des 19. Jahrhunderts unbekannt. Der 1855 erbrachte endgültige Nachweis durch den Arzt John Snow, dass eine Choleraepidemie im Londoner Stadtteil Soho in Zusammenhang mit verunreinigtem Trinkwasser stand, gilt als Geburtsstunde der modernen Epidemiologie. Trotz vieler neuer Erkenntnisse war die, sich bis ins Zeitalter der Griechen zurück zu verfolgende Miasmentheorie, mangels Wissens über Bakterien und Viren, noch bis circa 1860 weit verbreitet. Die Theorie besagte, dass Seuchen wie die Cholera durch üble Gerüche, über „Miasmen“ verbreitet, verursacht würden. Mit einer notbehelfsmäßigen Bekämpfung angeblicher Miasmen, durch Reinlichkeit und Isolierung, bestand durchaus die Möglichkeit Epidemien, wenn auch nur sehr indirekt etwas einzugrenzen.
Wie in fast allen Kriegen zuvor, starben mehr Soldaten infolge der angewandten Therapie oder an Seuchen als direkt durch Kampfhandlungen. Die Statistik der britischen Streitkräfte besagt: 2755 Soldaten im Krimkrieg im Kampf gefallen, 1761 ihren Verletzungen (genauer: nach medizinischer Versorgung) – erlegen und die zigfache Anzahl mit 16 297 Opfern starb an Krankheiten, unter denen die Cholera hinter der Ruhr an zweiter Stelle lag.
Führten die runden Musketenkugeln meist nur zu Fleischwunden, da sie oft von den Knochen nur abgelenkt wurden, durchschlugen die energiereicheren und angespitzten zylindrischen Geschosse der Enfield-Gewehre und Miniégewehre der Alliierten Knochen meist problemlos. Dies führte oft zur Amputation und war – bei den vielen schweren Verletzungen der Gliedmaßen – die Standardtherapie der Kriegschirurgen auf der Krim. Im Schnitt starben daran achtzig Prozent der Behandelten aller Armeen. Warum bei dieser geringen Überlebensrate trotzdem so viele derartigen Eingriffe gemacht wurden, erklärte Anton Christian von Hübbenet – der dort selbst Hunderte Male so verfuhr – damit, dass die Schmerzen für die Verwundeten unerträglich waren.
Im Militärlazarett oder -hospital starb fast jeder zweite Patient. Immerhin wurde in diesem Krieg erstmals großzügig das Betäubungsmittel Chloroform auf dem OP-Tisch gegen die Schmerzen eingesetzt. Hinter dem Ruhm, den sich Florence Nightingale im Krimkrieg erwarb, ist die Tätigkeit der Ärzte jenes militärischen Konfliktes etwas in den Hintergrund geraten. Auch diese litten Not: Von den 720 tätigen britischen Chirurgen fanden 52 den Tod, bei den französischen Alliierten waren es fast doppelt so viele.

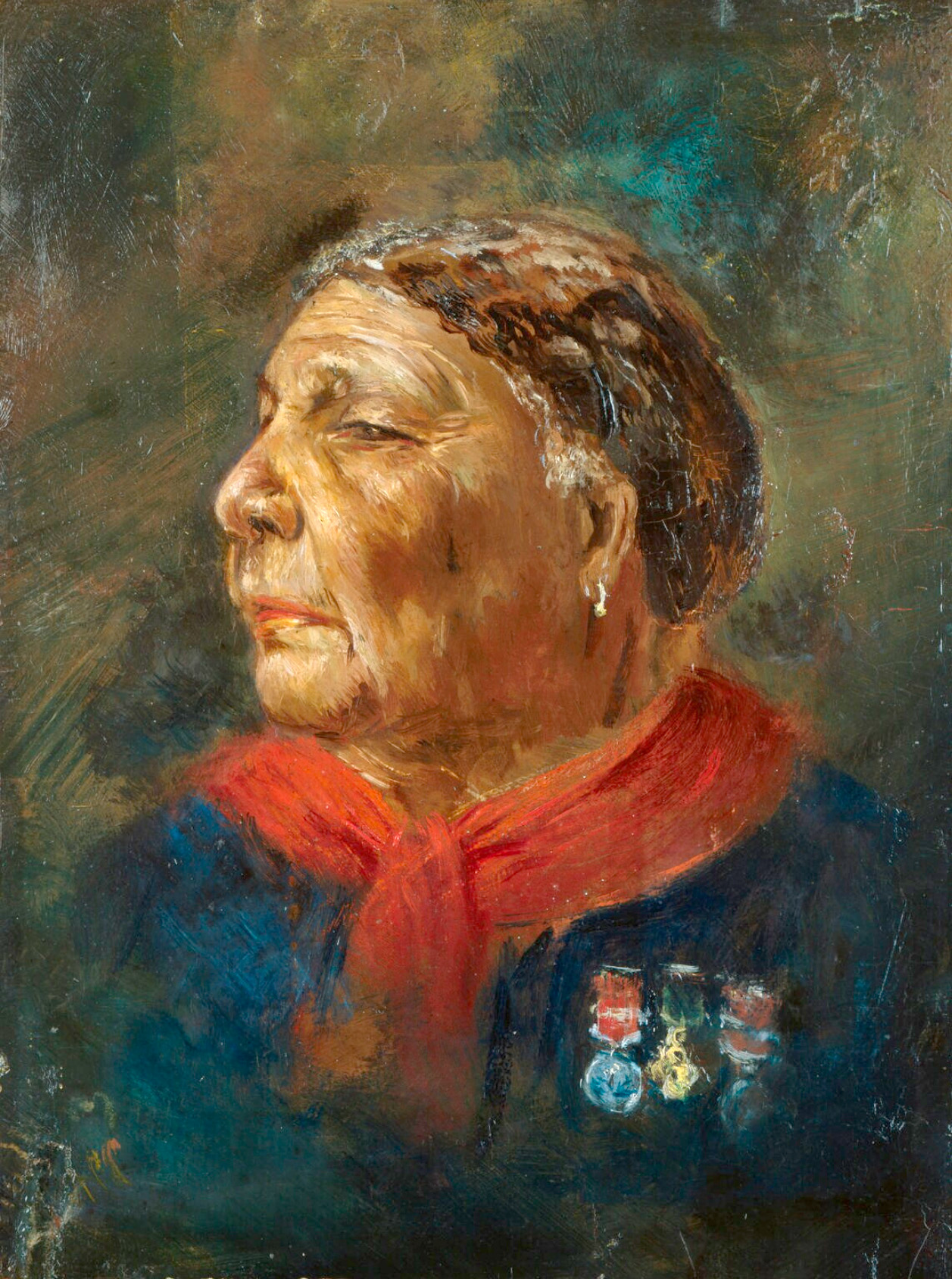
Mary Seacole, 1869. Porträt von Albert Charles Challen.

Ebenfalls im Schatten von Florence Nightingale blieb die jamaikanische Krankenschwester Mary Seacole (1805–1881). Nachdem sie von der britischen Regierung und Nightingales Pflegerinnen abgelehnt worden war, reiste sie auf eigene Kosten und trotz aller Vorurteile und Diskriminierungen, die ihr begegneten, nach Balaklawa. Dort eröffnete sie 1855 zwischen Hafen und britischem Lager das „British Hotel“, das sie als Gaststätte und Offiziersklub betrieb. Im Wesentlichen bildete die Unterkunft jedoch die Basis für die Pflege erkrankter oder verwundeter Soldaten. Sie wurde „Schwarze Nightingale“ genannt, was allerdings dazu beitrug, dass ihr Name bald in Vergessenheit geriet und sie damit einer angemessenen Würdigung in der Nachwelt weitgehend beraubte.
Historische Bedeutung hat die Betreuung des Sanitätswesens durch Florence Nightingale. Die in Deutschland ausgebildete Krankenschwester war in Großbritannien auf die erbärmliche Lage im Kriegsgebiet aufmerksam geworden. Mit 38 Krankenschwestern, medizinischen Gerätschaften und Medikamenten reiste sie ins Lazarett von Scutari (heute Selimiye-Kaserne (Cesme-i Kebir Cad.), Üsküdar in Istanbul, Türkei, wo im Nordostturm, den Florence Nightingale bewohnte, inzwischen ein Museum untergebracht ist). Die Zustände, die Florence Nightingale dort vorfand, waren katastrophal. Die Verwundeten und Kranken lagen in schlecht belüfteten, rattenverseuchten Räumen nahezu ohne hygienische Einrichtungen. Sie konzentrierte sich vor allem darauf, sehr umfangreich Daten zu erfassen, diese aufzubereiten und zu analysieren, um Erkenntnisse zu gewinnen. Ein wesentliches Arbeitsmittel waren für sie Fragebögen, daneben griff sie auf bereits vorhandenes Datenmaterial zurück. Dazu zählten offizielle Regierungsberichte ebenso wie Stellungnahmen britischer Behörden. Angesichts der Zustände engagierte sie sich für die Reform des Versorgungs- und Lazarettwesens, für die sie schließlich von der britischen Regierung beauftragt wurde. Schon mit der Einführung einfacher Hygienemaßnahmen konnte sie die Sterblichkeitsrate in den britischen Lazaretten deutlich senken. Wenige Jahre nach dem Krieg gründete Florence Nightingale eine eigene Schwesternschule in London, wo sie die Krankenpflege zum Lehrberuf machte.
Im Dezember 1854 begann der russische Chirurg Nikolai Pirogow, als Militärarzt in Sewastopol zu arbeiten. Er sah in jedem Krieg eine „traumatische Epidemie“. Wie bei großen Epidemien fehle es im Kriege an Hilfe leistenden Händen und noch mehr an denkenden Köpfen. Er führte unter anderem Gipsverbände zur Stabilisierung von Knochenbrüchen in die Chirurgie ein und entwickelte die fersenerhaltende Pirogoff-Amputation des Fußes. Auch die Narkose wurde von ihm erstmals als Standardbehandlung bei Operationen im Feld eingesetzt. Die heute als Triage bezeichnete abgestufte Behandlung einer großen Zahl an Verwundeten mit einer Einteilung in fünf Schweregrade geht ebenfalls auf ihn zurück. Er maß darüber hinaus der Ausbildung von Pflegekräften große Bedeutung bei und setzte sich, ähnlich dem Wirken Florence Nightingales, für die Bildung organisierter Freiwilligenkorps aus Krankenschwestern ein. Als er bereits 1847 die von ihm durchgeführte rektale Anästhesie mit Ether beschrieb, war er seiner Zeit weit voraus. Seine tagebuchartigen Briefe aus Sewastopol (1854–1855) wurden auch in Deutschland veröffentlicht.
Hübbenet (Gjubenet), Professor der Medizin an der Universität Kiew, veröffentlichte schon 1870 die Berichte seiner Krim-Tätigkeit (1871 in deutscher Sprache gedruckt). Er schrieb, dass von 2839 russischen Ärzten ein Achtel dort starb, davon aber nur fünf an Kriegsverletzungen. Von den 3759 Hilfschirurgen sind während der Kriegszeit fast die Hälfte verstorben oder dienstunfähig geworden.
Ganz am Ende des Vorwortes zu seinem Buch über die Sanitätsverhältnisse im Krimkrieg schreibt Hübbenet: „… so gehört doch vielleicht oft noch grösserer Muth dazu, die Wunden der Gesellschaft aufzudecken, um an ihre Heilung zu schreiten. Die Wahrheit verschweigen, heisst das Uebel und die Wunden verbergen, ohne sie zu heilen. Die geheimen Verwüstungen dieses Schweigens sind aber um so gefährlicher, als sie alle zugleich aufbrechen und zwar wenn es zu spät ist, ihnen abzuhelfen!“

## Kranken- und Verletztentransport im Krimkrieg

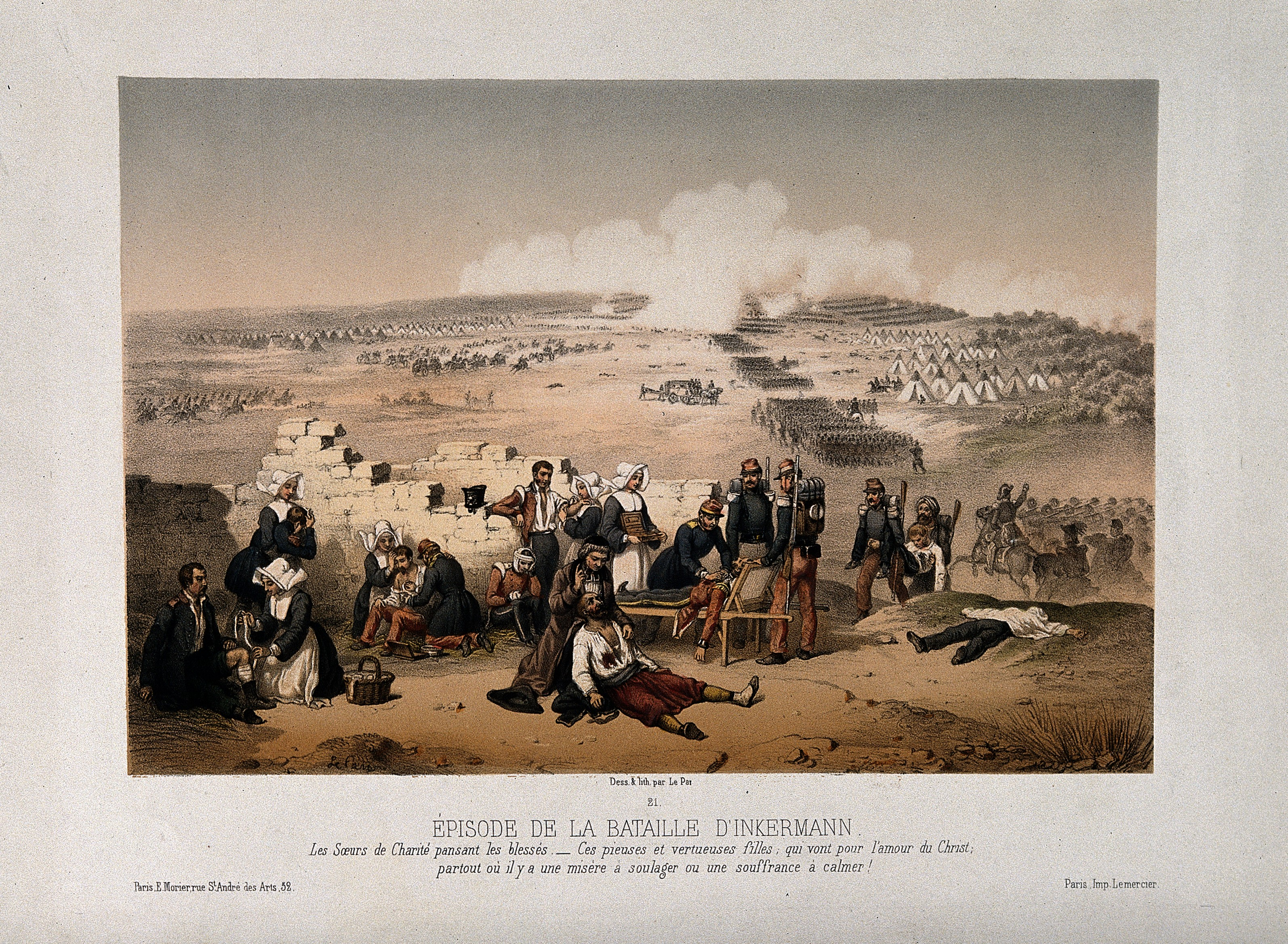
Transport und Versorgung vor Ort bei französischen Ordens-Schwestern. Schlacht von Inkermann.
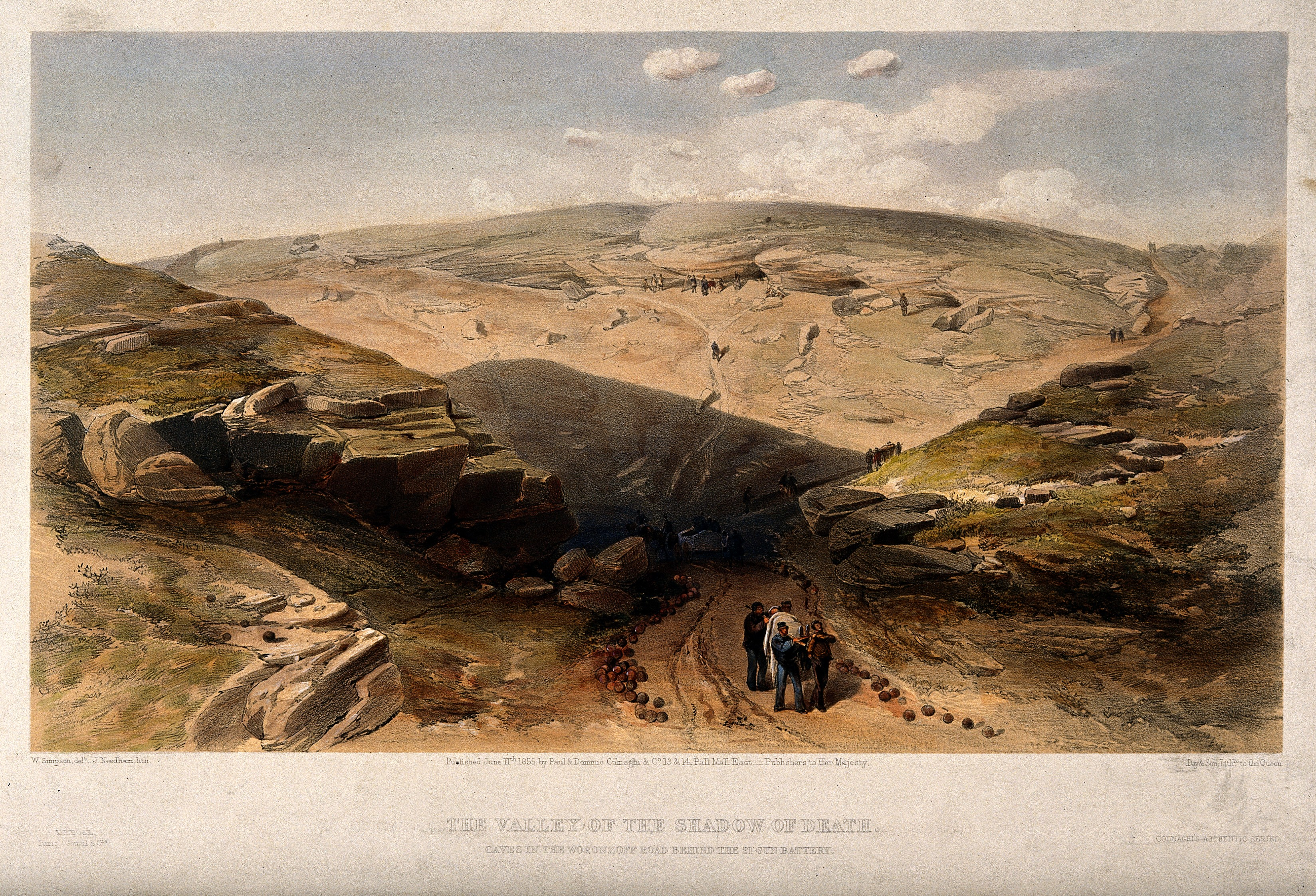
Lazarettleute tragen Verwundete auf einfachen Tragen ins „Valley of the Shadow of Death“, 1855
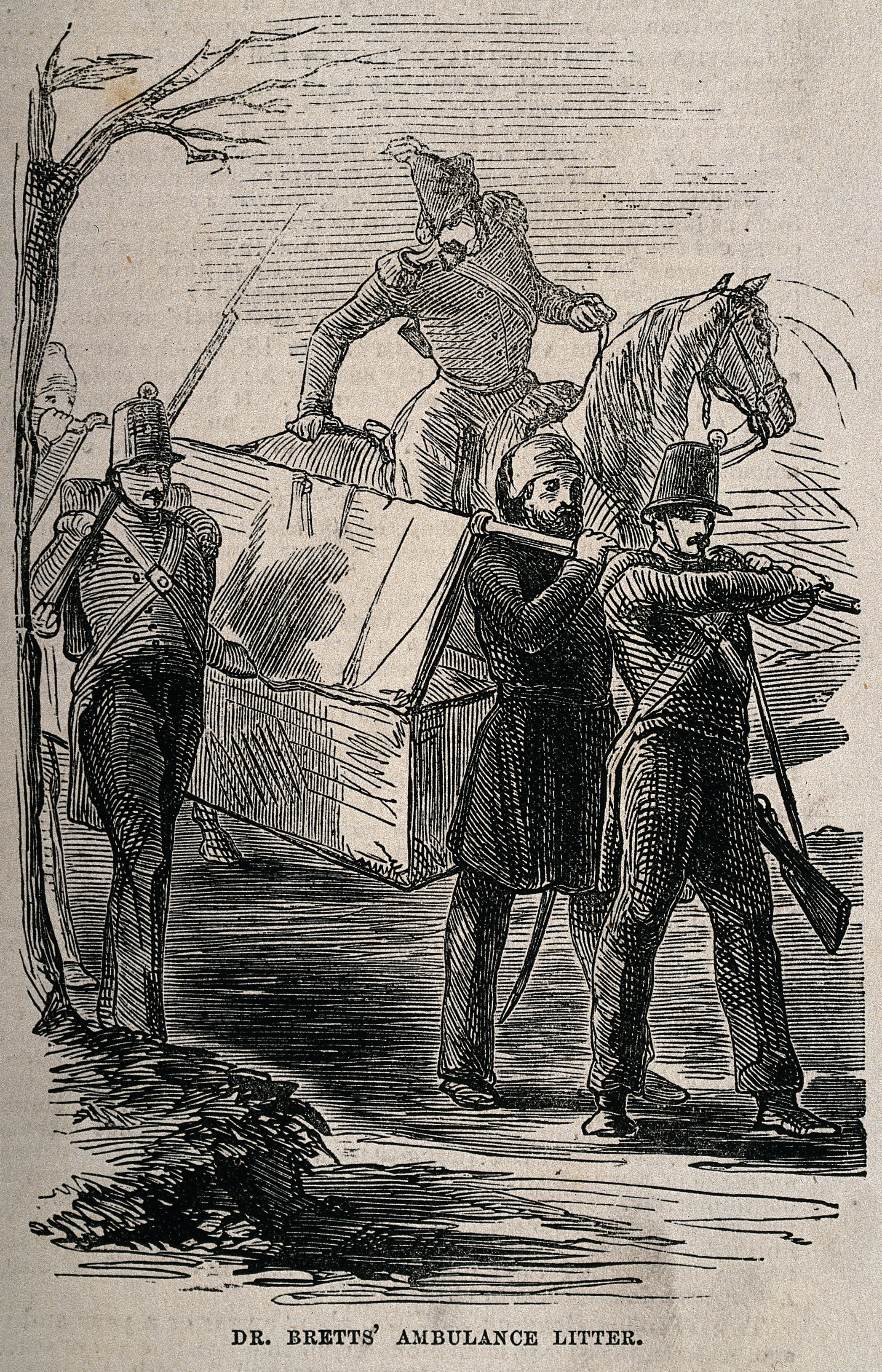
„Dr. Bretts’ ambulance litter“, Soldaten beim Transport mit Holzkiste
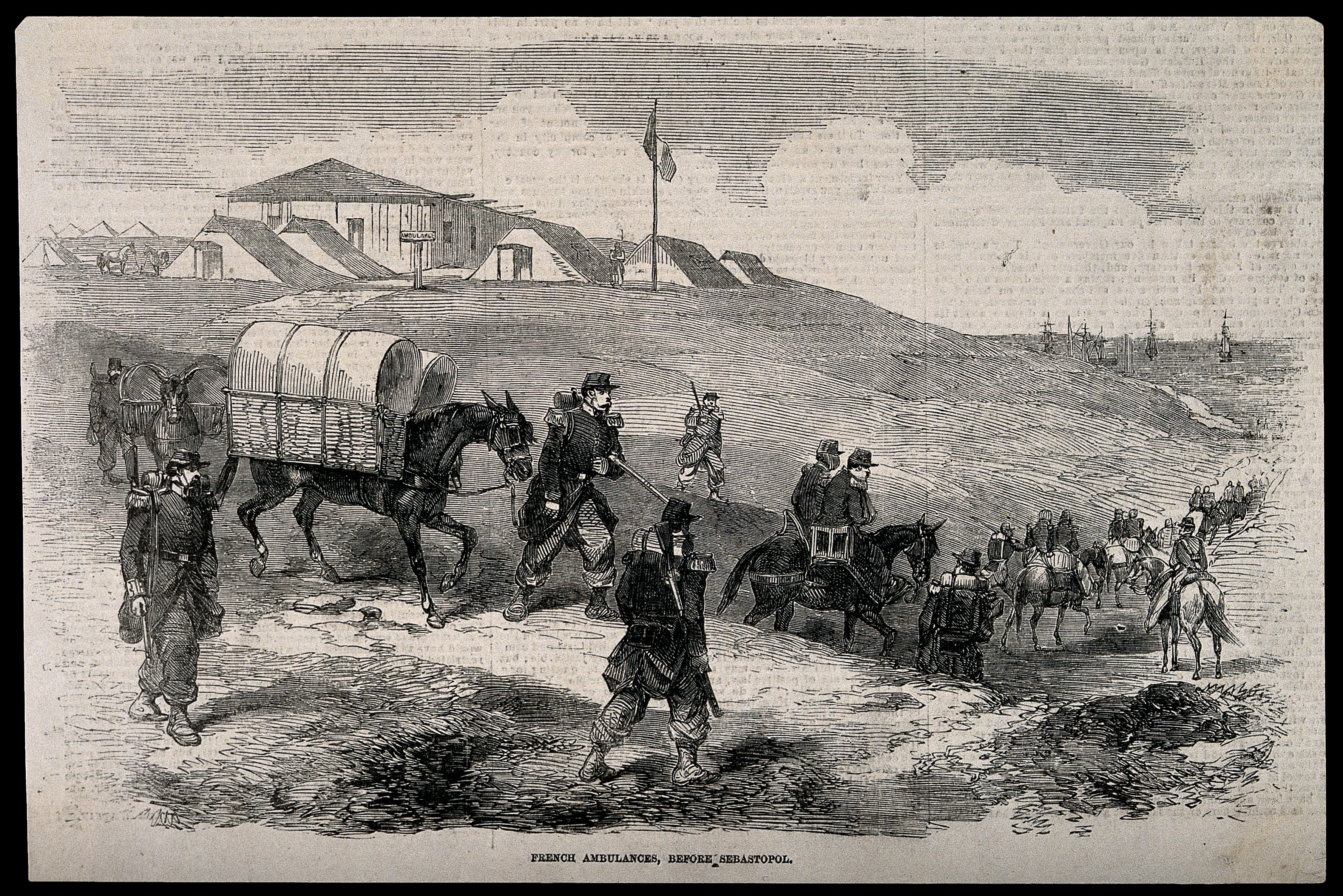
Französischer Patienten-Transport in Körben und auf Pferden zum Hafen
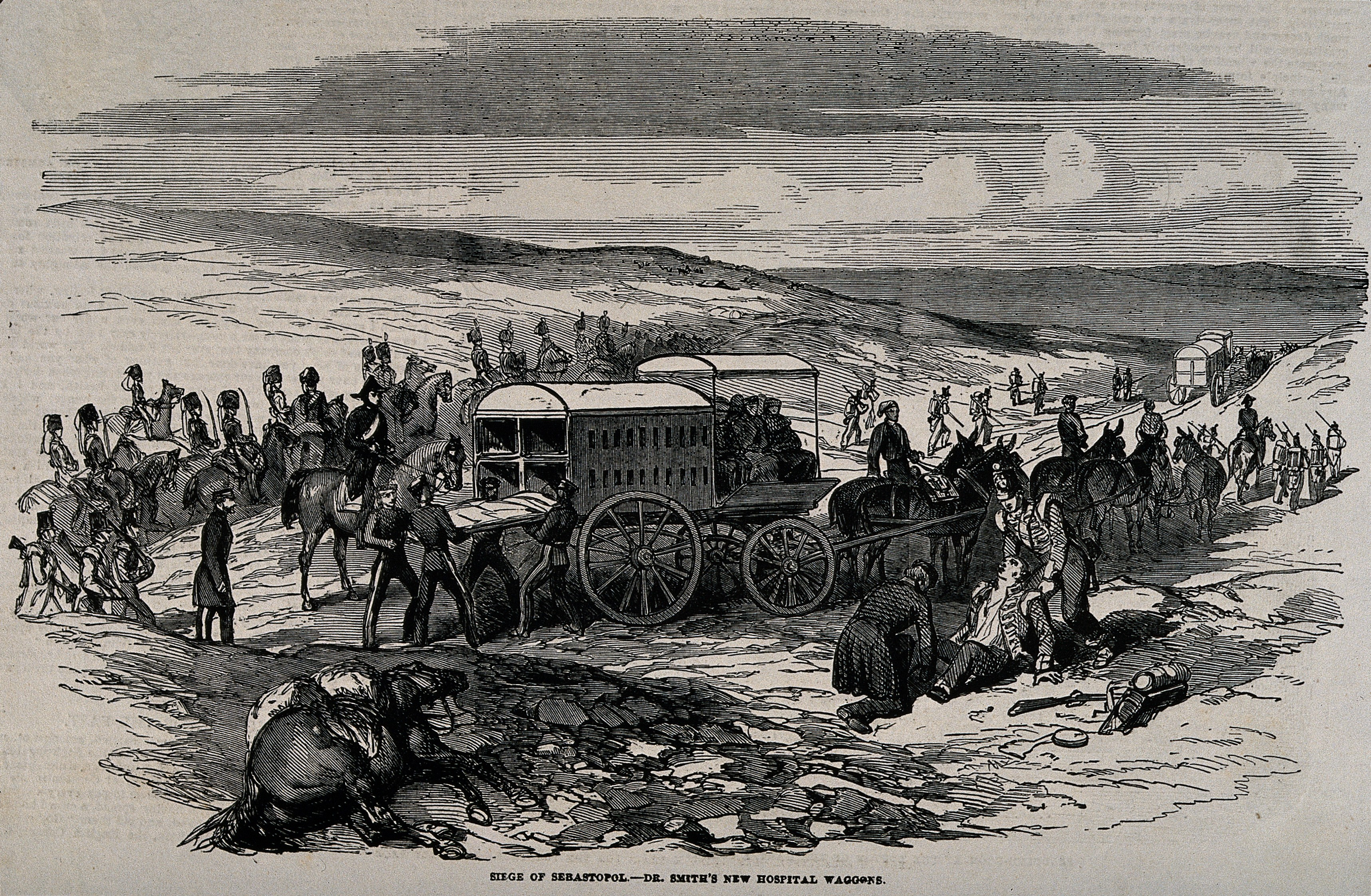
„Dr. Smith’s new hospital ambulances“, Pferdekutsche
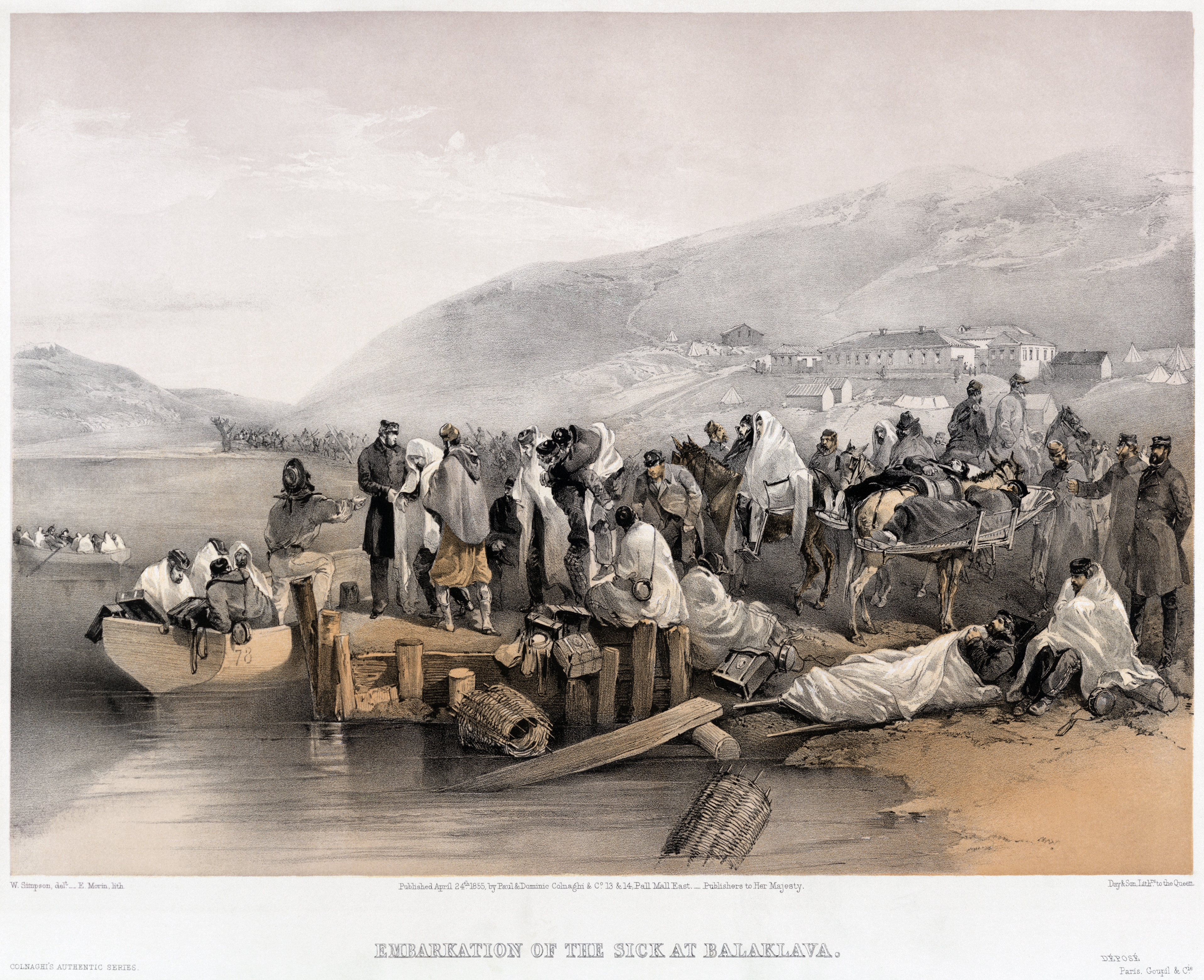
Abtransport in Balaklawa per Boot/Schiff, Lithografie von William Simpson (24. April, 1855)
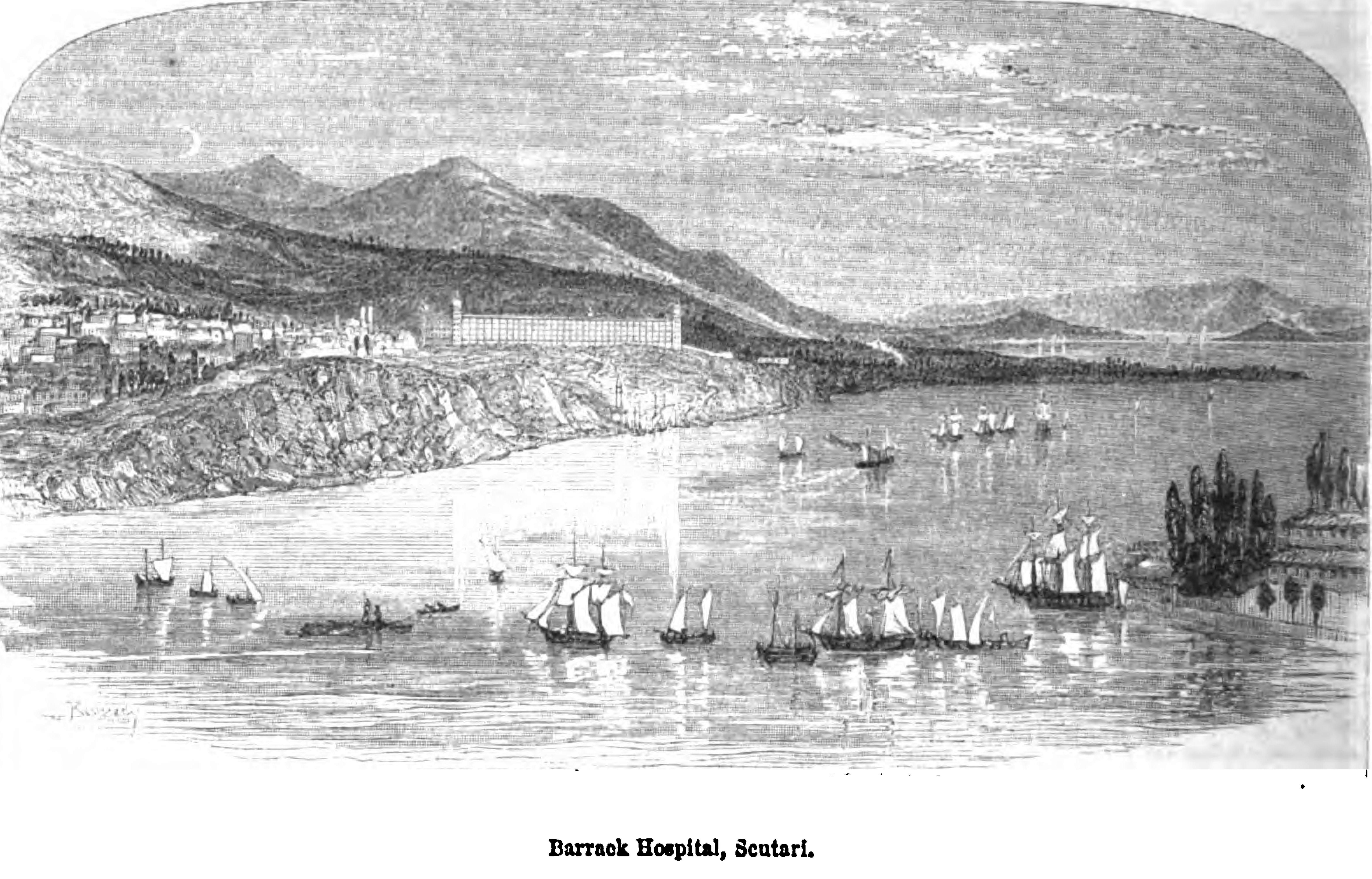
Per Schiff zur Selimiye-Kaserne

## Kriegsopfer

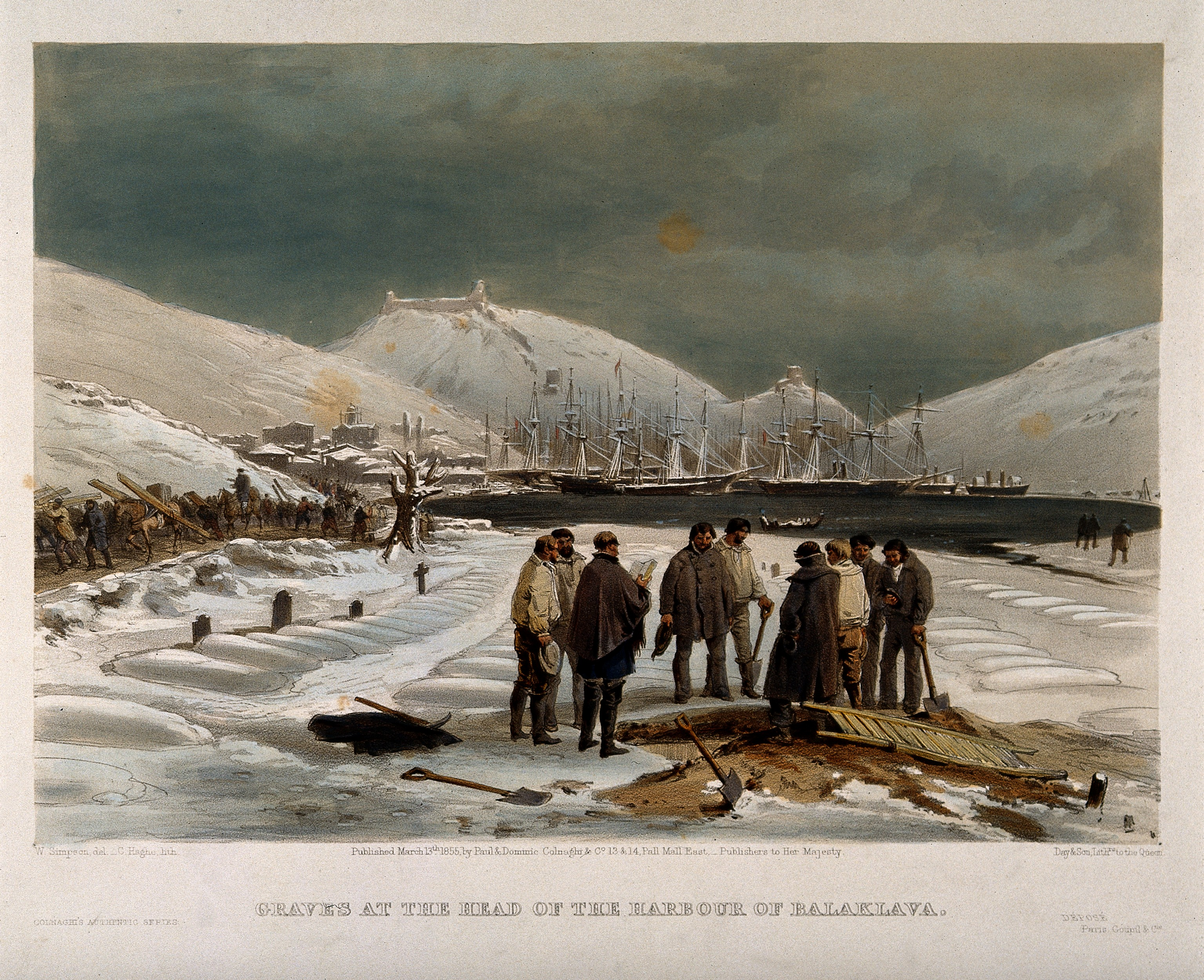
Balaklawa, Gräber am Hafen. Die wenigsten Opfer wurden bestattet, die meisten vor Ort verscharrt oder dem Schwarzen Meer übergeben.

Zu den Verlusten im Krimkrieg gibt es sehr unterschiedliche Angaben.

„Nach dem Krieg hatten die Historiker und die Statistiker das Wort. Wie immer wurden die Zahlen der Opfer maßlos übertrieben. Von 100.000, 500.000, ja sogar 600.000 Toten war die Rede. Es blieb bei 165.000 Opfern, davon waren 104.000 nicht an der Front, sondern an Seuchen und Krankheiten gestorben: 50.000 Franzosen (von 70.000 Toten), 17.000 Briten (von 22.000 Toten), 37.500 Russen (von 73.000 Toten).“

Russische Historiker haben im Laufe der Zeit die Verluste deutlich nach unten korrigiert. Orlando Figes hält eine Schätzung des Kriegsministeriums für am genauesten, der zufolge in der Zeit des Krieges 450.015 russische Soldaten umgekommen sind. Einig sind sich die Historiker bei aller Unterschiedlichkeit der Zahlen in zwei Punkten: Die Russen erlitten von allen Kriegsteilnehmern die schwersten Verluste. Die Mehrzahl der Opfer starb nicht bei Kampfhandlungen, sondern durch mangelnde Versorgung im Allgemeinen (Wasser-, Nahrungsmangel, Erfrieren) und Mängel bei der medizinischen Versorgung im Besonderen (Epidemien, Wundinfektionen). Rund ein Drittel der französischen und ein Fünftel der britischen Streitmacht kehrte nicht heim. Den Pfarrbezirken Whitegate, Aghada und Farsid in County Cork in Irland zum Beispiel, wo die britische Armee zahlreiche Soldaten rekrutierte, starb beinahe ein Drittel der männlichen Bevölkerung auf der Krim weg.
Zu den Gefallenen auf russischer Seite zählen viele Soldaten ihrer Glaubensbrüder aus Serbien, Bulgarien und Griechenland. Die zivilen Opfer hat niemand gezählt. Viele wurden Opfer von Bombardierungen, Hunger und von den Heeren ausgelösten Erkrankungen, Seuchen und Epidemien unter der Bevölkerung. Darüber hinaus gab es Verluste durch Massaker und organisierte ethnische Verfolgungen, welche die Kämpfe im Kaukasus, auf dem Balkan und der Krim begleiteten. In diesem Zusammenhang wird von einem ersten „Totalen Krieg“ gesprochen, der erstmals auch die gesellschaftlichen Ressourcen umfassend in Anspruch genommen hat, insbesondere für eine bereits teilweise industrialisierte Kriegsführung.

## Sonstiges

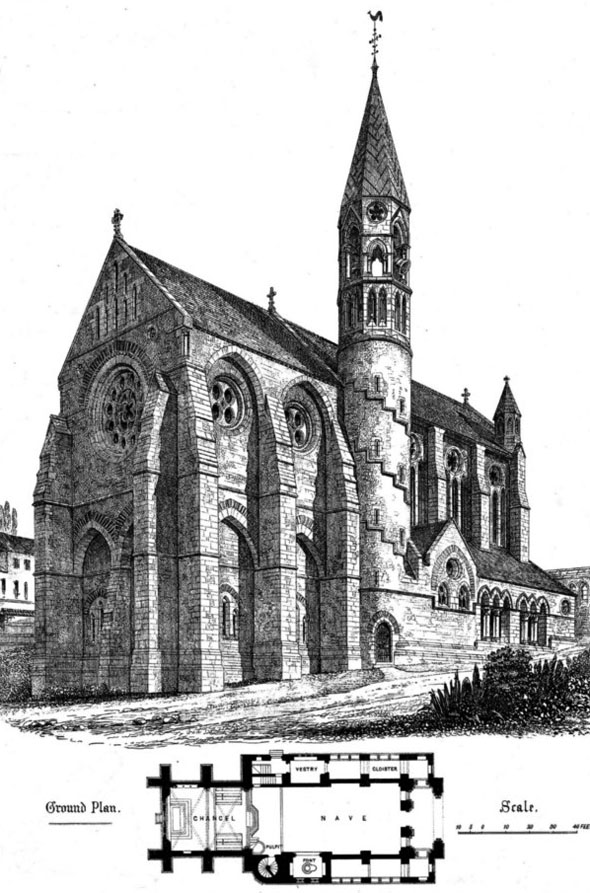
Anglikanische Krim-Gedenkkirche in Istanbul

Der Süden der Halbinsel Krim – mit der Hafenstadt Sewastopol – liegt, geografisch gesehen, in einem der schönsten Landstriche Europas. In mediterranem Klima wird Wein angebaut und viele Früchte gediehen im Russischen Reich nur hier. Hier kurte die Zarenfamilie und Russlands Adel in prächtigen Villen.
Nach dem Krimkrieg emigrierten immer mehr Krimtataren in das Osmanische Reich, ab 1860 strömten dafür immer mehr russische und ukrainische Siedler ins Land. Dadurch sank der muslimische Bevölkerungsanteil auf der Krim. 1885 waren dort von etwa einer Million Einwohnern nur noch gut 100.000 Tataren.
Im Jahr 1855 wurde im Crystal Palace die „The Alliance quadrille“, komponiert von August Manns, vorgeführt. Die anglikanische Kirche errichtete 1860 in Istanbul die Krim-Gedenkkirche.
Die in den folgenden Jahren im Ruhrgebiet zur Kohleförderung errichteten Türme erhielten die Bezeichnung Malakow-Turm nach den Türmen des Fort Malakow bei Sewastopol, um das sich die entscheidende Schlacht des Krimkriegs drehte. Wegen ihrer massiven Bauweise in Ziegelstein und ihrer aus dem Festungsbau entlehnten architektonischen Elemente wurde für die Türme dieser Name gewählt. Ebenso verhält es sich mit einem Turm, der die Schleifung der Festung Luxemburg, auch „Gibraltar des Nordens“ genannt, heil überstanden hat. Er befindet sich in Clausen, einem Vorort der Stadt Luxemburg, unweit des Flusses Alzette in der Nähe des Areals, das das heute nur noch in seinen Fundamenten erhaltene Mansfeld-Schloss beherbergt.
Ein Sturm traf die Expeditionsflotte der Franzosen und Briten schwer. Aufgrund dieses Ereignisses wurden die ersten staatlichen Wetterdienste gegründet.
Der Legende entsprechend wurde beim Friedensschluss zwischen Großbritannien und Russland, anders als bei der Kriegserklärung, vergessen, die Stadt Berwick-upon-Tweed, die in Großbritannien eine Sonderstellung hatte, mit in den Friedensvertrag aufzunehmen. Daher befand sich Berwick-upon-Tweed 113 Jahre mit Russland formell im Kriegszustand. 1966 besuchte ein sowjetischer Gesandter den Bürgermeister Robert Knox und unterzeichnete mit ihm einen formellen Friedensvertrag. Der Bürgermeister ist jedoch im Hinblick auf internationale Beziehungen nicht der Rechtsnachfolger von Königin Victoria, wodurch der Friedensvertrag genau genommen unwirksam ist. Allerdings konnte ein britischer Fernsehsender bereits in den 1970er Jahren nachweisen, dass Berwick gar nicht auf der Kriegserklärung an Russland stand, und entlarvte den „Kriegszustand“ als modernen Mythos.
In den Romanen des walisischen Autors Jasper Fforde um die Protagonistin Thursday Next führt Großbritannien seit mehr als 100 Jahren den Krimkrieg gegen das noch immer zaristische Russland.
An Bord des Linienschiffes HMS Queen nahm das britische Marinemaskottchen Timothy the Tortoise an der Bombardierung von Sewastopol teil. Damit dürfte die am 4. April 2004 verstorbene Maurische Landschildkröte die letzte Überlebende des Krimkriegs gewesen sein.
Die klimatischen Bedingungen des russischen Winters hinterließen im Englischen etymologische Spuren für verschiedene Typen von Strickwaren: Der Name für Sturmhauben (balaclava bzw. balaclava helmet) stammt vom auf dem Kriegsschauplatz gelegenen Ort Balaklawa. Nach dem Earl of Cardigan wurde die Cardigan-Strickjacke benannt, nach Lord Raglan der Raglanärmel. Später verbreiteten sich diese Begriffe in andere Sprachen.

## Chronologischer Überblick

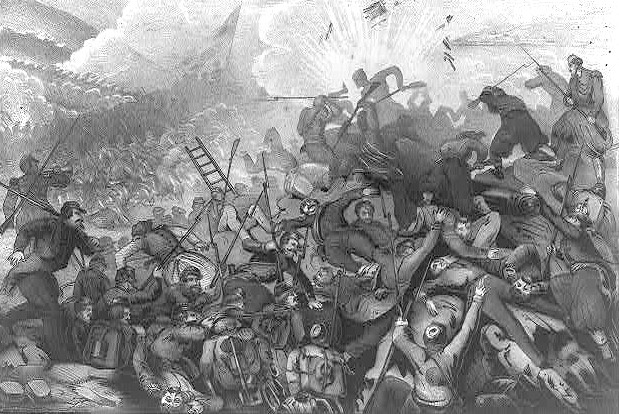
Französische Zuaven und russische Soldaten im Kampf bei der Erstürmung der Malakow-Befestigung

- 3. Juli 1853: Besetzung der Donaufürstentümer durch russische Truppen.
- 16. Oktober 1853: Kriegserklärung des Osmanischen Reiches an Russland.
- 27. und 28. März 1854: Kriegserklärungen von Großbritannien und Frankreich gegen Russland.
- 20. April 1854: Defensivallianz zwischen Preußen und Österreich für die Dauer des Krimkriegs.
- Von Ende Juli bis September 1854: Räumung der Donaufürstentümer durch Russland auf österreichischen Druck.
- 16. August 1854: Vorübergehende Besetzung der russischen Festung Bomarsund auf Åland in der Ostsee durch britisch-französische Marinekräfte.
- 14. September 1854: Landung der Alliierten auf der Halbinsel Krim.
- 20. September 1854: Schlacht an der Alma.
- 25. Oktober 1854: In der Schlacht bei Balaklawa kommt es zum Todesritt der leichten Brigade.
- 5. November 1854: Ausfall der Russen wird in der Schlacht bei Inkerman zurückgeschlagen.
- 2. Dezember 1854: Dezemberbündnis von Wien zwischen Großbritannien, Frankreich und Österreich gegen Russland.
- 16. Januar 1855: Kriegseintritt Sardiniens auf der Seite der Alliierten.
- 22. Mai 1855: Erfolglose Kriegsexpedition von Einheiten der britischen und französischen Marineflotte ins Asowsche Meer.
- 8. September 1855: Militärische Kriegsentscheidung durch die alliierte Eroberung Sewastopols nach 349 Tagen Belagerung (Schlacht um Malakow).
- 29. November 1855: Einnahme der Festung Kars durch die Russen.
- 30. März 1856: Offizielles Ende des Krimkriegs im Pariser Frieden, den die Vertreter des Osmanischen Reichs, Russlands, Sardiniens, Frankreichs, Großbritanniens, Österreichs und Preußens unterzeichnen. Rückgabe der besetzten Gebiete durch Russland. Bis auf die Preisgabe Bessarabiens bleibt das Territorium Russlands jedoch unangetastet. Die Integrität des Osmanischen Reiches wird garantiert. Das Schwarze Meer wird entmilitarisiert.

## Film
- The Crimean War: A Clash of Empires. Dokumentarfilm, USA 1996, Regie: Thomas Vaughan, 180 min.
- The Crimean War. Dreiteiliger Dokumentarfilm, GB 1997, Regie: Mick Gold, insg. 150 min.
- Crimean War – A Most Desperate Undertaking. Dokumentarfilm, GB 2003, Autor: Toby Groom, 47 min.
- Der Angriff der leichten Brigade. Spielfilm, GB 1968, Regie: Tony Richardson, 139 min.